# 七一遊行

七一遊行標誌

香港七一遊行是香港自回歸以來最為持續的大型活動之一。一般認為，七一大遊行源於2003年香港七一遊行，然則，自1997年後，香港民間人權陣線等社會運動組織已發起有關活動，但初時規模較小。
2003年，由於行政長官董建華為首的特區政府施政惡劣：時任財政司司長梁錦松「偷步買車」風波、時任保安局局長葉劉淑儀強推《基本法第二十三條》立法、時任衞生福利及食物局局長楊永強在「沙士」事件中的失職，激起民怨，七一大遊行由是應運而生。50萬香港人在這一年的7月1日特區成立紀念日中上街遊行，但仍在運動中保持了守秩序、非暴力的作風。當年的七一大遊行是香港繼1989年5月28日150萬人參加全球華人大遊行及1989年5月21日八九民運100萬人大遊行後最大型的一次遊行活動。最終，基本法第二十三條立法被擱置，七一大遊行亦成為了香港民主抗爭的精神象徵，每年舉行，由民間人權陣線主辦。民主派政治團體藉遊行匯眾支持者並進行籌款。
2019年全港逾200萬人上街反對政府提出的逃犯條例修訂。2020年的七一遊行，警方以2019冠狀病毒病疫情及限聚令為由，向民陣發出反對通知書，民陣七一遊行首次被限制。同時因應《港區國安法》通過，民陣被指為無註冊團體，2021年，民陣基於疫情和申辦七一遊行窒礙難行的緣故宣布停辦，惟仍有個別團體自行申辦七一遊行但被拒，其後民陣解散。

## 主辦團體
1997年-2002年的七一遊行由香港市民支援愛國民主運動聯合會（簡稱支聯會）發起；自2003年起，七一遊行由香港民間人權陣線（簡稱民陣）等社會運動組織發起。支聯會是香港的民主派政治組織，於1989年5月21日在香港支持八九民運的全球華人大遊行中成立。民陣是香港一個關注政治及民主議題的聯合平台，幾乎所有香港民主派成員都參與其中。參與民間人權陣線的民間團體及政治團體數目最高时達60多個。2021年3月5日，新加坡《聯合早報》报道，香港政府調查民陣是否接受美國國家民主基金會的資助。民陣召集人陳皓桓發聲明否認收取任何外國政府或機構資助。但民主黨、街工、香港民主民生協進會（民協）、公民黨、新民主同盟、天主教正義和平委員會、民主中國陣線以及教協多個成員和團體陸續退出民陣。

## 时间线

### 1997年至2002年
自1997年至2002年，支聯會都會於7月1日舉行遊行，由銅鑼灣維多利亞公園（簡稱維園）遊行到中環中區政府合署。
1997年7月1日下午，支聯會以「愛國愛港民主大遊行」的名義冒雨遊行，稱要建設民主中國。遊行開始時有800多個市民參加，但隊伍去到灣仔時就則增加至2,300人，警方估計人數有4,000人（支聯會估計有3,000人），多於支聯會預先通知的2,000人，便口頭警告支聯會。支聯會成員張文光表示，警方以前從來未有警告支聯會，希望只是巧合事件，而警方就表示期望主辦團體可以更準確估計遊行人數。遊行隊伍最後抵達政府總部門外，由支聯會主席司徒華代表遞交意見書給行政長官董建華代表之後和平散去。

### 2003年

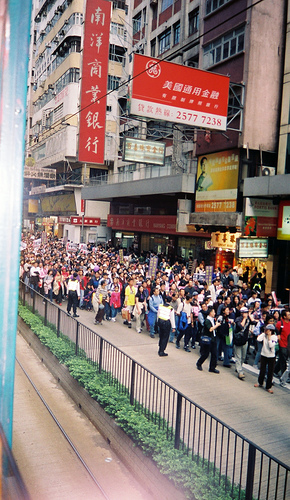
參加2003年香港七一遊行路經灣仔軒尼詩道

2003年7月1日的「七一遊行」，是八九民運以來最浩瀚澎湃的遊行示威，受到國際輿論重視，由於香港基本法第二十三條的立法程序，加上SARS事件導致香港社會不景氣，引起大量香港市民的不滿。遊行主題為「反對廿三，還政於民」，大會呼籲市民穿黑色衣服參與遊行，以表達對政府的不滿。雖然當日香港天氣炎熱，但有大量人士參與遊行。主辦團體民間人權陣線估計遊行人數超過50萬，而警方則公佈當日截至下午六時，由起點到終點之間共有35萬人。支聯會主席司徒華在回憶錄中提到，他收到消息，警方內部獲悉的遊行人數為67萬5千人。遊行所引發的七一效應，加上自由黨撤回對立法的支持，使香港政府停止對廿三條立法程序，並使建制派在同年的香港區議會選舉大敗。
路透社、美聯社、法新社、美國有線新聞網、英國廣播公司以及德新社等西方通訊社，圖文並茂報道香港的大遊行。美聯社形容，示威人士是「憤怒和憂慮的香港人」；路透社稱：「示威者來自社會各階層，包括商人、退休人士，也有年輕夫婦推嬰兒車，與著名的民主派人士一起遊行。」。

### 2004年

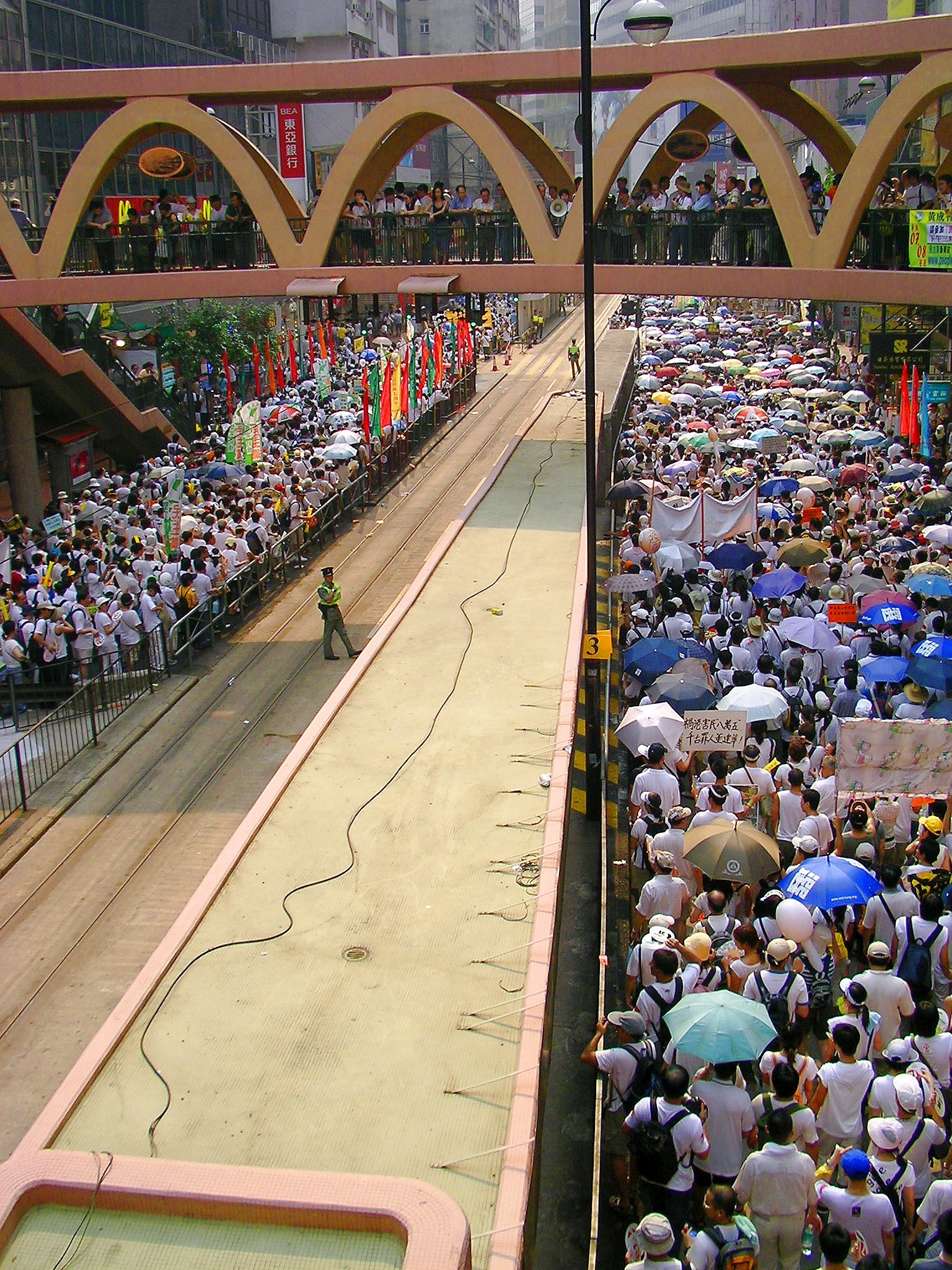
遊行人士站滿多條行車線

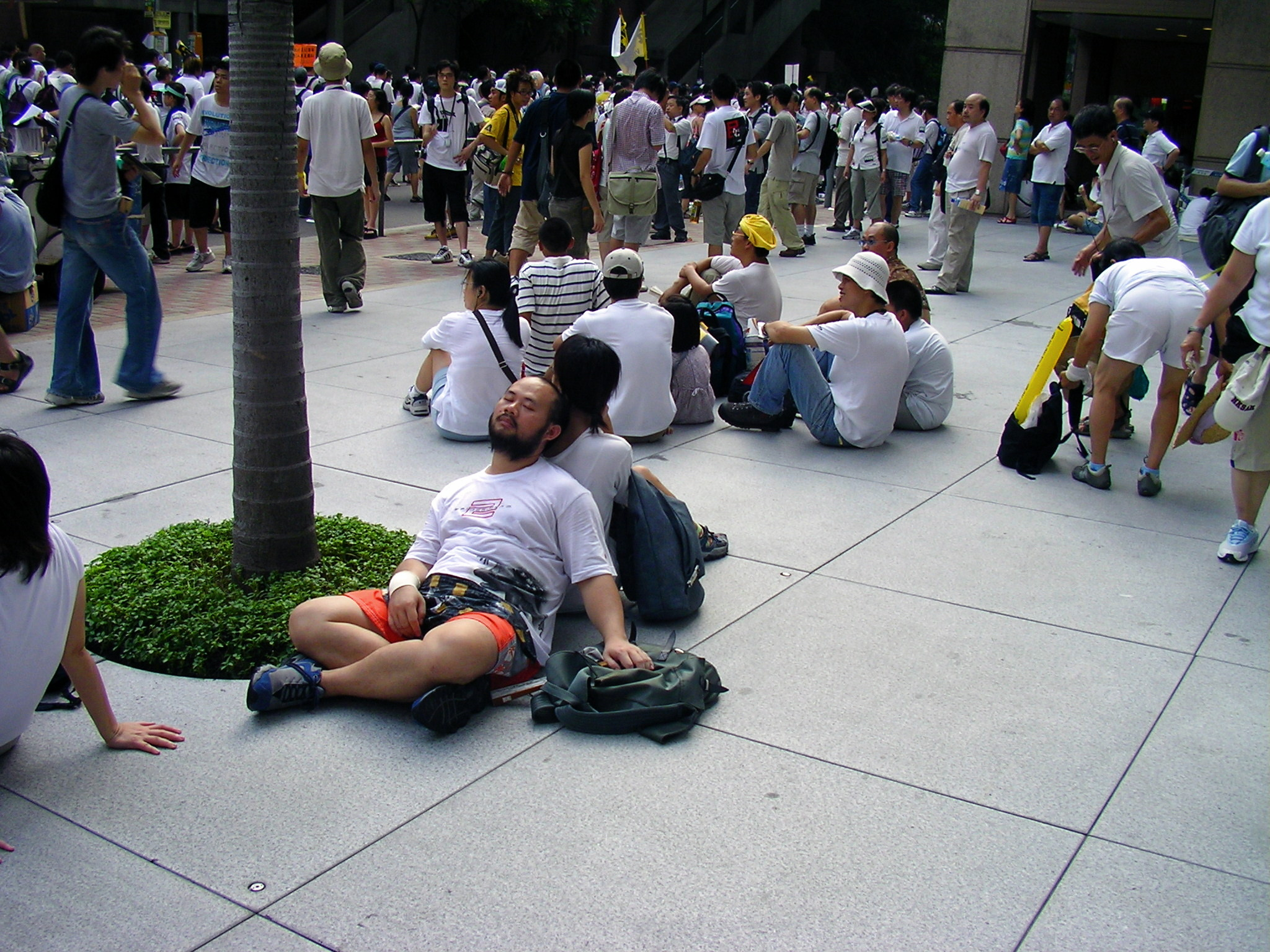
有遊行人士中途稍事休息

2004年，當天是有紀錄以來最高溫的7月1日，幾十萬市民會師銅鑼灣維園，參加7.1大遊行，爭取2007年普選行政長官、2008年立法會全面直選。人群早在下午二時半已擠滿維園六個足球場，主題為「爭取07、08普選」，大會呼籲市民穿白色衣服參與遊行，以表達對普選的期望。另一方面，有親政府團體呼籲市民穿紅色衣服，參加另外一個要求民主的靜坐集會，大遊行於晚上八時在平靜中完結，行政長官董建華於九時半後發表講話，重複會根據人大釋法的決定，循序漸進推動民主，最後董建華分別以中、英文朗讀聲明一次之後，卻以「時間太晚」為由拒絕回答在場中外記者的提問。
雖然當日香港天氣炎熱，但2004年的“七一”遊行人數依然高企，主辦單位指人數估計有高達53萬，較2003年的50萬人還要多，警方指只有20萬人，統計數字引起了爭議，因為多個統計都是不足20萬，香港大學統計及精算學系高級講師葉兆輝指出，遊行人數最多有19萬2千人。其後甚至有資料顯示，民陣的計算中犯上了小學生常犯的「植樹問題」，即把兩輪多一點的遊行人數，錯計成三輪；亦即單靠這算術錯誤，就使報稱的遊行人數增大了十多萬。縱使如此，遊行人數始終並非少數。

### 2005年

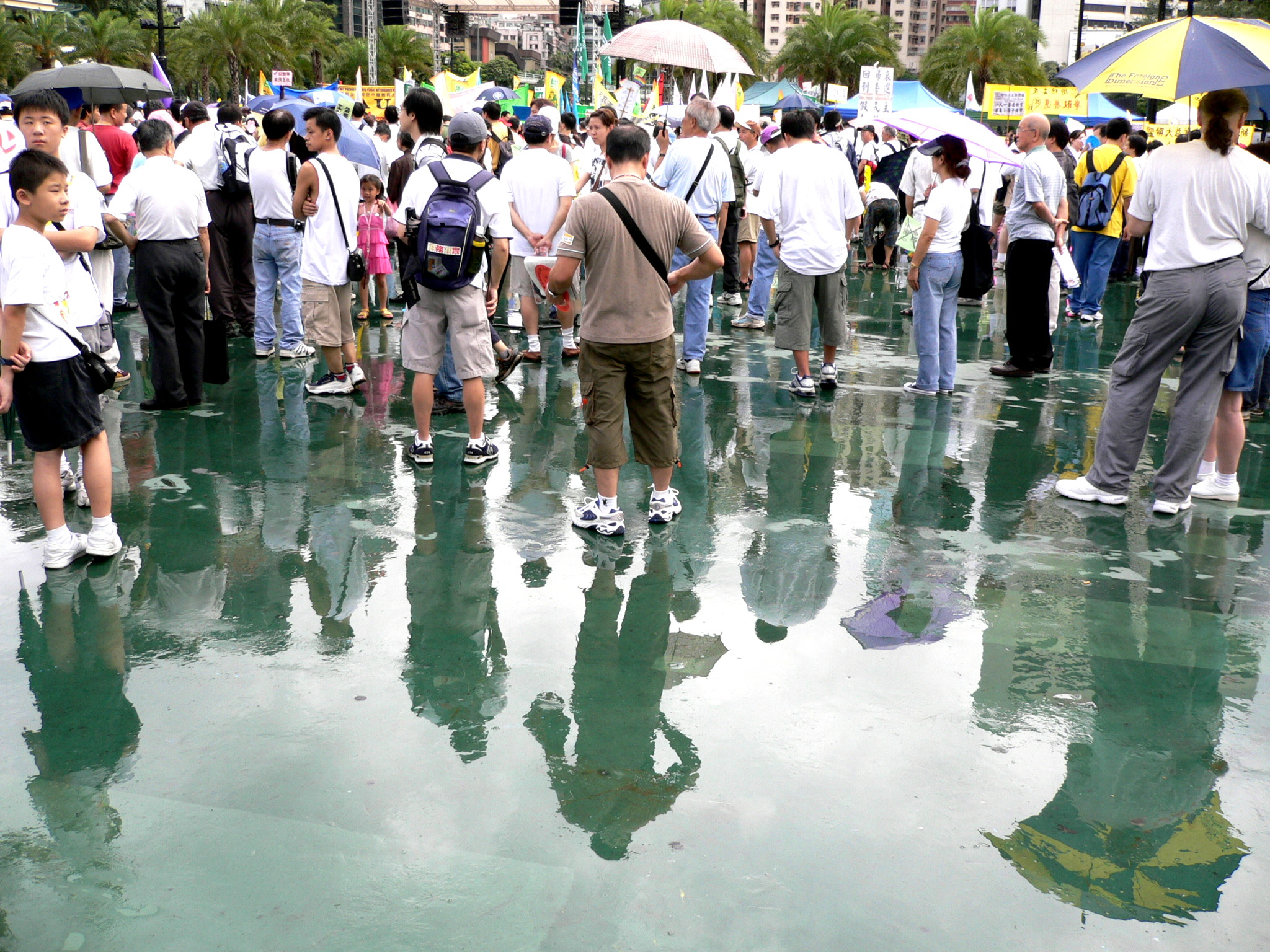
2005年市民冒雨參加遊行

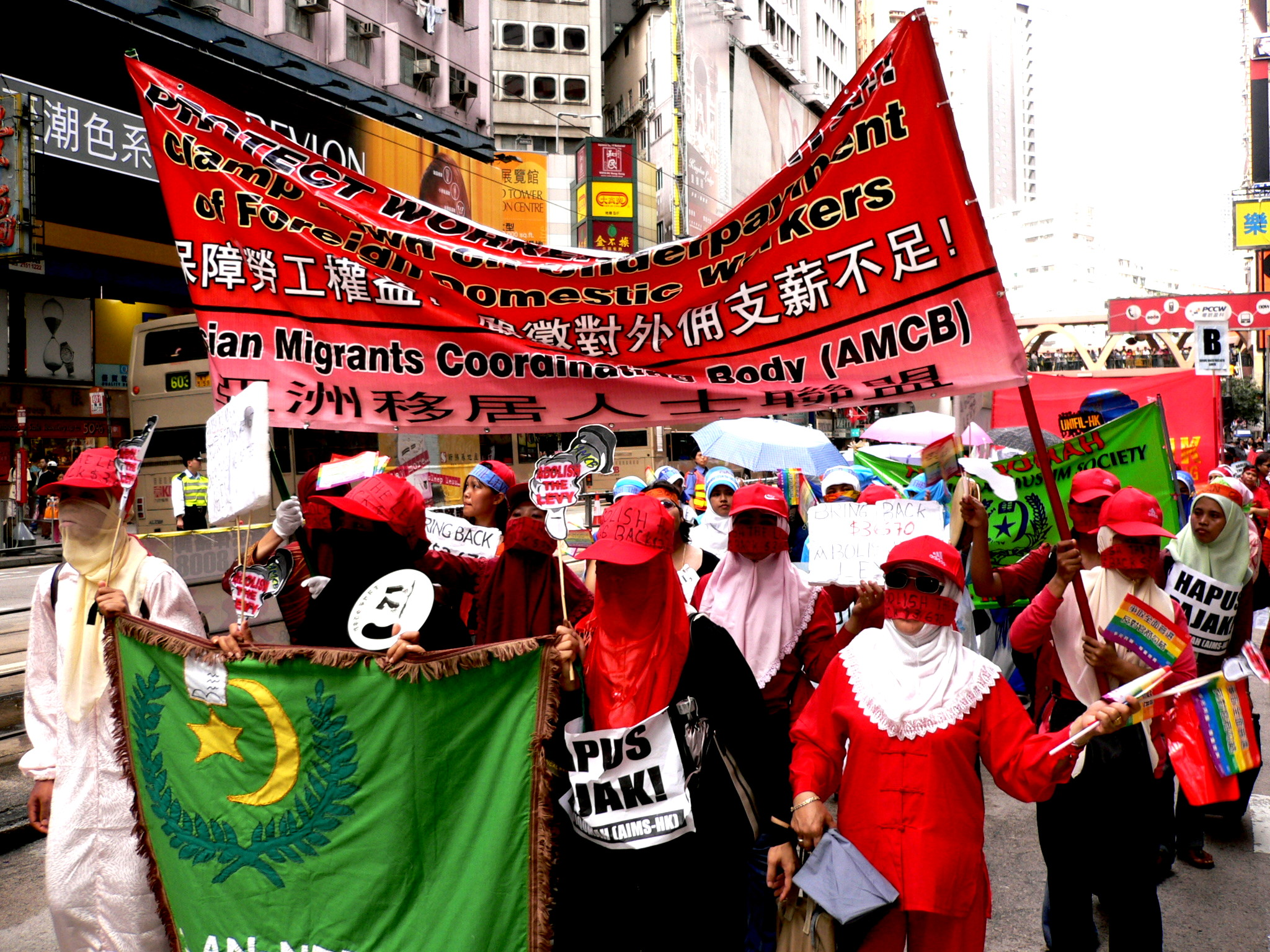
少數族群亦會參加七一，表達不同訴求

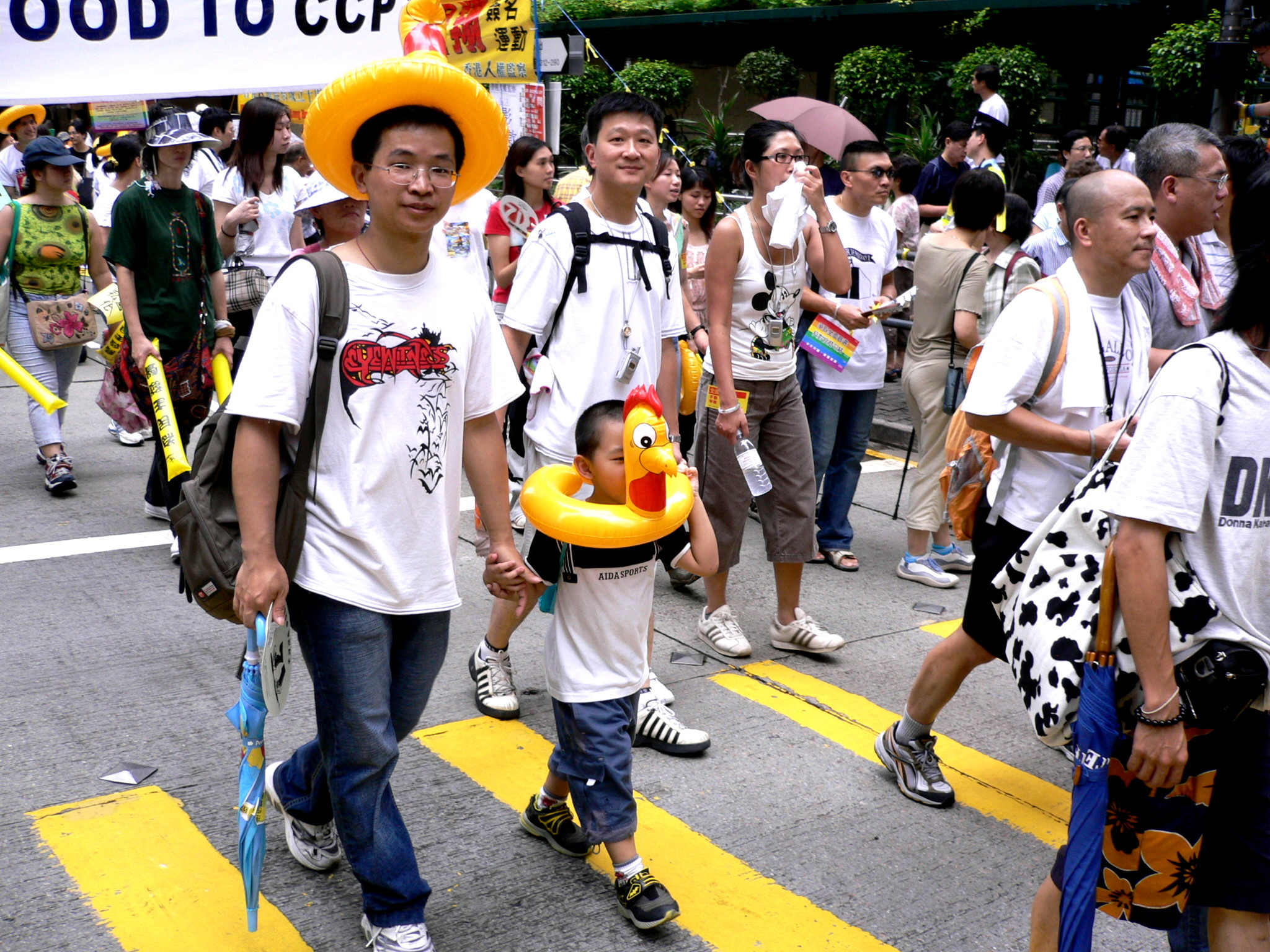
不少家長會攜同子女遊行

2005年7月1日，儘管經濟已經復甦，董建華已經下台，仍然有萬人參加七一遊行，主題為「反對官商勾結，爭取全面普選」，大會再次呼籲市民穿白色衣服參與遊行，以表達對普選的期望。此外，民陣公投小組計劃於2005年七一遊行時在維園進行「七一模擬公投」，公投議題是「〇七、〇八年普選行政長官及立法會」。
但與往年不同的是，這次遊行有不少爭取其它訴求為主的人士加入，如爭取原工資水平的海外家庭傭工、反對香港大學醫學院冠上贊助10億港元的富商李嘉誠之姓名的教學人員和校友、爭取平等權益的同性戀者、爭取居港權人士以及一些法輪功的修練者等。
這一次遊行之前發生了一些插曲，保守派基督教團體明光社高調反對民陣容許在同性戀權利團體帶領隊伍下一同遊行，呼籲教徒不要參與，引起了社會不少議論。
根據香港警方在維園出發點的統計數字，約有11,000名市民參與遊行，而民陣起初表示有45,000人參加，及後修正遊行人數為21,000人。然而，有遊行人士懷疑警方把人數大減，比起當天上午的慶祝回歸巡遊還要少（警方估計有2萬多人參與）。
此外，2004年人大釋法決定2007年及2008年不實行普選，行政長官董建華下台，曾蔭權的新政府剛上任，也是遊行人數減少因素之一。

### 2006年

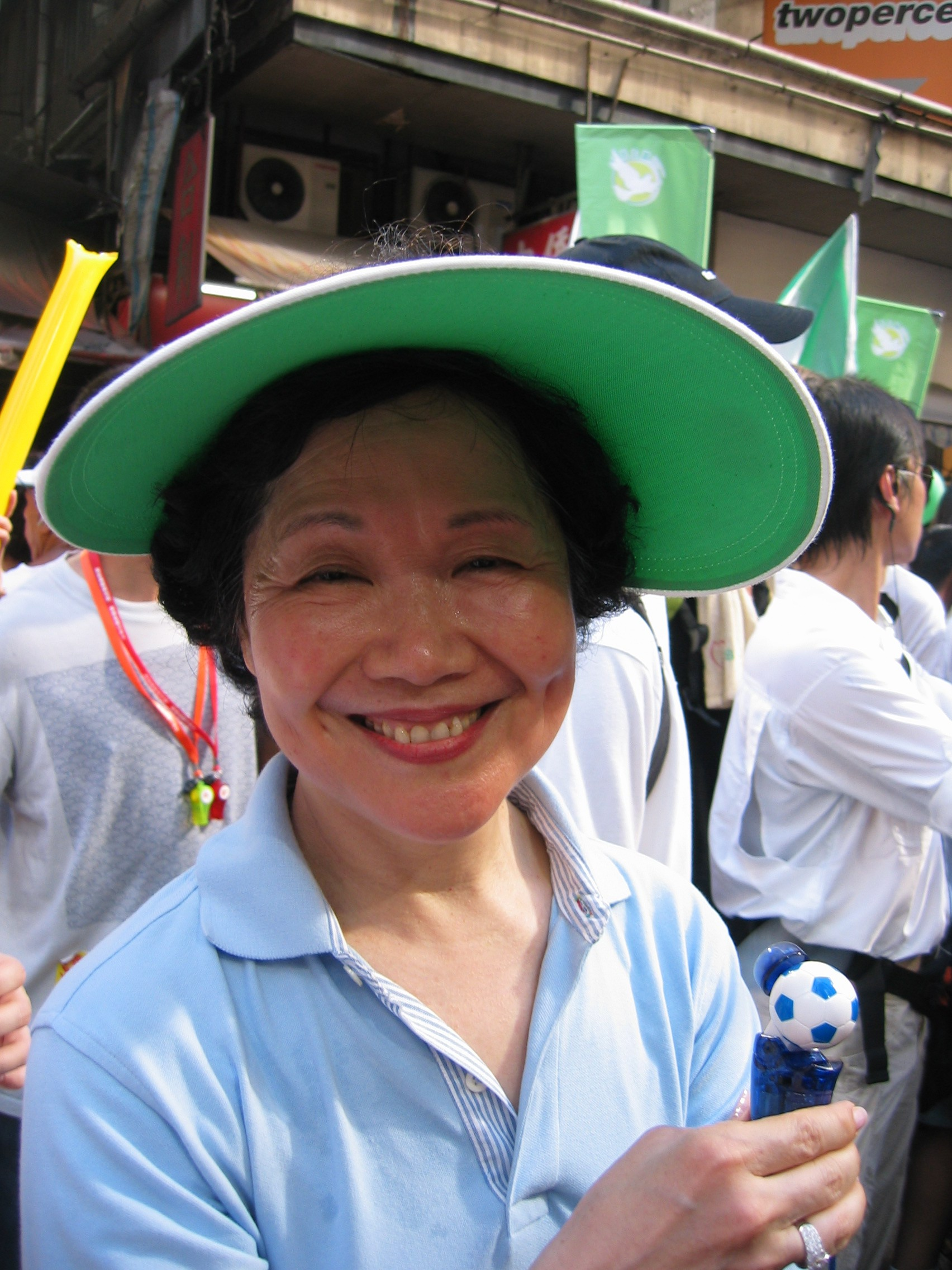
參與遊行的陳方安生

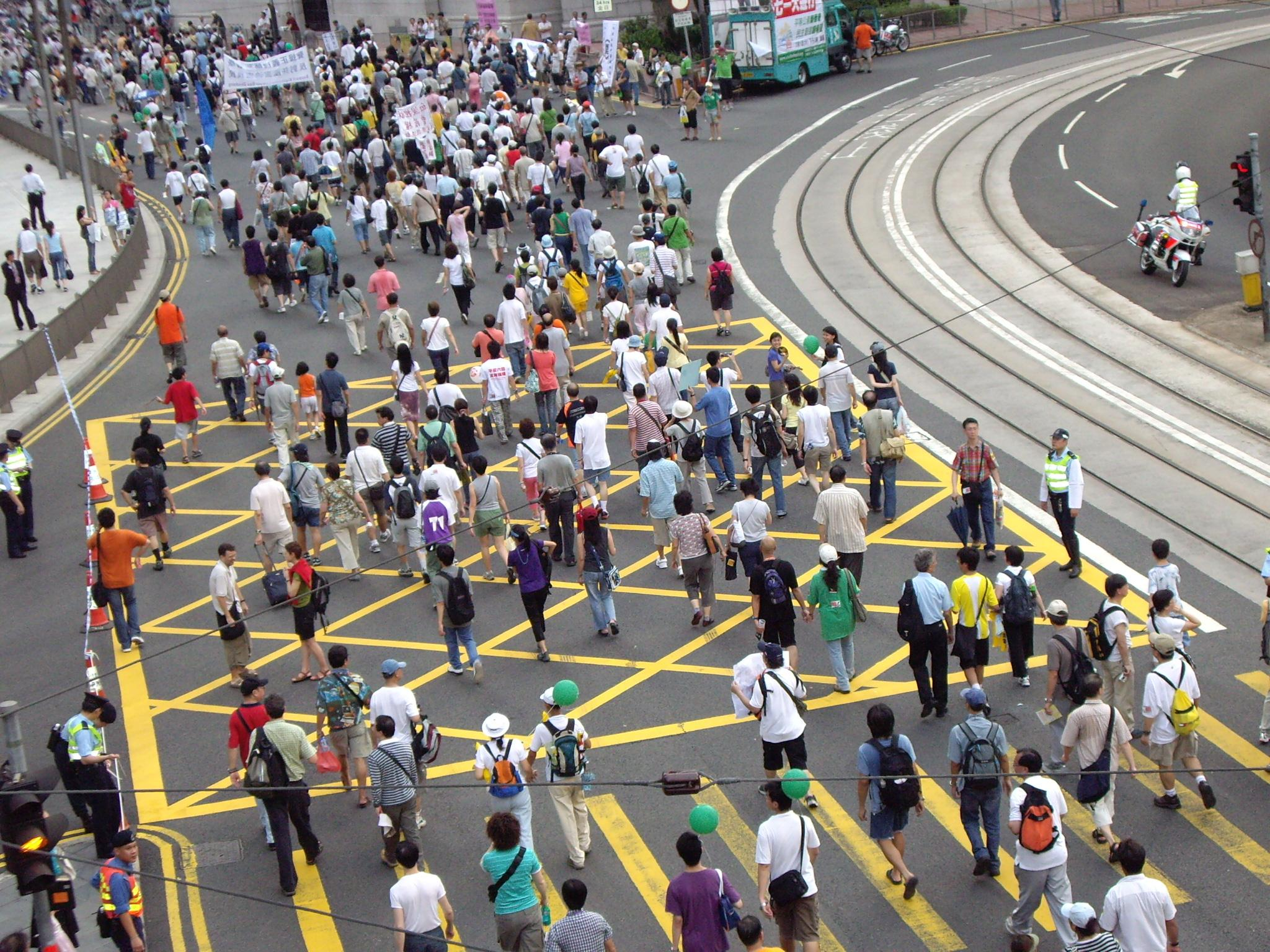
2006年遊行情況（攝於長江集團中心外之天橋）

這年的七一以「平等公義新香港，民主普選創希望」為主題，之前07/08的政改方案被泛民主派在立法會否決。舉行前，前政務司司長陳方安生發言支持香港實行普選，表示會參加遊行，並呼籲市民上街表達訴求。陳太此舉一度引來外間揣測她為參選下一屆特首鋪路，當時陳太對此的回應不置可否，及後至同年九月陳方安生正式宣布無意參選特首。
一如往年，當日上午有親中社團主辦的慶祝香港回歸大巡遊，下午則有民陣發起的遊行。民陣的遊行在下午三時出發，路線和以往一樣，由維園至中區政府合署。主辦單位估計有58,000人參加了這次的遊行，比上年的多近1倍。遊行大約在七時和平結束。

### 2007年
在香港七一遊行正式舉行以前，一首改編自香港特別行政區成立十周年紀念主題曲《始終有你》的惡搞曲《福佳》第二版《煲呔搵工靠你》的開頭及結尾亦寫上「回歸十周年，七一維園見」，呼喚市民參加七一大遊行。
這年的七一以「爭取普選，改善民生」為主題。遊行前20日左右，正式向香港警方申請，而警方表示希望遊行於傍晚6時前完成遊行，理由是晚上在維多利亞港發放煙花匯演，並擔憂民陣讓長者及傷殘人士排在隊伍前列會拖慢人流速度。但此舉引起泛民主派的不滿，指出警方擔憂行進緩慢但只開放一條行車線並不合理，而且認為警方歧視傷殘人士，遂提出司法覆核。6月26日，公眾集會及遊行上訴委員會裁定，遊行需於4小時內結束，要提早至2時半開始，6時半要結束。此外，警方亦需開放3條行車線予遊行人士使用。民陣對此表示滿意。
主辦單位民陣估計是次遊行有68,000人參與，而警方估計在2時30分至4時30分期間從維園出發的遊行人數約有2萬人。，香港大學則估計是日參加七一遊行人數約有29,000人至35,000人。
天主教香港教區陳日君樞機首次參加遊行，而陳方安生也有參加是次遊行。會場中有示威者為陳方安生特製橫額，稱她「忽然民主」，不過陳方安生回應「問心無愧」。

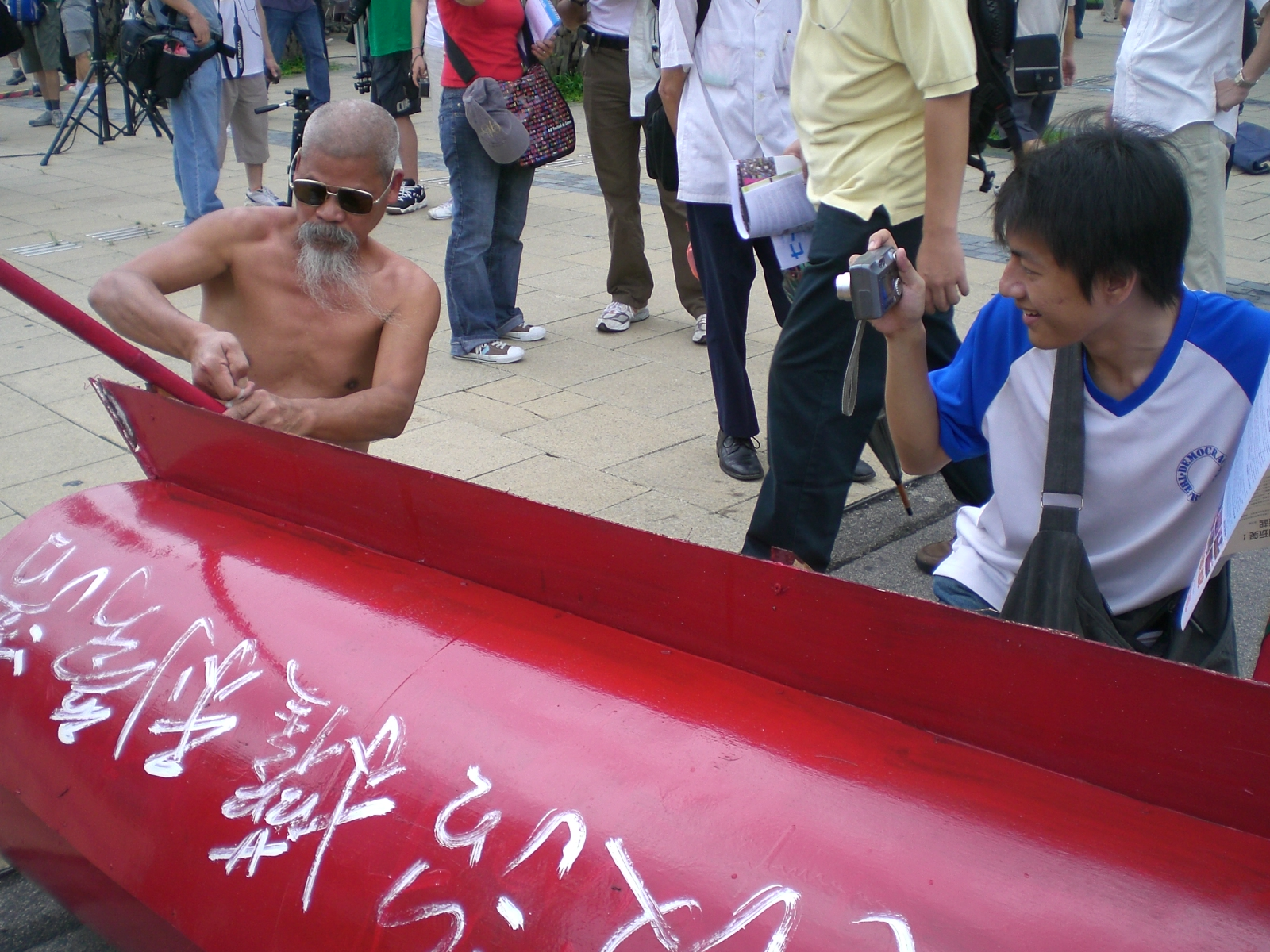
古思堯在2007年的遊行會場上
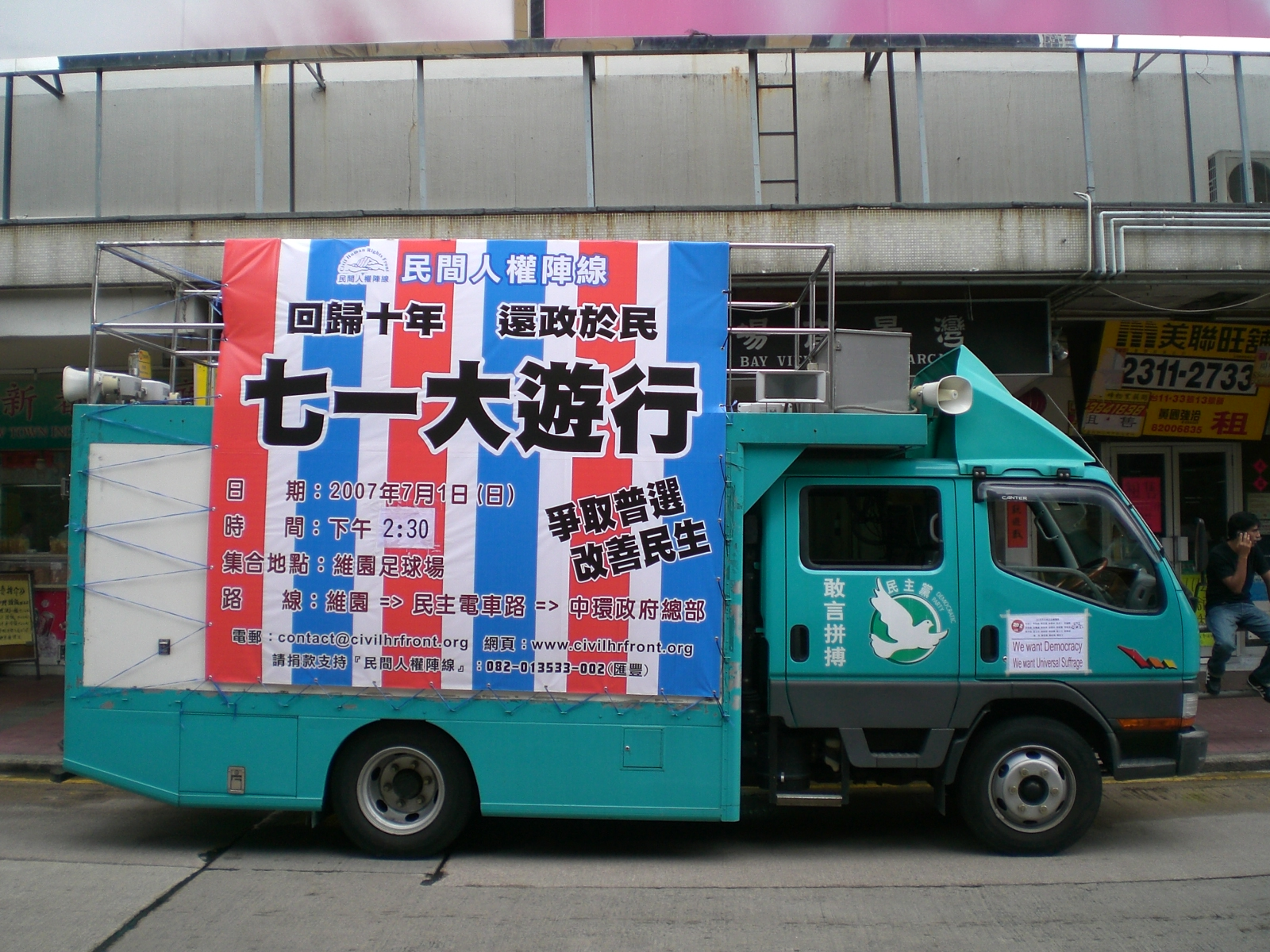
民間人權陣線
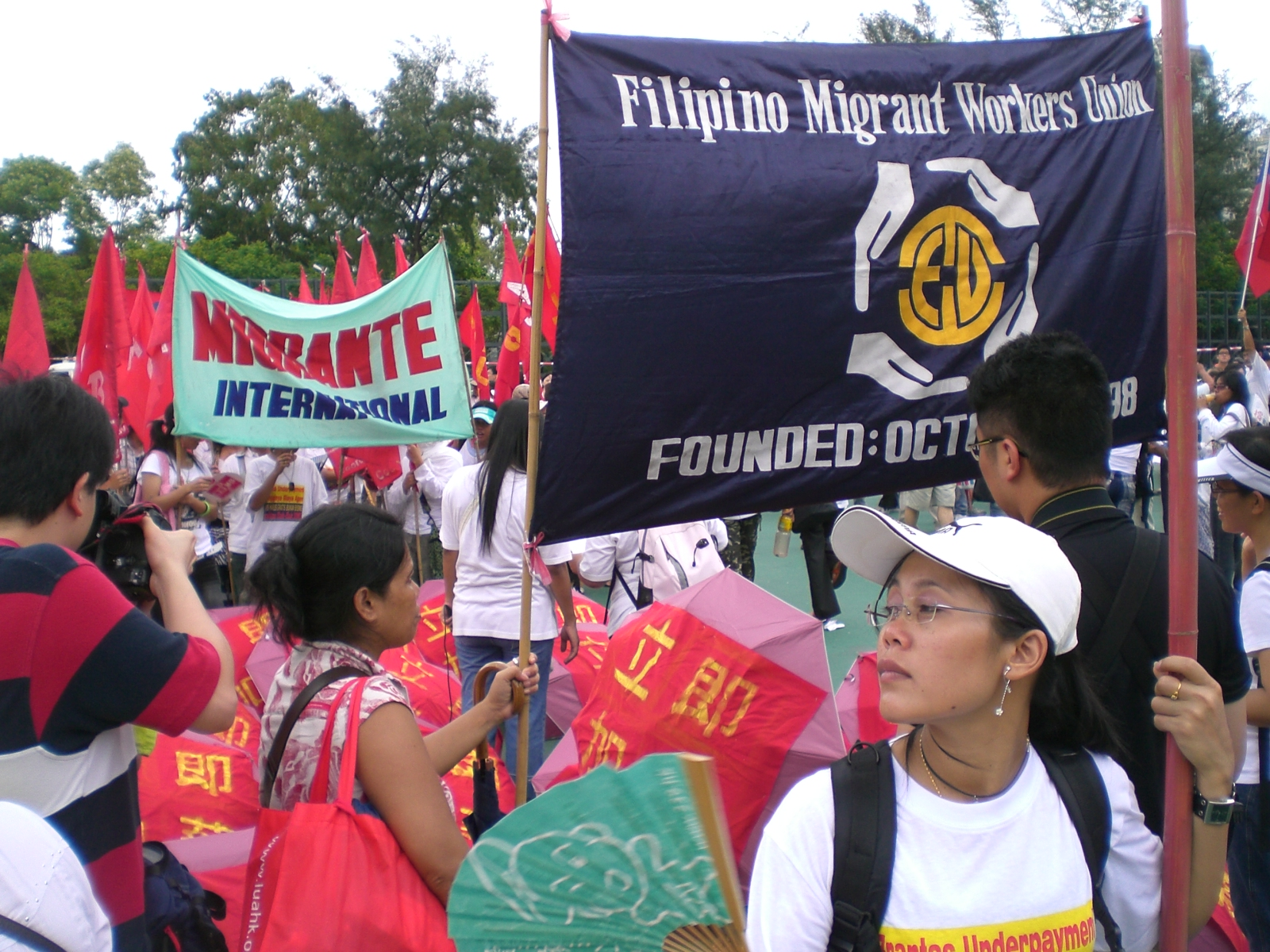
菲律賓外籍家庭傭工組織也有参與
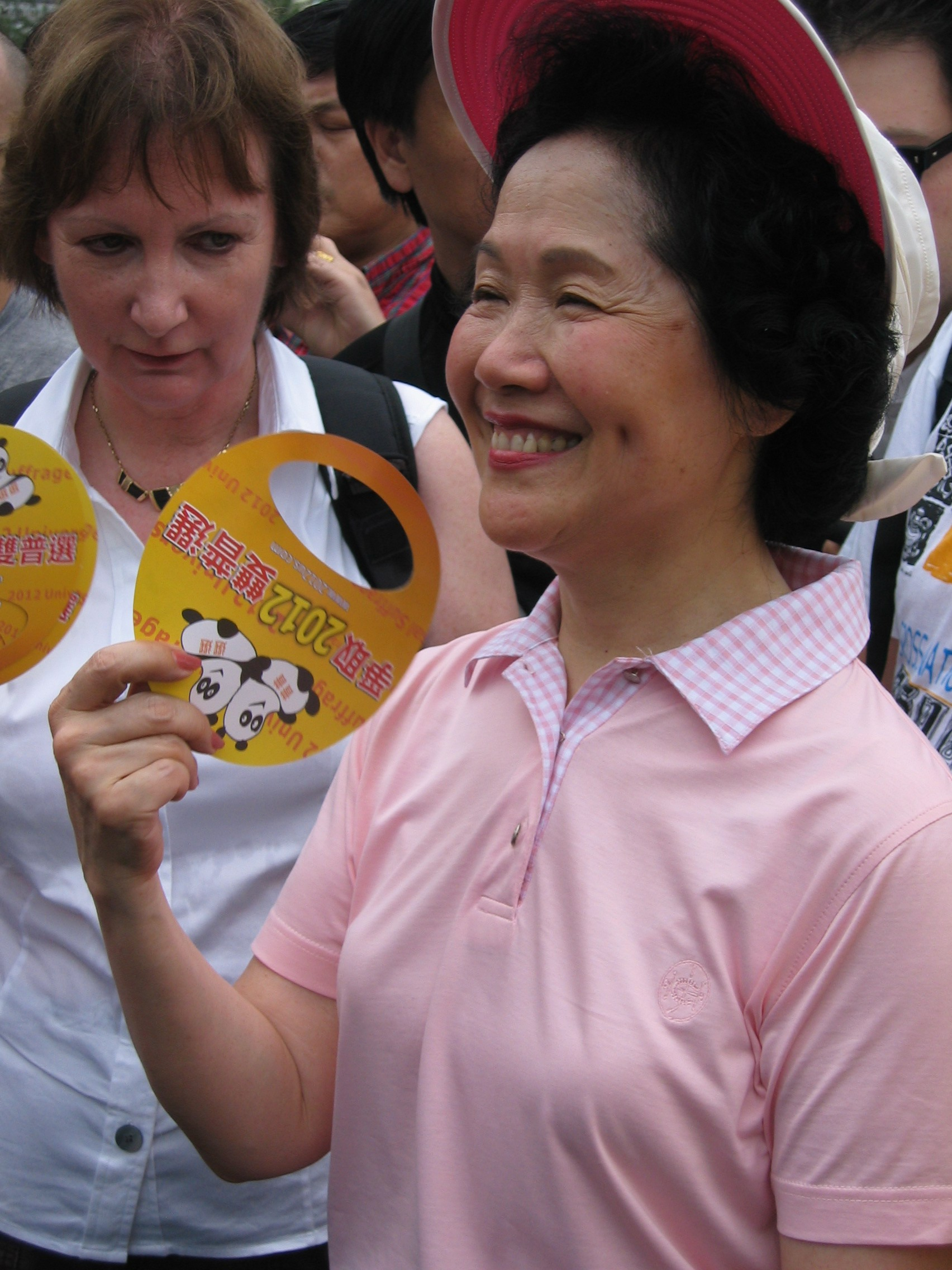
陳方安生參加2007年七一遊行的相片
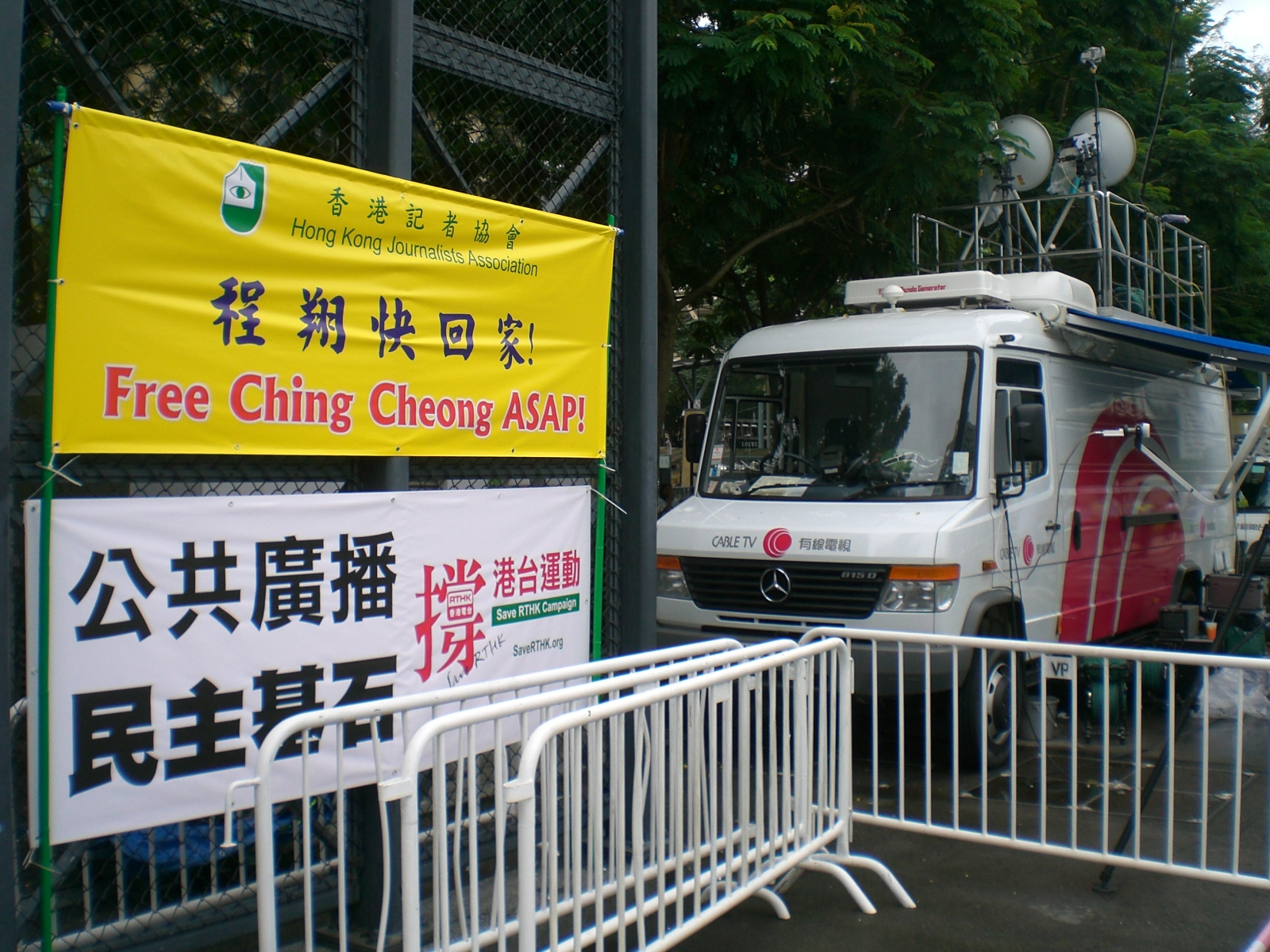
2007年香港七一遊行所關心的題目之一二。

### 2008年
遊行當日是香港主權移交11周年，民陣連續第六年發起七一遊行，這年遊行主題是：「同一夢想，同一人權；還政於民，改善民生。」民陣表示有4.7萬人參加遊行，警方表示，在遊行最高峰期，有15,500人參與；去年兩者的人數分別是6.8萬和2萬人，兩者均低於去年前港區全國人大代表李鵬飛首次參加七一游行。。

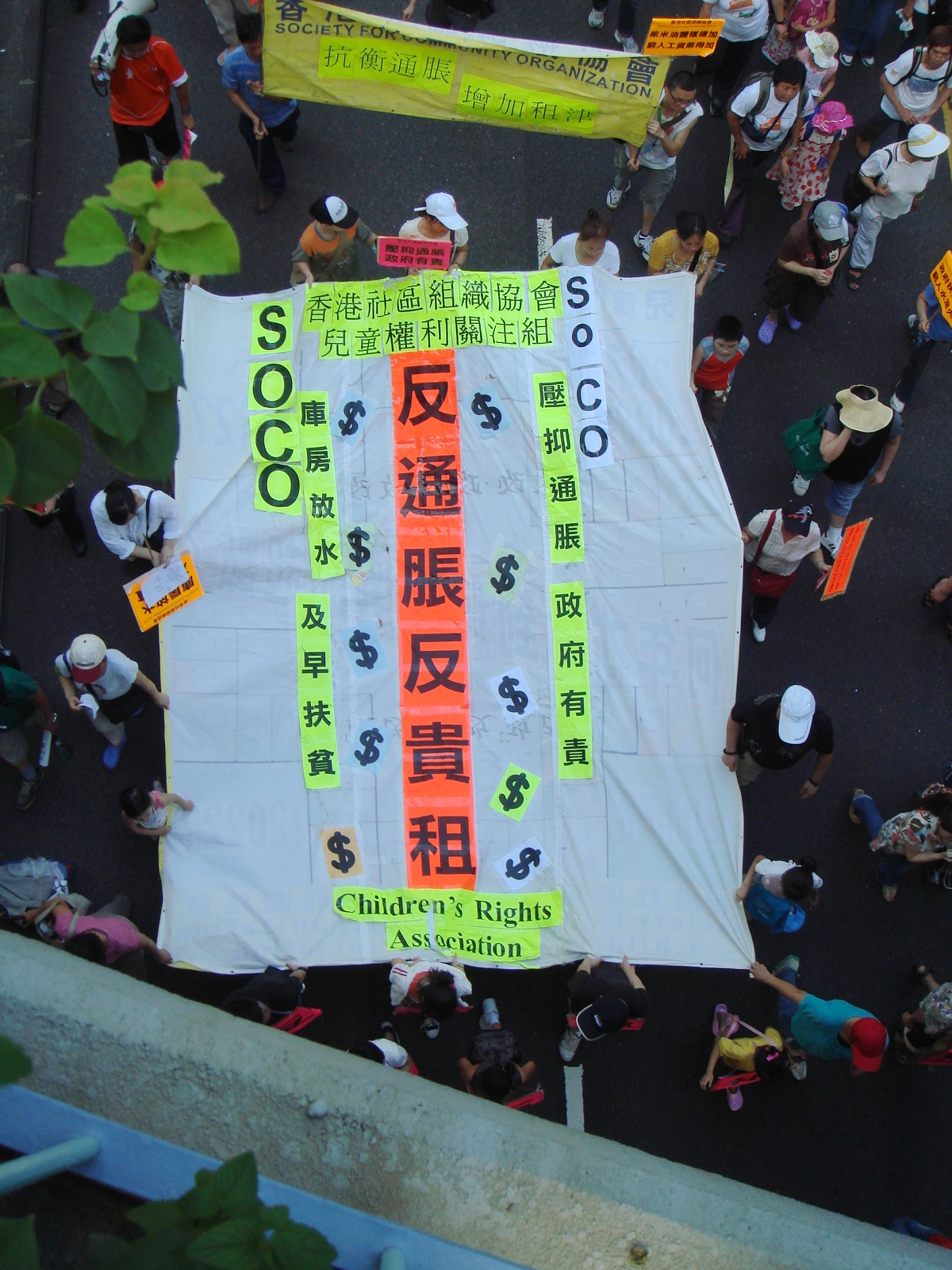
民生議題包括反通脹、反壟斷、反加價等
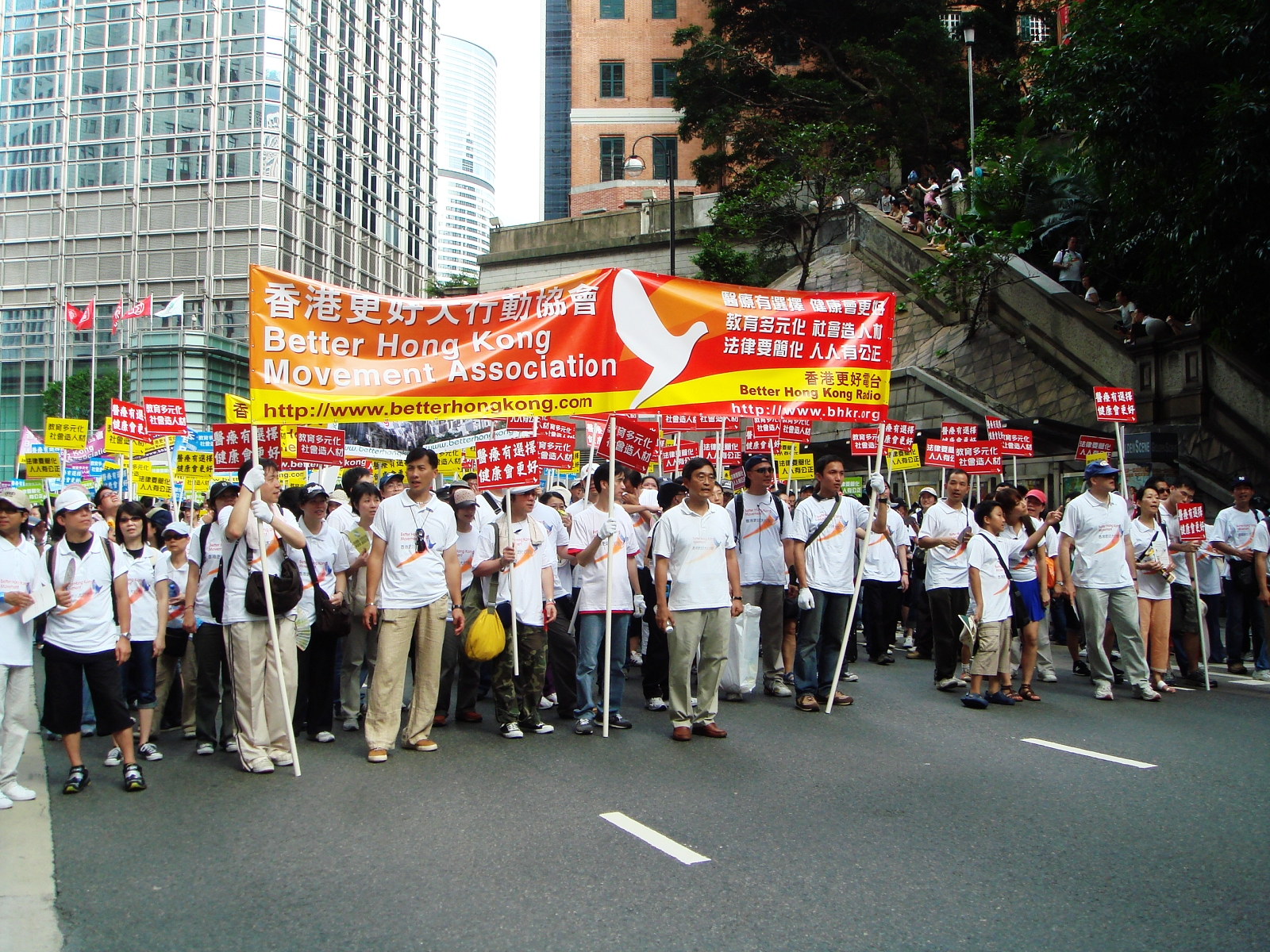
廣泛性議題包括醫療、教育及法治
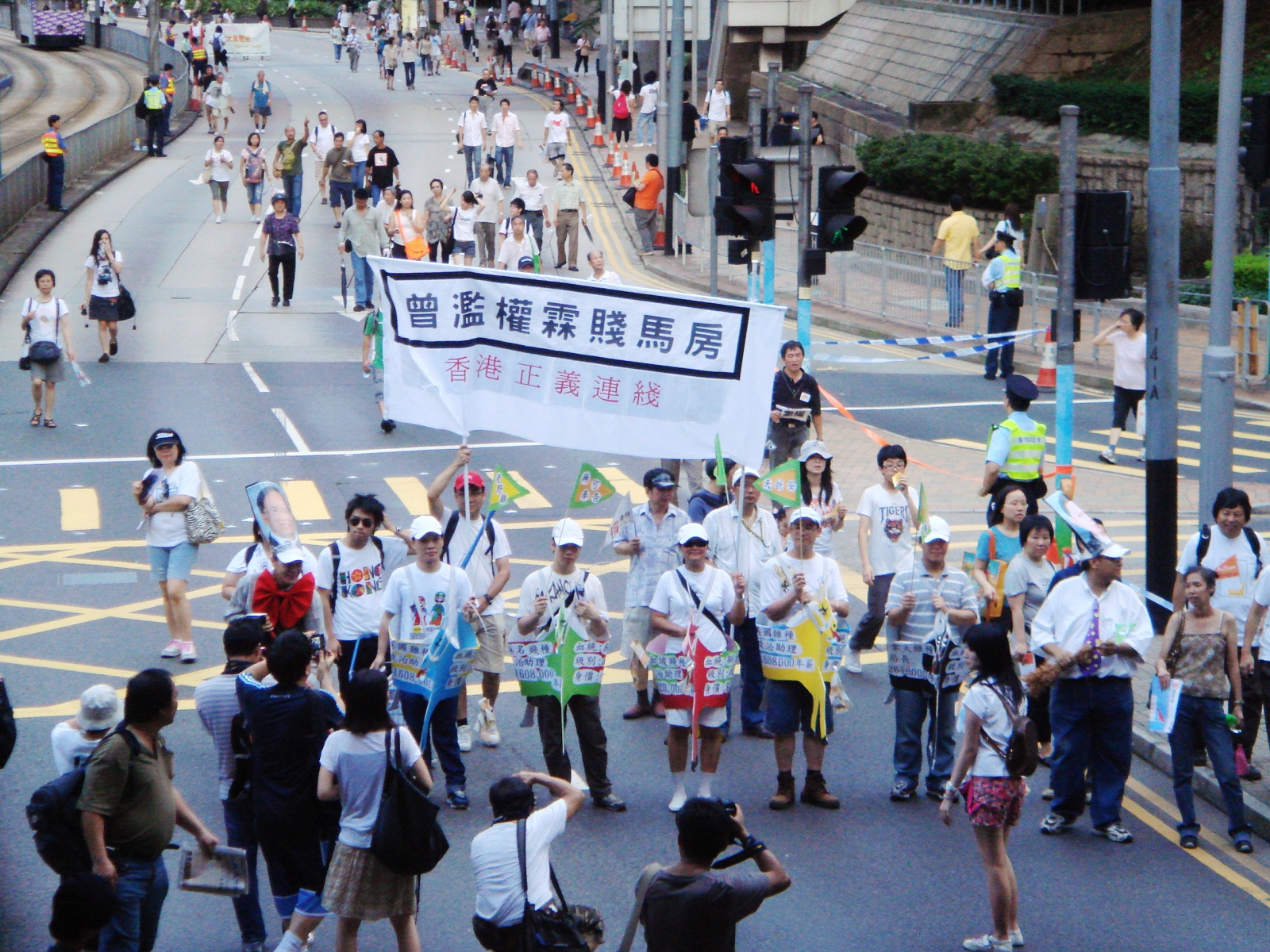
問責制爭議
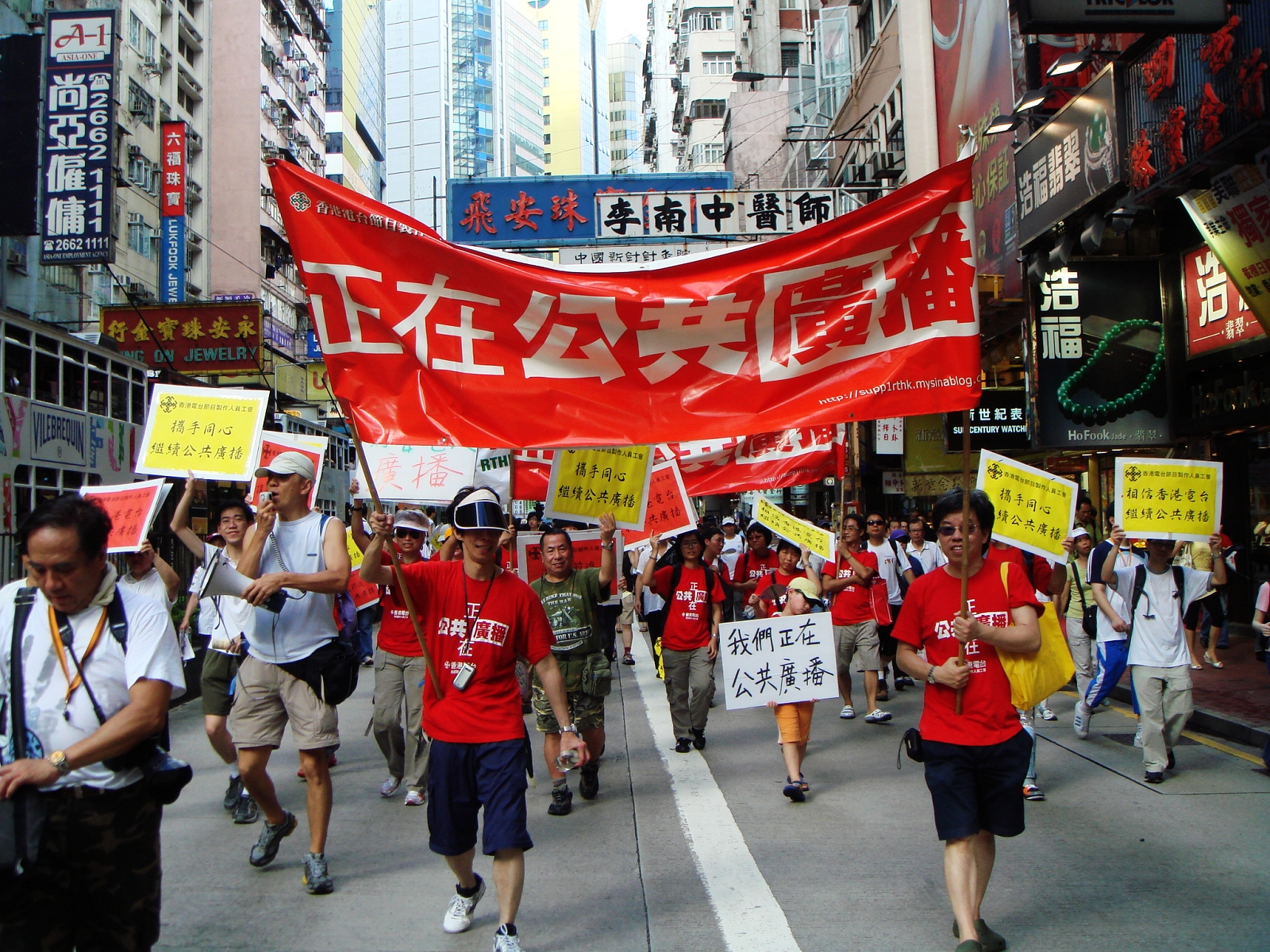
支持港台的運動
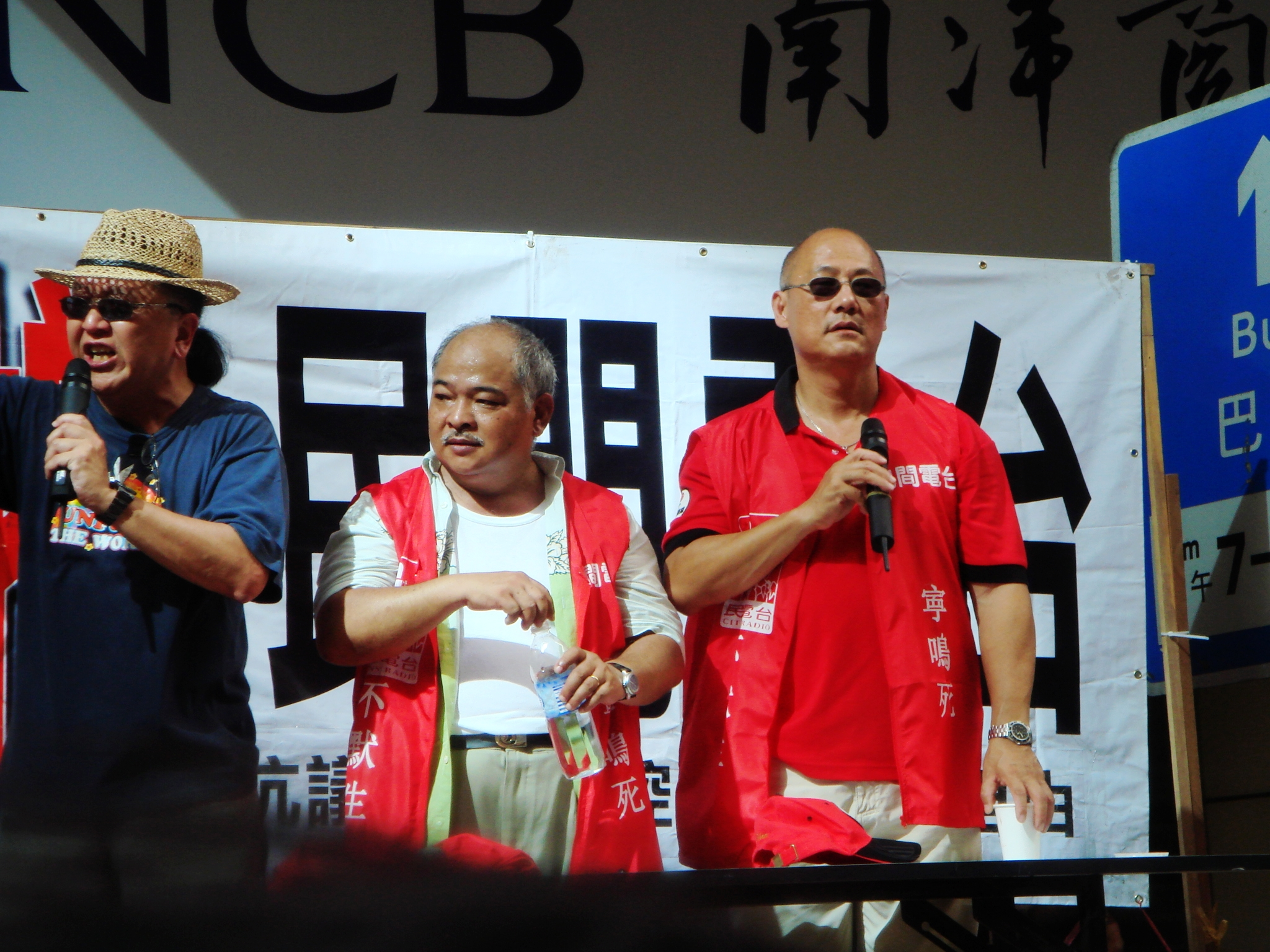
民間電台
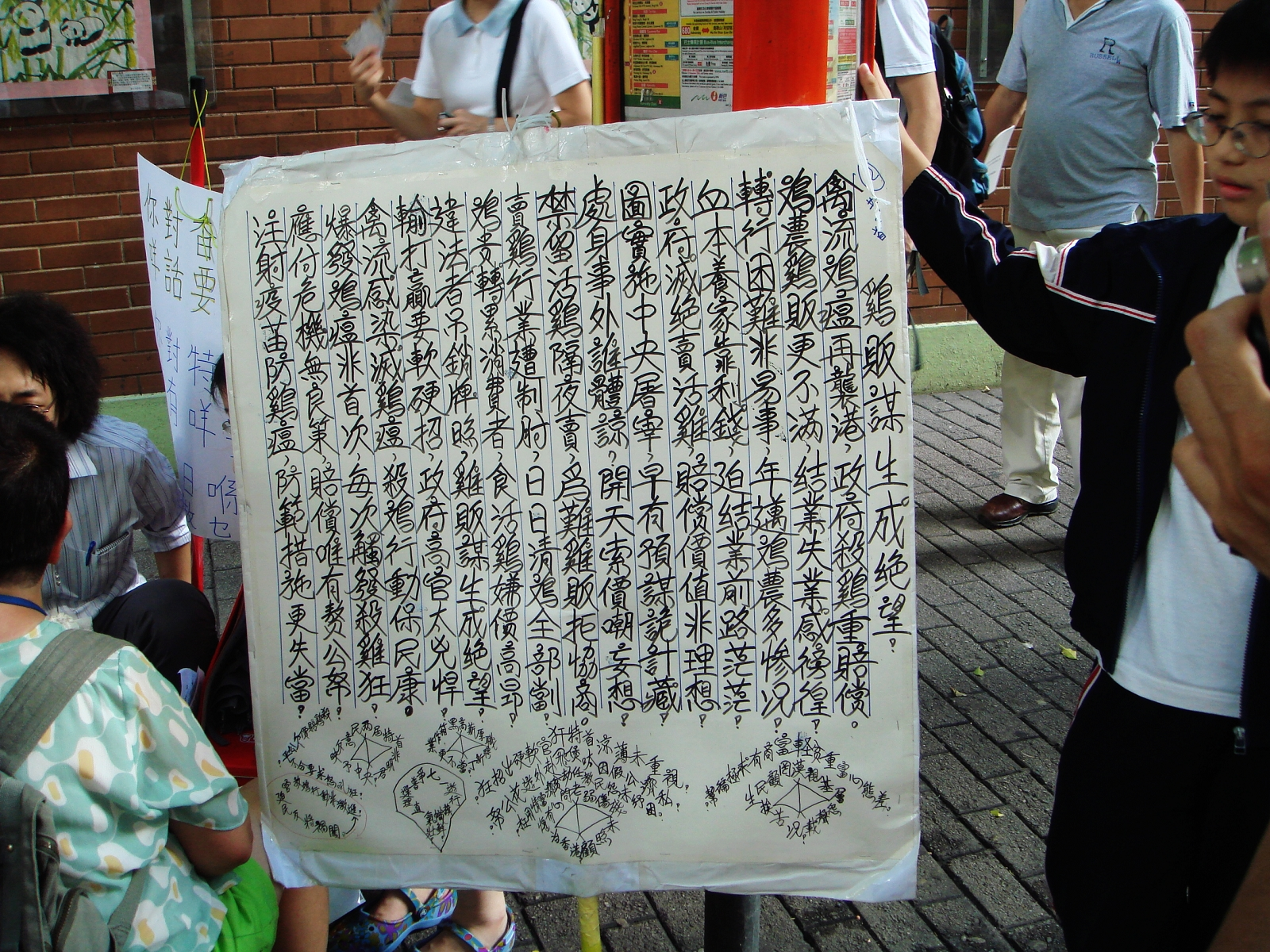
市民提出對政府防止禽流感政策的看法
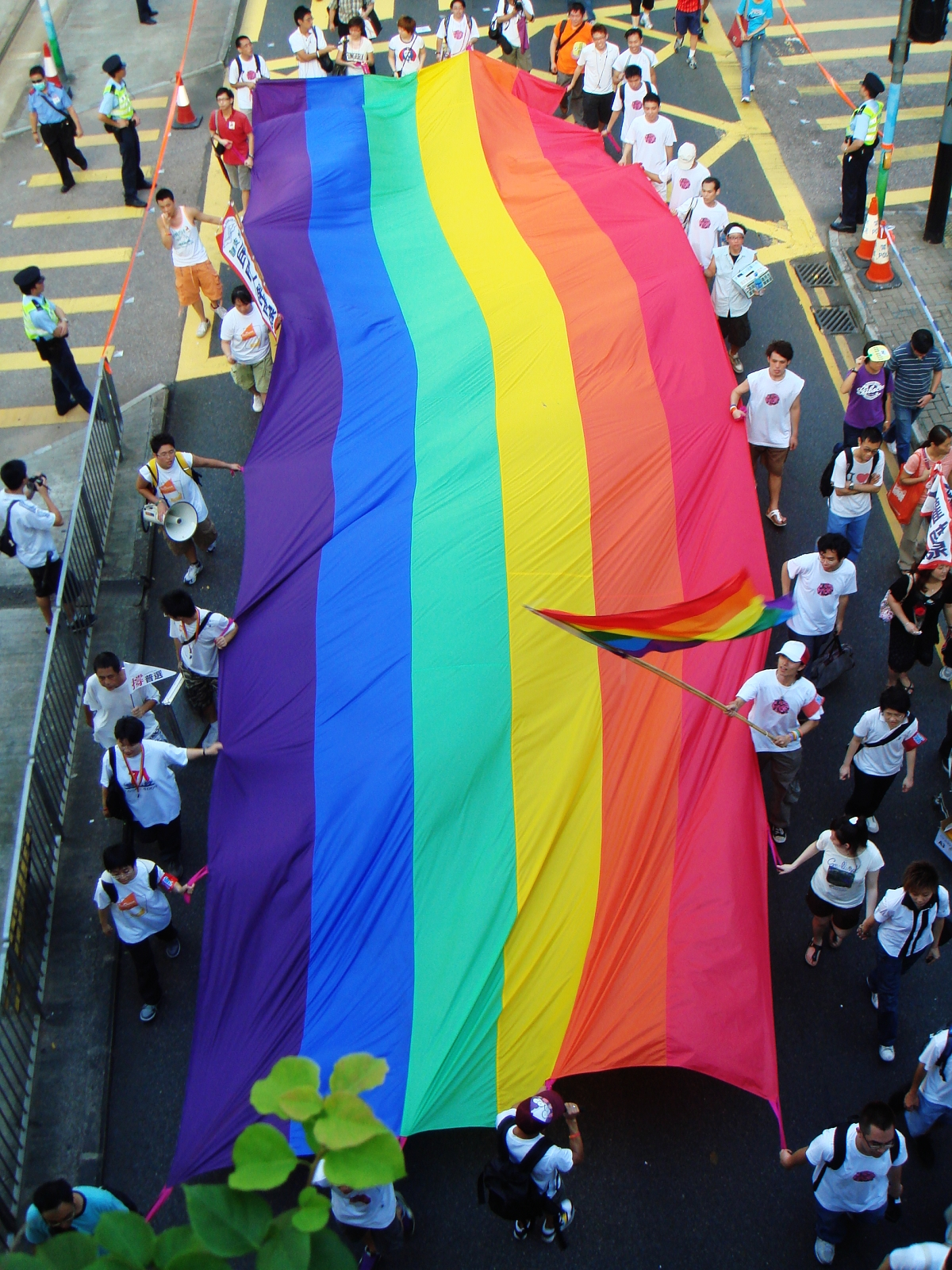
同性恋及性工作者平權團體
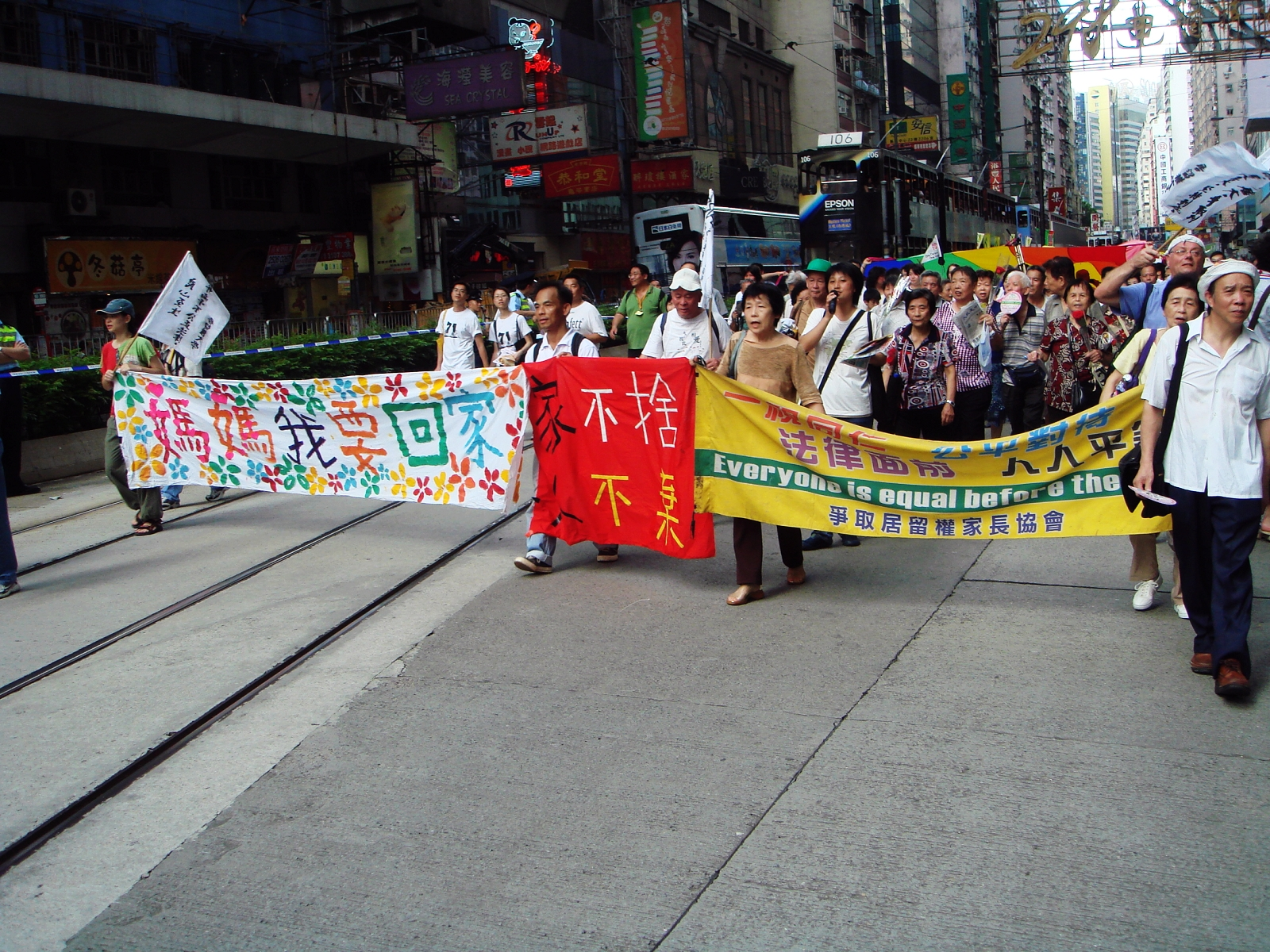
香港居留權爭議

### 2009年
這年的七一遊行仍由民間人權陣線發起。大會估計有7.6萬人參加，但警方表示在維園出發時約有2.6萬人。由於當時市區氣溫高達33度，有不少網民表示為免身體不適而在中途插入或中途離開。
民陣發起的七一大遊行，主題是「施政失誤、貧富懸殊、還政於民、改善民生」，隊伍於下午3時半在維園出發，目的地是中區政府合署，龍尾遲至近五時才出發，晚上近8時抵達政府總部。其後，包括立法會議員梁國雄在內約一百名自發人士，在中區政府合署繼續集會，故遊行在7月2日凌晨1時仍未結束。警方在現場增加警力，使到位於政府總部的警察機動部隊人員逾百名，比集會人士多。警方其後在凌晨2時清場，把示威人士勸諭離開或抬走。
同日亦有其他團體分別表達不同訴求，如雷曼苦主大聯盟、捍衛人格尊嚴協會、反泛民大聯盟等，但規模比民陣小得多。

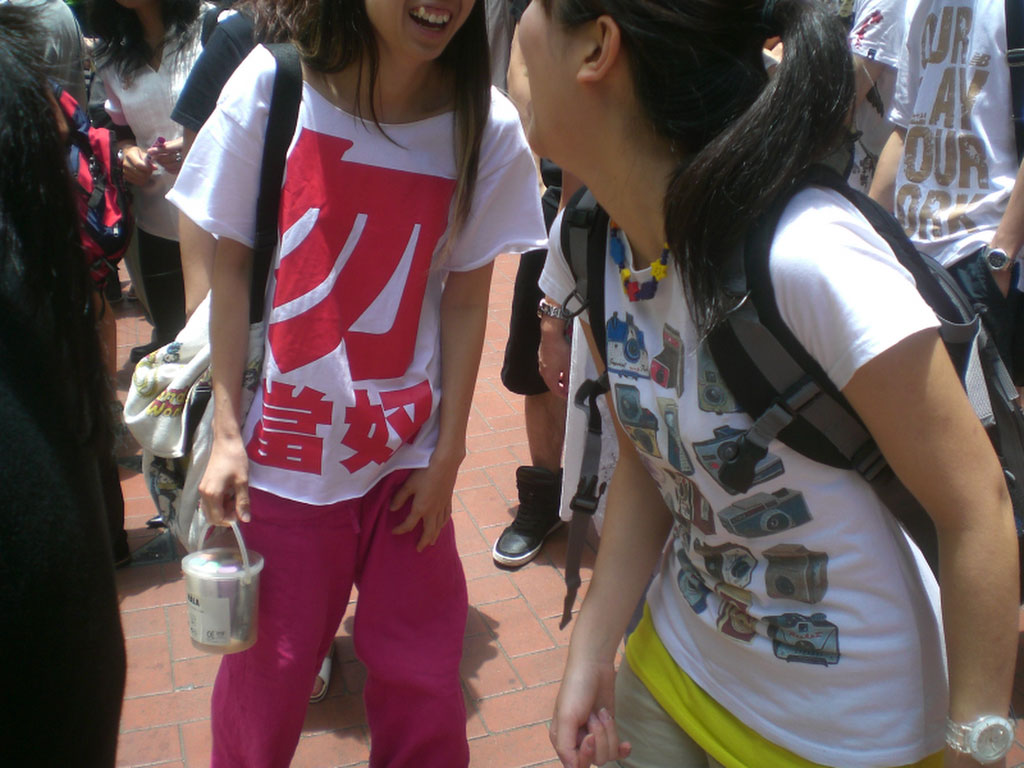
2009年遊行標語之一“勿當奴”
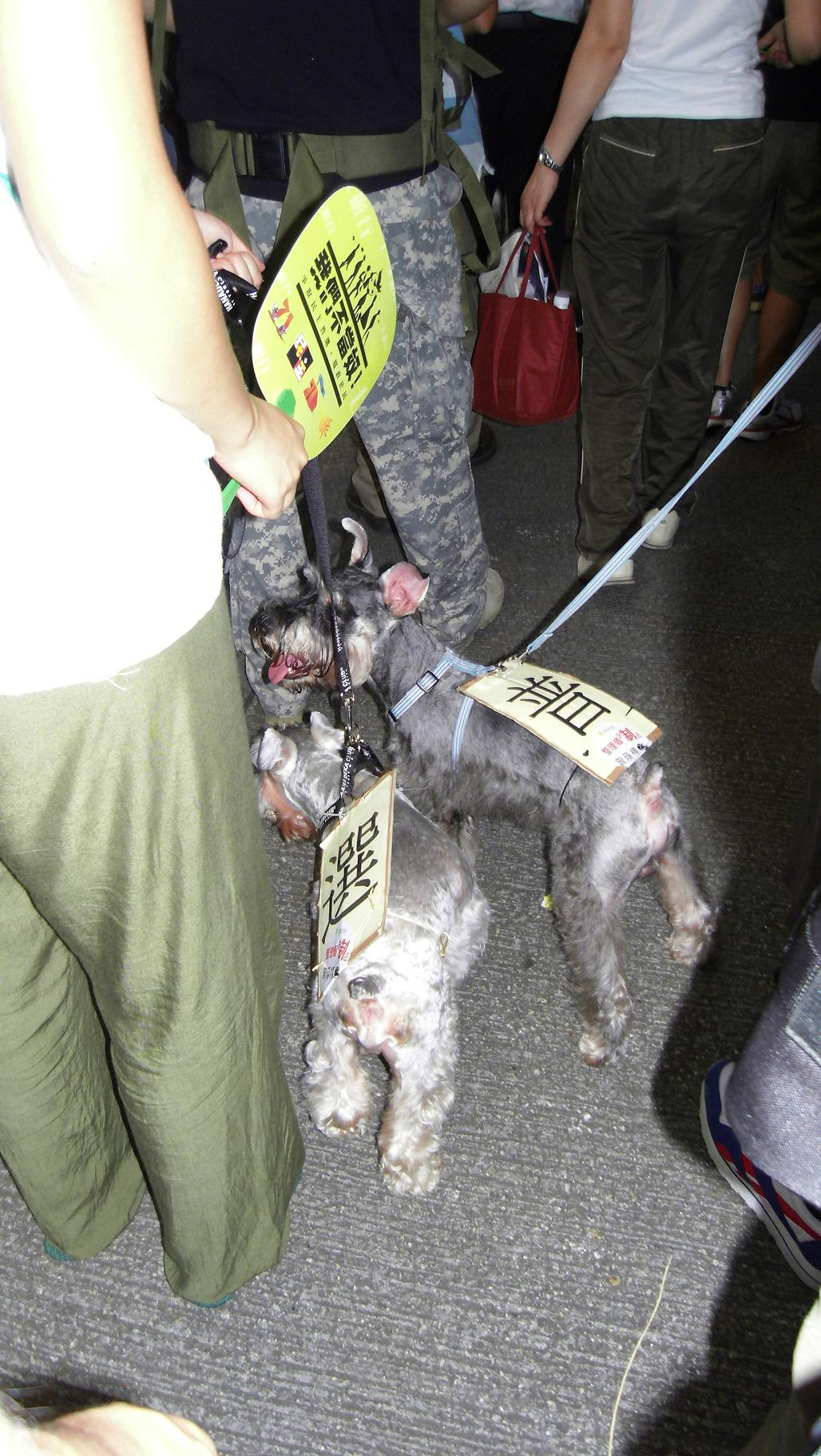
普選雙犬
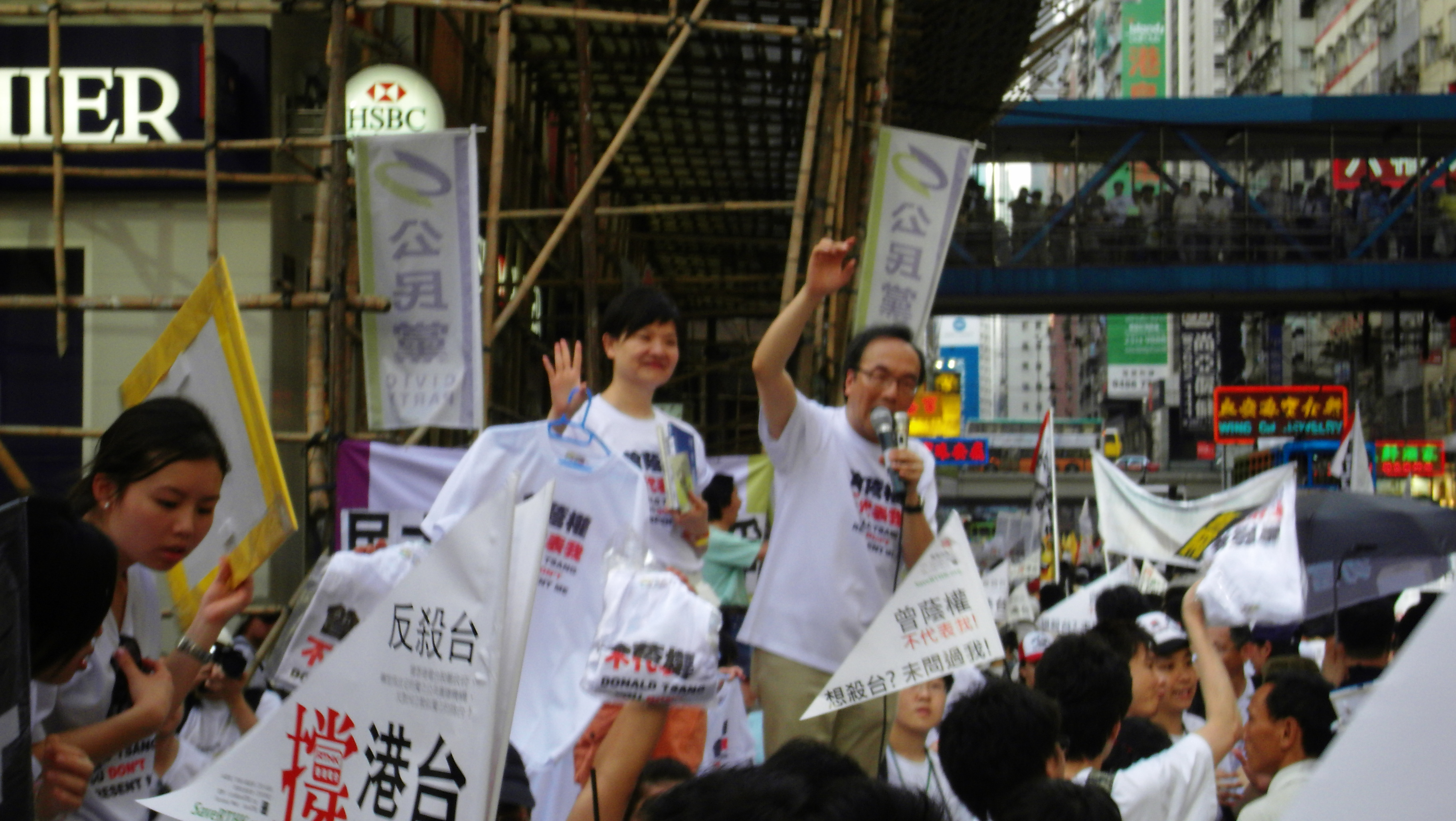
公民黨
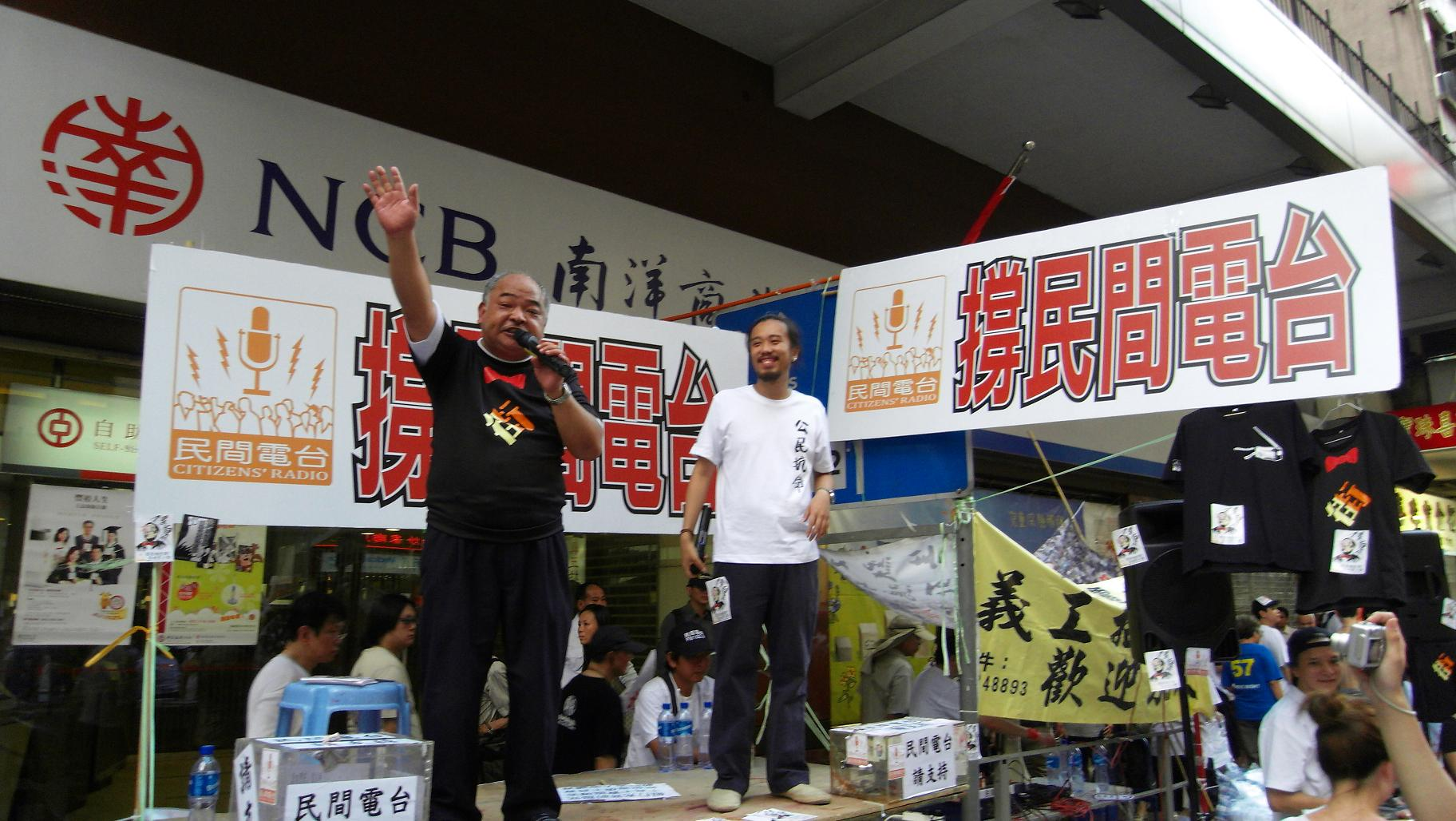
民間電台
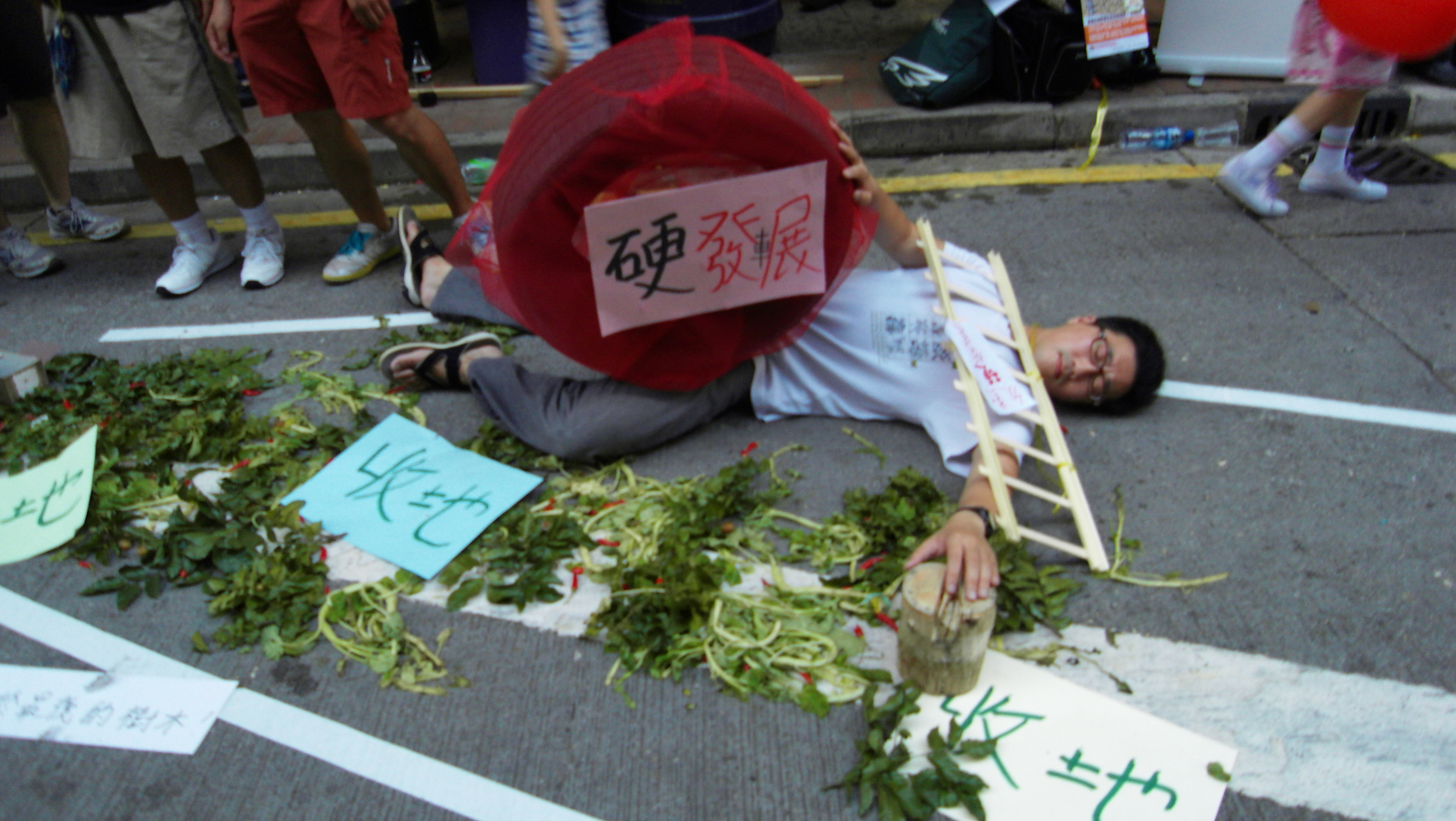
街頭藝術
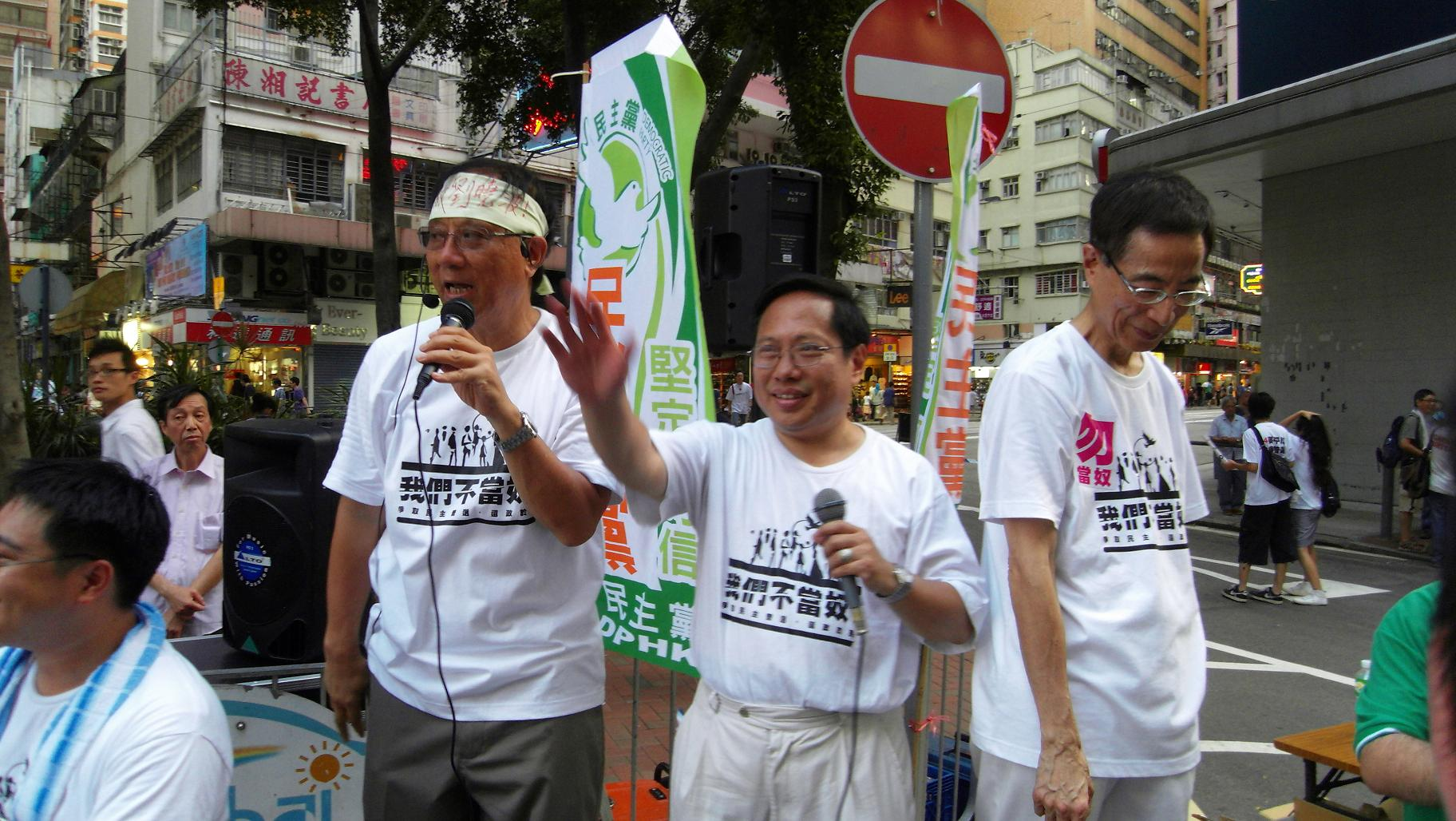
民主黨
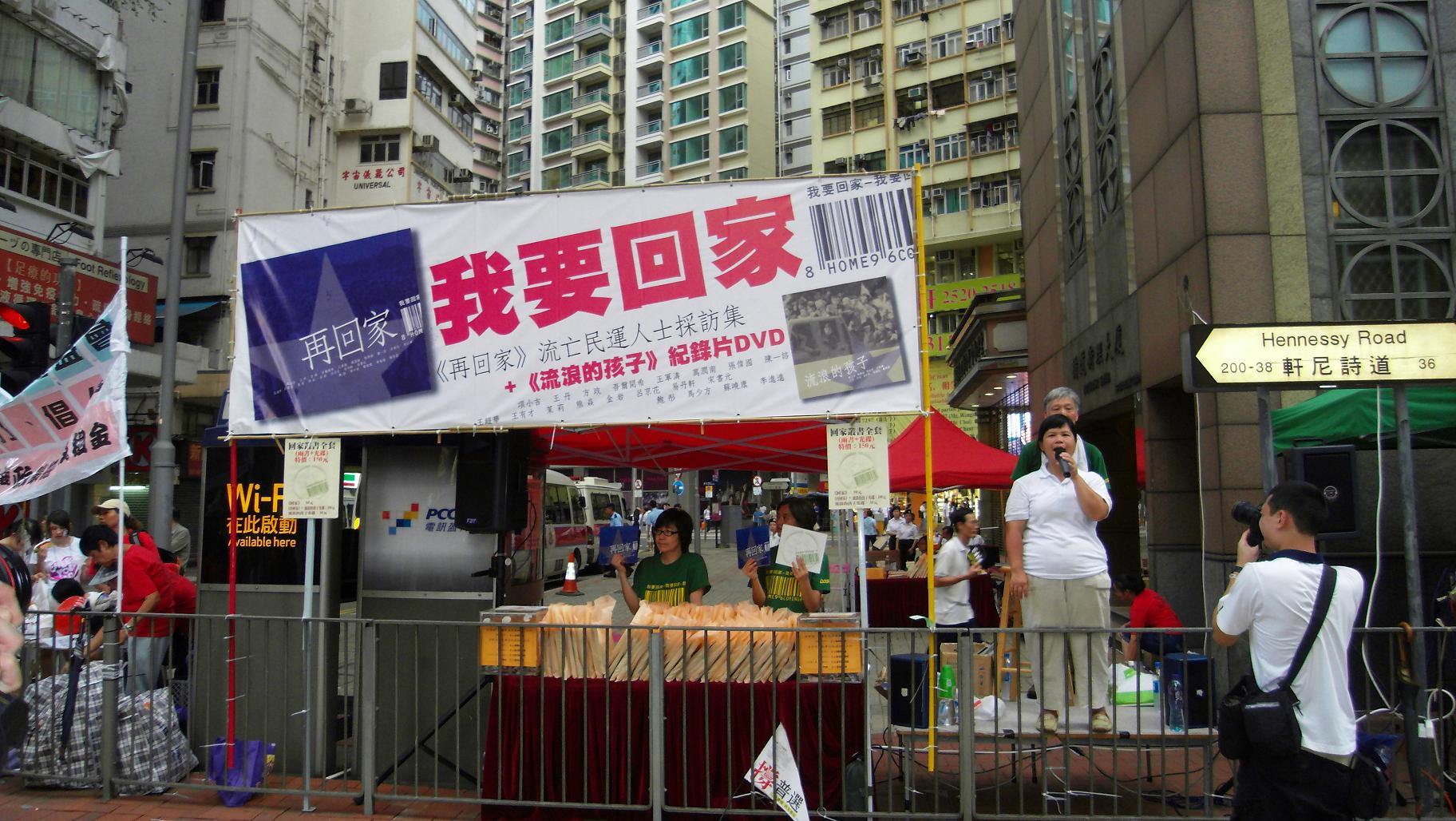
流浪的孩子紀錄片光碟
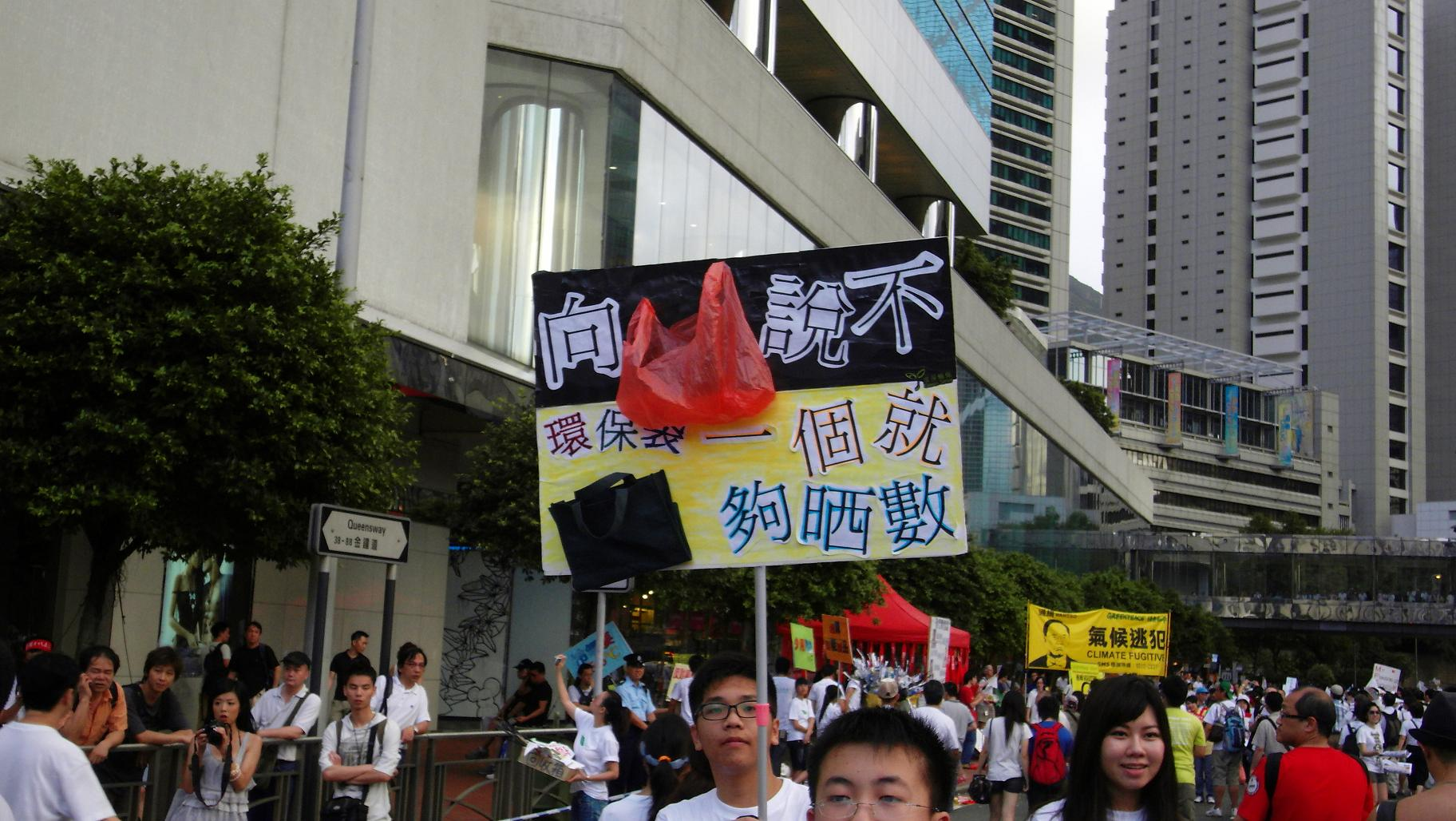
向膠袋說不
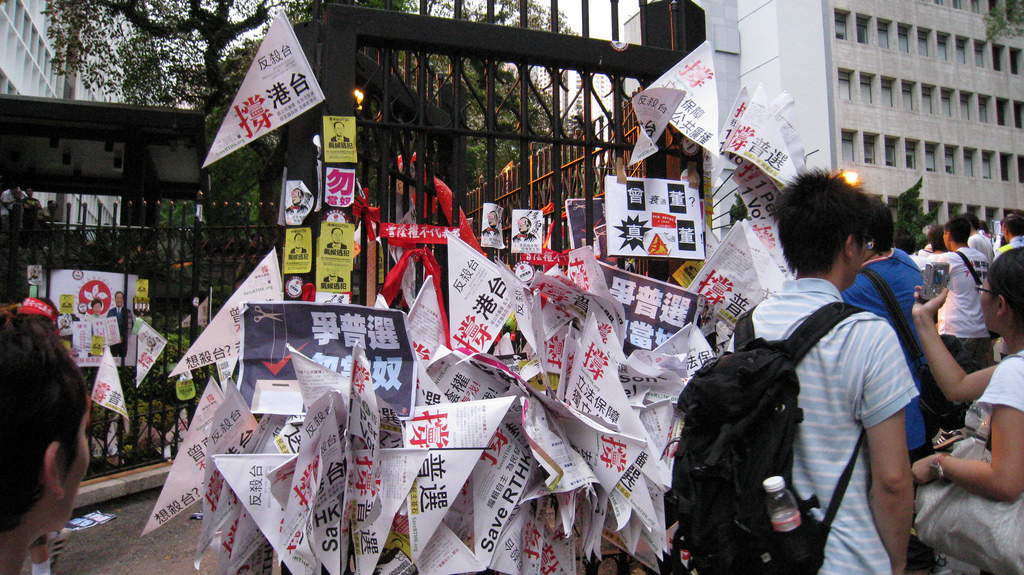
政府總部

### 2010年
香港主權移交踏入13周年，本年度亦有多個團體或組織在當日進行慶祝或抗議遊行。
民陣發起的遊行於下午3時半在維園出發，今年主題是「七一向前走，香港前途在我手」，目的地是中區政府合署，晚上近八時抵達。同日遊行中亦有其他團體分別表達不同訴求，包括民間爭取最低工資聯盟。民陣責備香港政府今年遊行申請限制比往年多。今年以「七一向前走，香港前途在我手」為遊行主題。遊行過後，召集人李偉儀直言政改在七一前表決對遊行人數有影響，有52,000人參加。
2012年政改方案在2010年6月23日通過，多個泛民主派組織主要口號強調廢除功能組別。今年七一遊行最特別的地方是民主黨因支持香港政府提出經民主黨同意改良的政改方案，決定「行尾」減少與示威者發生衝突，在遊行期間，不斷被反對政改的示威人士辱罵和滋擾，當中包括社民連黨員。身兼支聯會主席、患病的民主黨元老司徒華更被投擲陰司紙。今年的七一籌款數字亦由去年的30萬元暴跌至今年的45,000元，劇減了85%。遠遜於反對政改、各籌得逾20萬元的公民黨及社民連。
梁國雄在街上演說時被人潑水，潑水後反指潑水者為黑社會人士。曾出選五區公投新界東選區的周澄，因曾在夜總會任三個月暑期工陪酒而成為新聞採訪焦點，遊行當天為地區組織派發傳單。七一遊行結束後，傍晚遊行隊伍抵達中區政府合署，部分示威者佔領中區政府合署，警方延至7月2日凌晨一時採取清場行動，強行抬走二百多名拒絕離開政府總部的示威者。支持西藏獨立權利的陳巧文和男友爬上大樹與警對峙六小時，在清晨六時由消防員架起救生氣墊及出動升降台將兩人帶回地面。
至于建制派香港各界慶典委員會舉辦「慶回歸大巡遊」，被質疑是為了抗衡民間人權陣線的七一遊行，鄭耀棠說不是要抗衡。

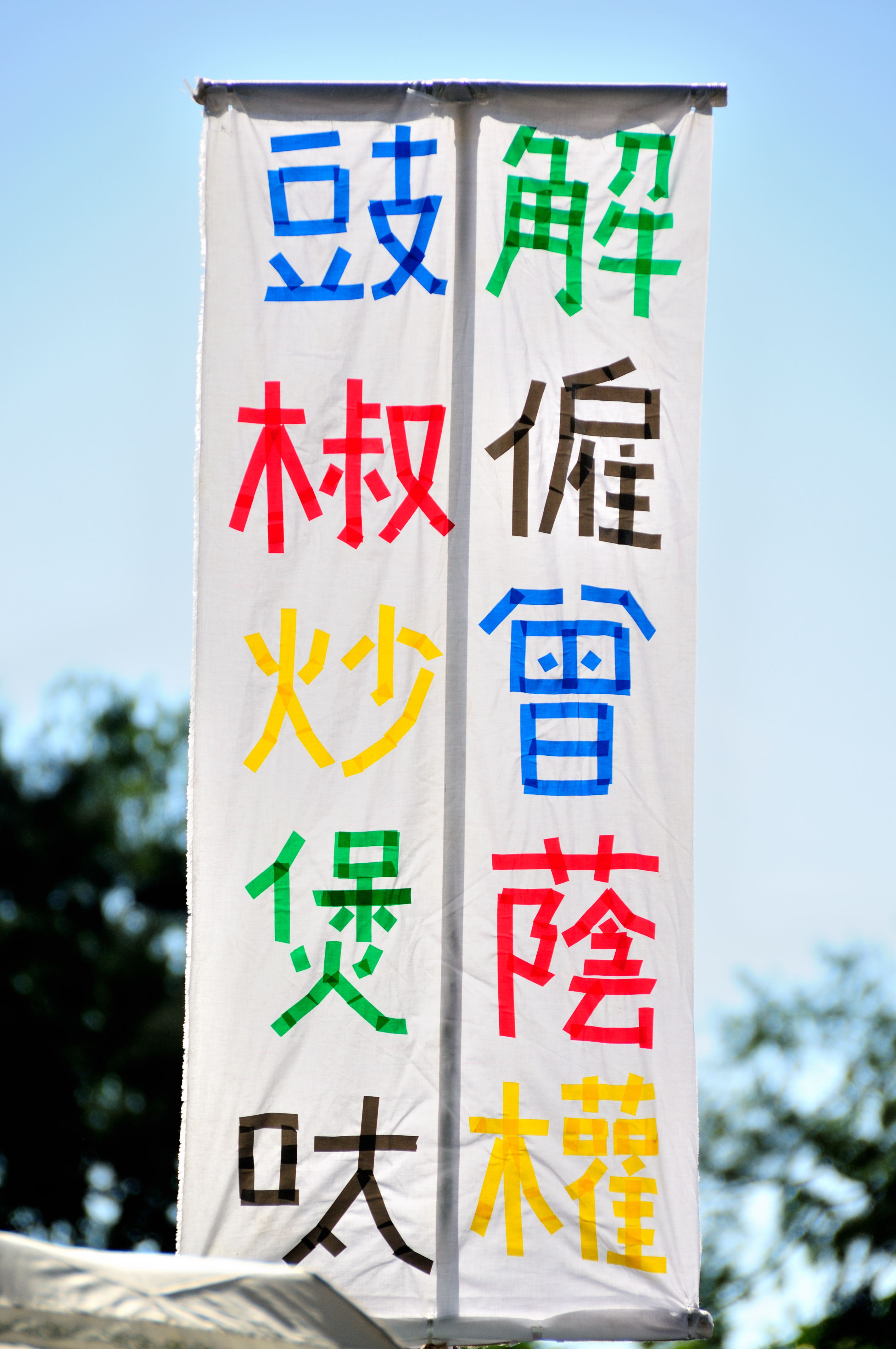
「解僱曾蔭權 豉椒炒煲呔」抗議標語
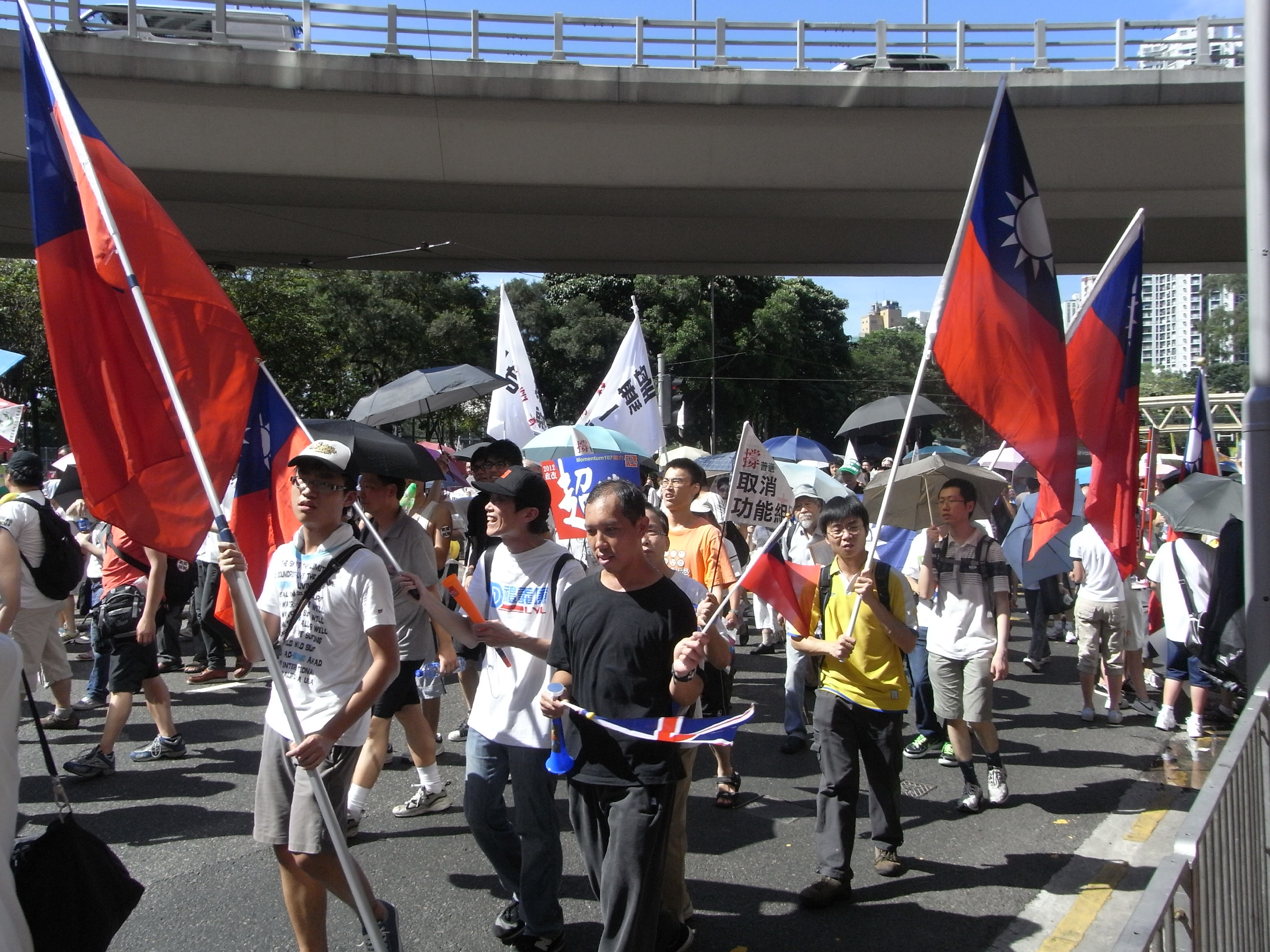
遊行人士揮舞中華民國國旗
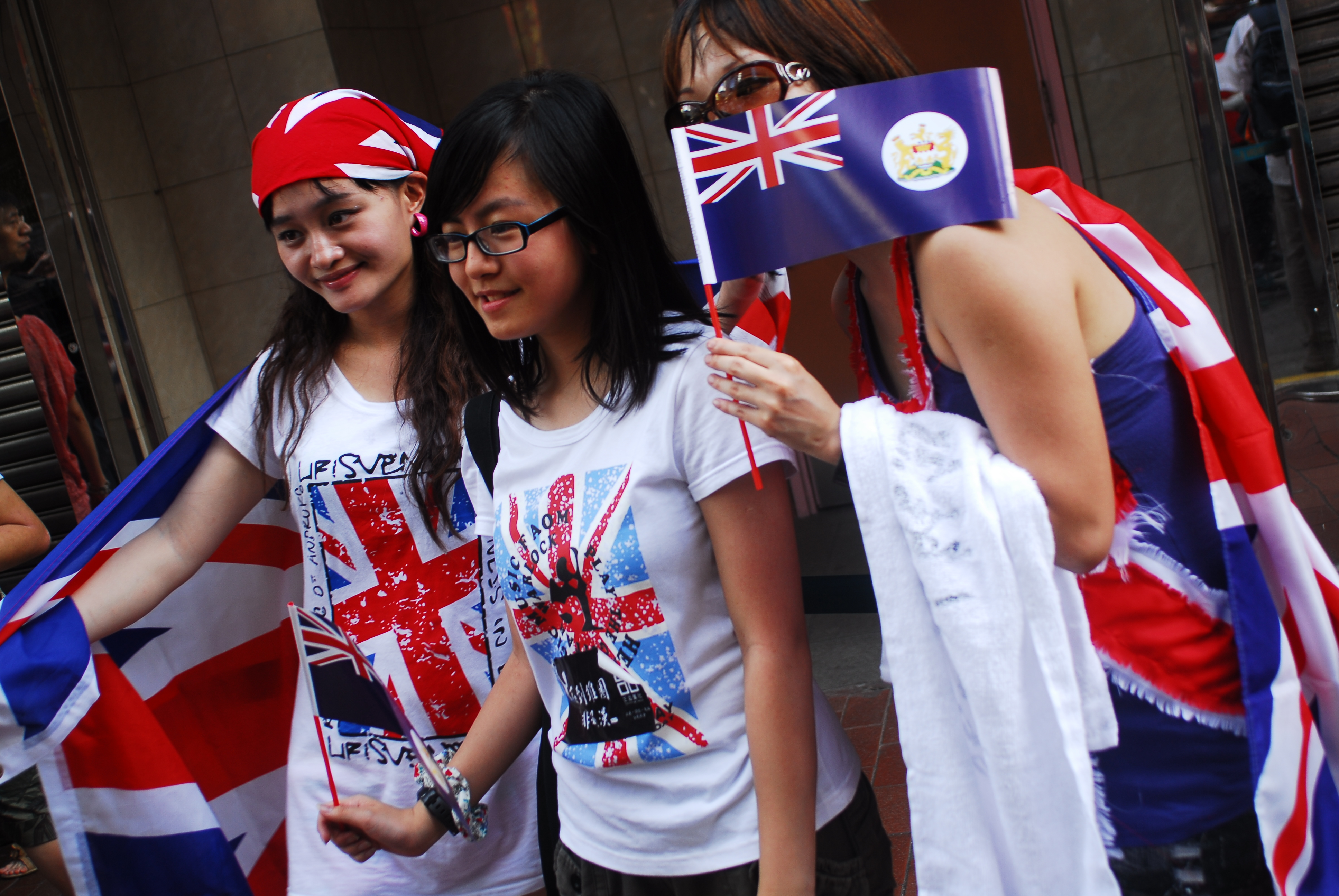
遊行人士揮舞香港旗和英國國旗
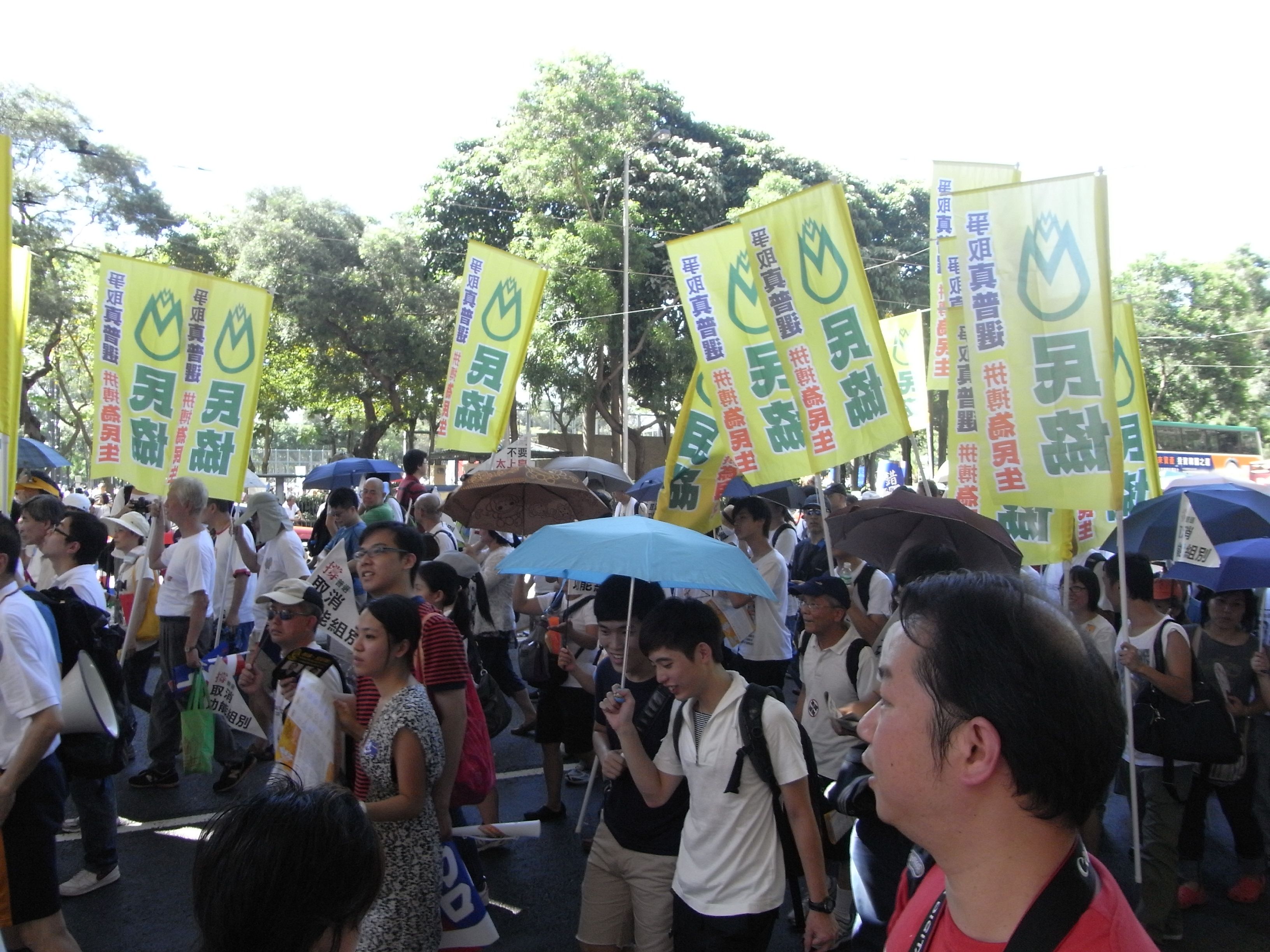
民協遊行隊伍
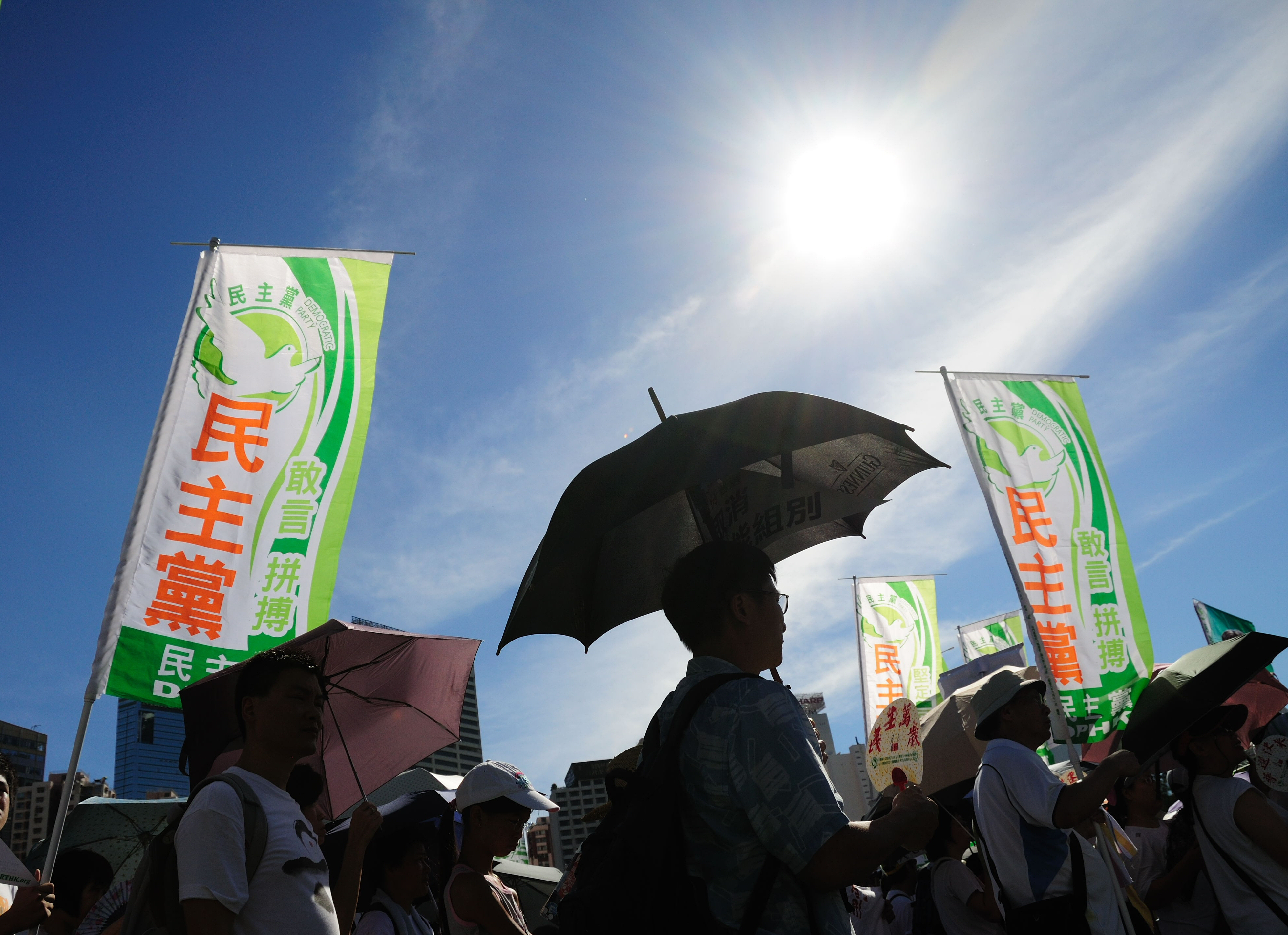
民主黨遊行隊伍
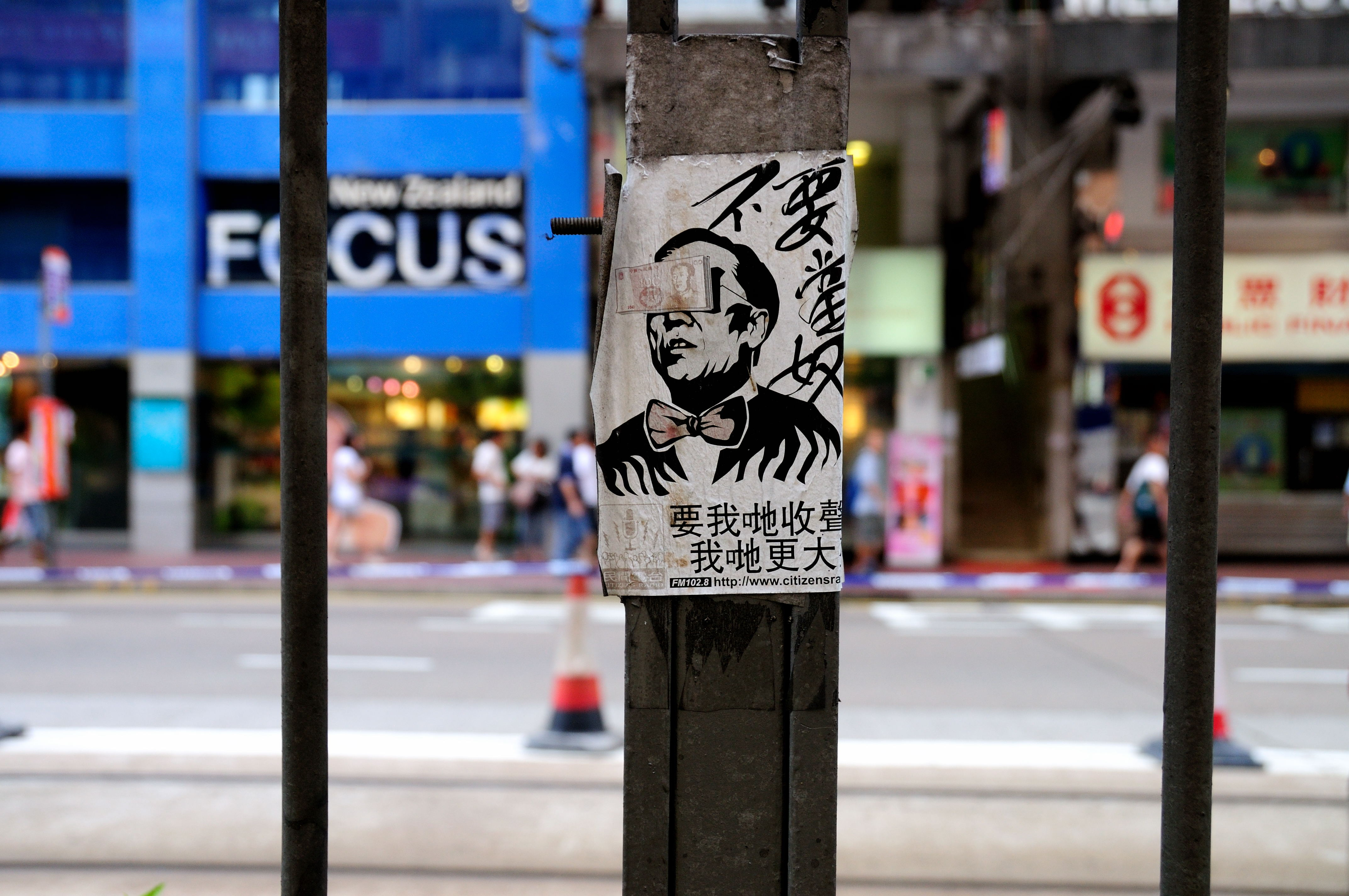
「要我哋收聲 我哋更大聲」海報

### 2011年

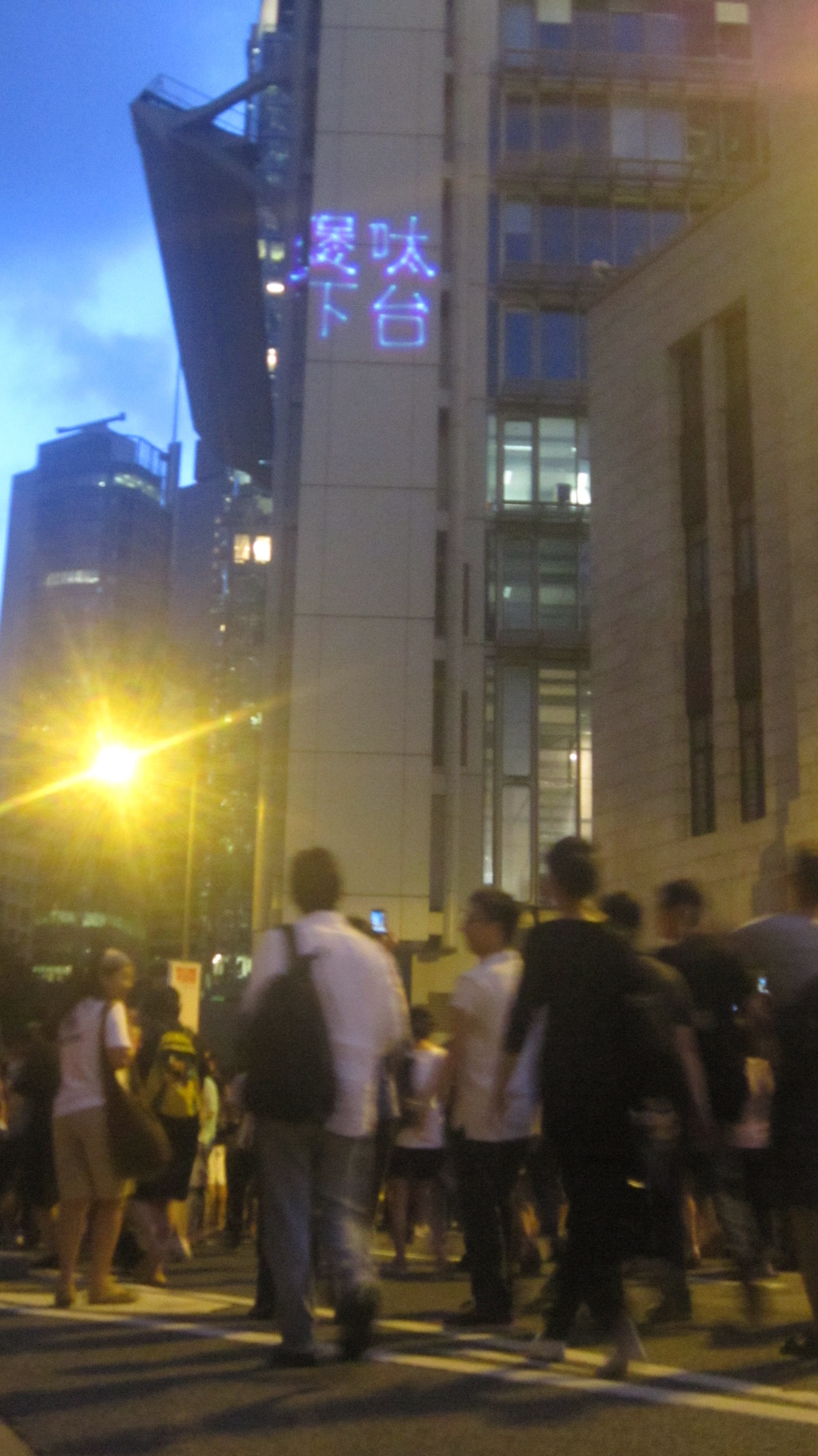
有示威人士把「煲呔下台」的字樣投射於香港滙豐總行大廈外牆上

香港主權移交踏入第14年，口號為「還我2012雙普選，打倒地產霸權，曾蔭權下台」。七年以來第一次以曾蔭權下台為口號，另外亦有大量市民要求政務司司長唐英年為施政失誤下台，財政司司長曾俊華為財政預算案和政治干預下台，政制及內地事務局局長林瑞麟為立法會遞補機制爭議下台。主辦單位民間人權陣線本年度之召集人為新民主同盟輪任召集人范國威。
遊行前警方在不反對通知書上的限制，包括：
- 民陣須確保遊行人士到達中區政府合署特定範圍後隨即解散。
- 民陣須確保參與者未獲發許可證情況下不得擅自作任何籌款，賣旗等活動，否則可能被控。
- 任何人無合法權限或解釋在公眾或道路上奏玩樂器即屬犯罪。
- 須確保遊行隊伍以正常速度前進，遊行過程中要避免任何令遊行隊伍速度減慢的行動，如籌款、販賣及簽名活動。
- 須確保所有遊行參者在行政署長批准時間內解散，不會組織或鼓勵任何參加者繼續以集體方式前往其他目的地舉行公眾活動。

藝術公民發言人鄧小樺指，不少藝術界和年輕人有市民形容警方禁止奏樂是向市民宣戰民陣提出上訴，公眾集會及遊行上訴委員會裁定，民陣只須協助警方而不是確保遊行人士離開，遊行人士也可以使用樂器，所以警方要修改「不反對通知書」內的字眼。。
遊行的前一天，6月30日早上9時，解放軍駐港部隊舉行了陸海空三軍聯合反恐演習。港島、九龍和新界的士兵全副武裝上街參與演習，甚至還有裝甲車出現在旺角鬧市。法國國際廣播電台形容這樣的場面恰似六四事件。主持七一遊行的民陣發言人李卓人認為，解放軍在七一前演練並非巧合，是有意透過演練威嚇參與遊行的市民。
獅子山學會發言人王弼指據警方口頭覆述，民陣反對獅子山學會在七一遊行期間於遊行路線上的中環長江中心外舉行「慶祝自由萬歲」集會。獅子山學會批評民陣扼殺他們的言論及集會自由。
民陣表示有21萬8千人參與遊行，警方則表示從下午五點半最後一批遊行人士從維園出發時有5萬1千人。兩方統計數字均反映今次遊行是行政長官曾蔭權任內最多人參與的一次。到了晚上，人民力量和社民連各自調動一個師的力量, 合共約過千人, 在中環至灣仔兵分幾路，分別留守中區政府合署、香港禮賓府、干諾道中。過往16年監察香港示威的香港人權監察總幹事羅沃啟在現場監察示威情況，今年七一第一次被警方阻止，甚至一度遭警方拘捕，他擔心政府打壓新聞自由和資訊流通，害怕遭揭發用陰招打壓示威者。他批評警方拘捕觀察員，是「第三世界落後地區」極權國家的做法，「稍有文明也不會這樣做」。
民陣公布今年的七一遊行有21萬8千人參加，警方和學者卻推算只有8萬，有人因此質疑民陣提供虛假數字。民陣解釋他們以最原始的方法，逐人「點算」，學者則是「推算」，所以毋須修改數字。多位泛民議員及學者同意民陣的說法，認為「爭拗數字無意義」，職工盟李卓人指出，學者的估算數字不一定正確。
根據香港《蘋果日報》調查，激發最多人遊行的原因是立法會遞補機制爭議。由於政府在遊行後仍然未肯撤回立法會遞補立法，有議員號召市民7月13日包圍立法會。由於一些建制派議員面對遊行人士的民意，不肯表態支持政府，使政府通過立法的「鐵票」不穩，7月4日政府宣布押後7月13日的二讀，用兩個月時間諮詢民意。
2011年遊行議題：
- 僭建風波
- 德育及國民教育科
- 「雙非」問題
- 復建居屋，增建公屋
- 房屋政策被指失當，樓價高企、樓市失控
- 中國打壓維權人士及異見人士
  - 釋放劉曉波（2010年諾貝爾和平獎得主）
  - 艾未未事件
  - 趙連海事件
- 財政預算案派錢風波
- 葛輝事件
- 重提香港特別行政區基本法第二十三條
- 港鐵巨額盈利仍加價，服務沒有改善
- 2011年版權(修訂)條例草案
- 立法會遞補機制爭議

### 2012年

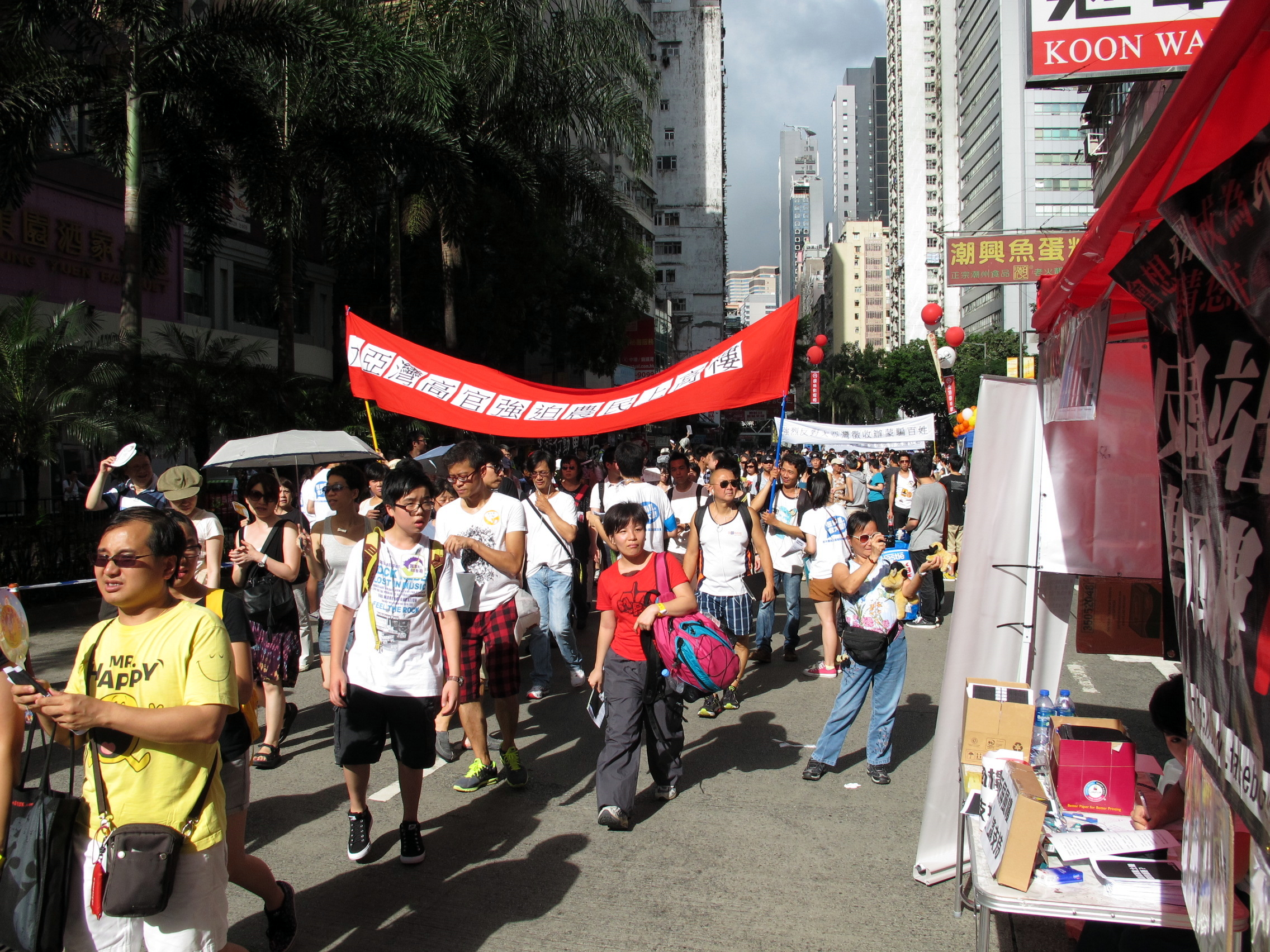
2012年七一大遊行

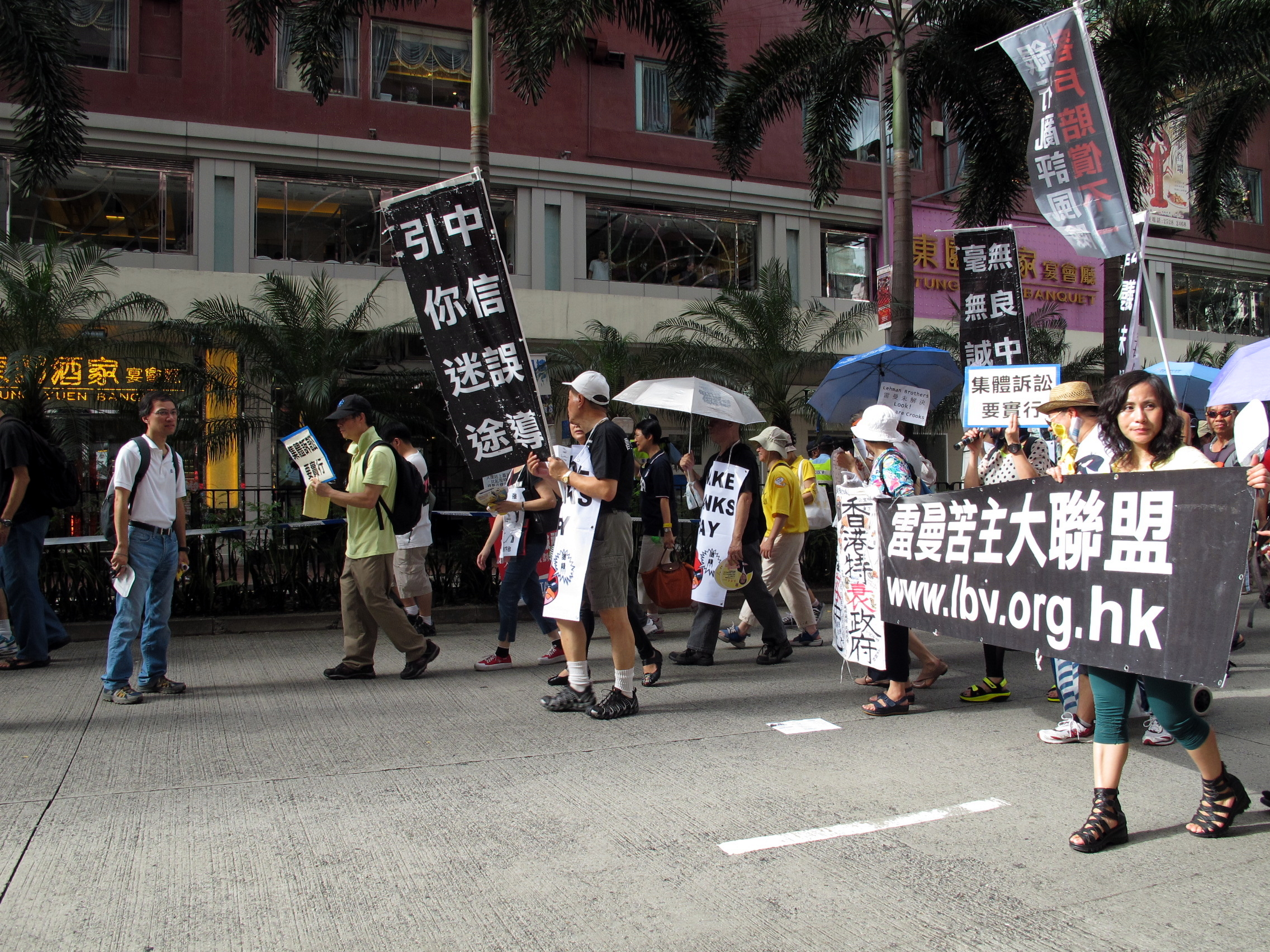
多名雷曼苦主亦參加遊行

香港主權移交踏入第15年，遊行主題為「踢走黨官商勾結，捍衛自由爭民主」，寓意行政長官梁振英為首的黨官商利益集團，只會繼續拖延民主進程和維持特權利益輸送。因梁振英被指強權統治，有人呼籲香港市民更應提高警覺，繼續以行動捍衛自由，爭取民主普選。
民陣公布遊行人數有40萬人參加，是自2003年50萬人、2004年53萬人、2013年43萬人上街後，遊行人數第四高的一年。警方則表示遊行最高峰時有6.3萬人，而學者推算遊行人數介乎9.8至11.2萬人之間。遊行數字差距十分大，和往年一樣主辦單位民陣公布的遊行人數與警方及學者所公布的人數差距頗大。
主辦單位指出今年大量市民上街遊行主要因為內地民運人士李旺陽離奇死亡事件，中聯辦被指介入香港事務，以及特首梁振英的僭建問題等因素致令大量市民上街遊行。
多名雷曼苦主亦參加遊行，批評立法會就雷曼事件發表的調查報告沒有全面解決有關問題。
2012年遊行議題：
- 香港中聯辦介入香港事務
- 警察被指濫權
- 地產霸權
- 要求推行全民退休保障
- 梁振英僭建問題
- 德育及國民教育科
- 「雙非」問題
- 復建居屋，增建公屋
- 房屋政策失當，樓價高企、樓市失控
- 中國共產黨被指打壓維權人士及異見人士
- 李旺陽事件
- 香港特別行政區基本法第二十三條
- 港鐵巨額盈利仍加價，服務沒有改善
- 反對2011年版權(修訂)條例草案

### 2013年

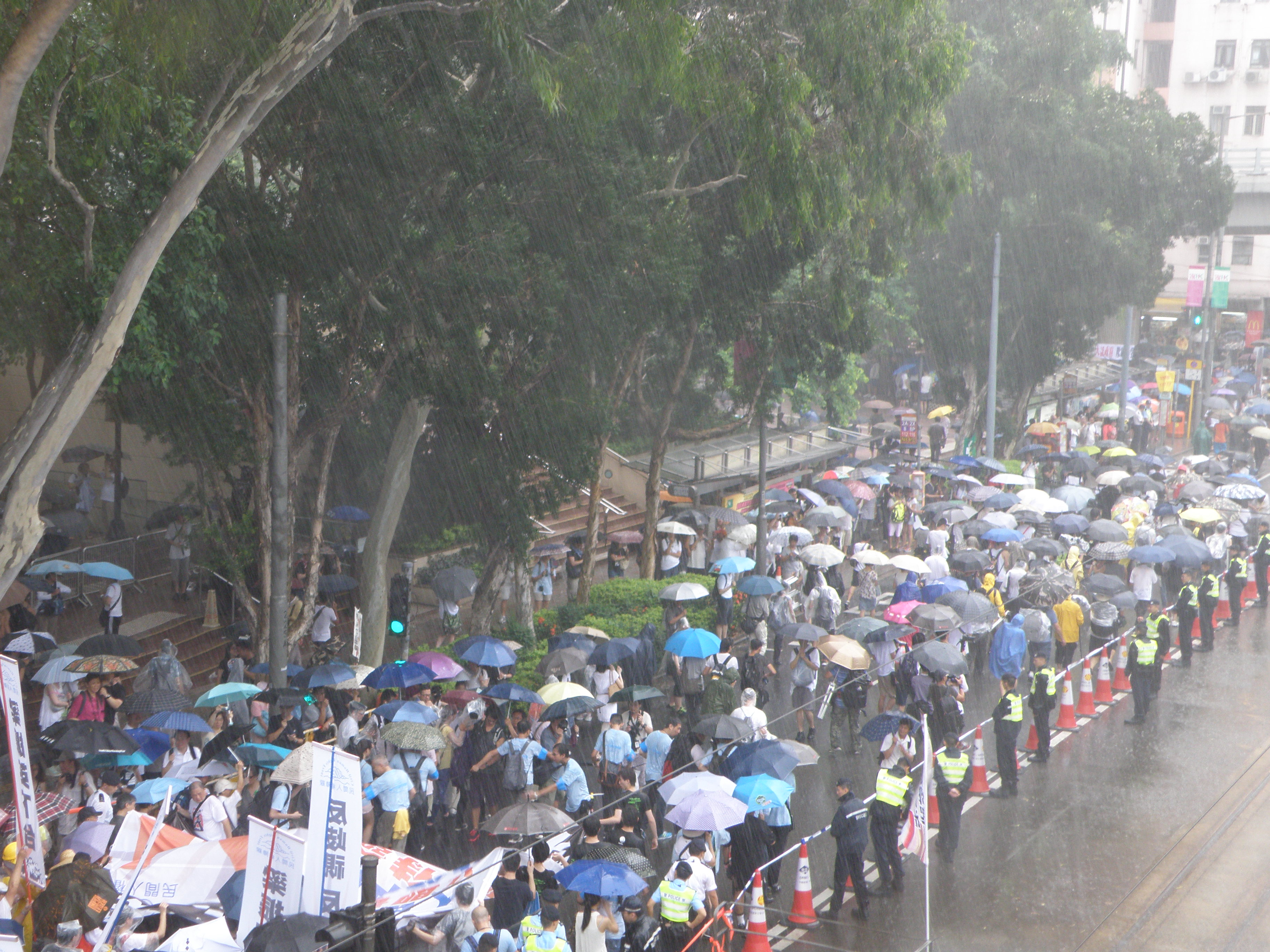
七一大遊行首次在狂風暴雨下進行

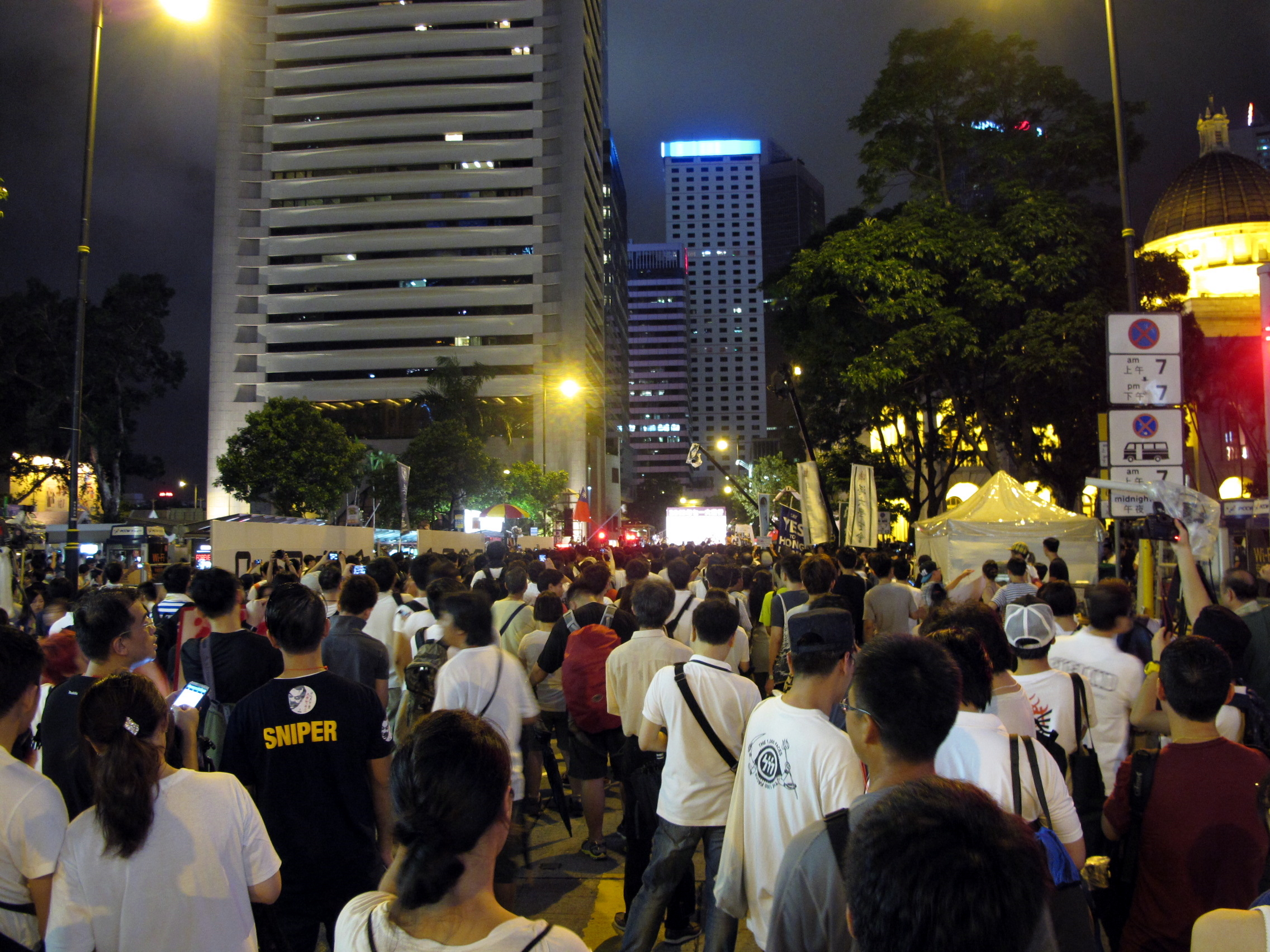
晚上中環遮打道有集會

香港主權移交踏入第16年，亦是2003年50萬人七一大遊行十周年，遊行主題為「人民自主，立即普選，佔領中環，蓄勢待發」。首次把遊行終點由政府總部，改在中環遮打道行人專用區。
遊行主辦11次以來首次在狂風暴雨下進行，主辦機構在遊行前幾日表示若香港天文台發出八號烈風或暴風信號，便會將遊行改期，7月1日遊行當日下午1時15分至翌晨，天文台最高發出三號強風信號，因此遊行如期進行，惟在下午2時半遊行開始時即遇上滂沱大雨，由於遊行市民一早已打開雨傘，秩序尚算良好，不過在遊行隊伍旁負責維持秩序的警員則全身濕透。民陣稱遊行人數逾43萬人，是2003年以來最多。
2013年其他遊行議題：
- 水貨客問題
- 關注香港廉潔社會的形象受損
- 關注警察涉嫌選擇性檢控及抗議警察濫權
- 強烈要求發放免費電視台牌照，反對電視霸權，一台獨大
- 關注香港記者北京採訪遇襲事件
- 香港電台編輯自主受干預事件
- 國民教育事件，繼續抗衡「洗腦教育」
- 恢復集體談判權，保障基層勞工權益
- 領匯霸權，趕絕小商戶
- 香港獨立運動
- 奶粉荒事件，捍衛香港嬰兒飲奶權
- 反對政府施政先評估內地感受
- 復建居屋，增建公屋
- 《公司條例》限制查冊
- 地產霸權
- 《財政預算案》花近5億，資助20名學生出外留學
- 雙非問題，教育資源被搶奪
- 中共打壓維權人士及異見人士
- 同志平權

### 2014年

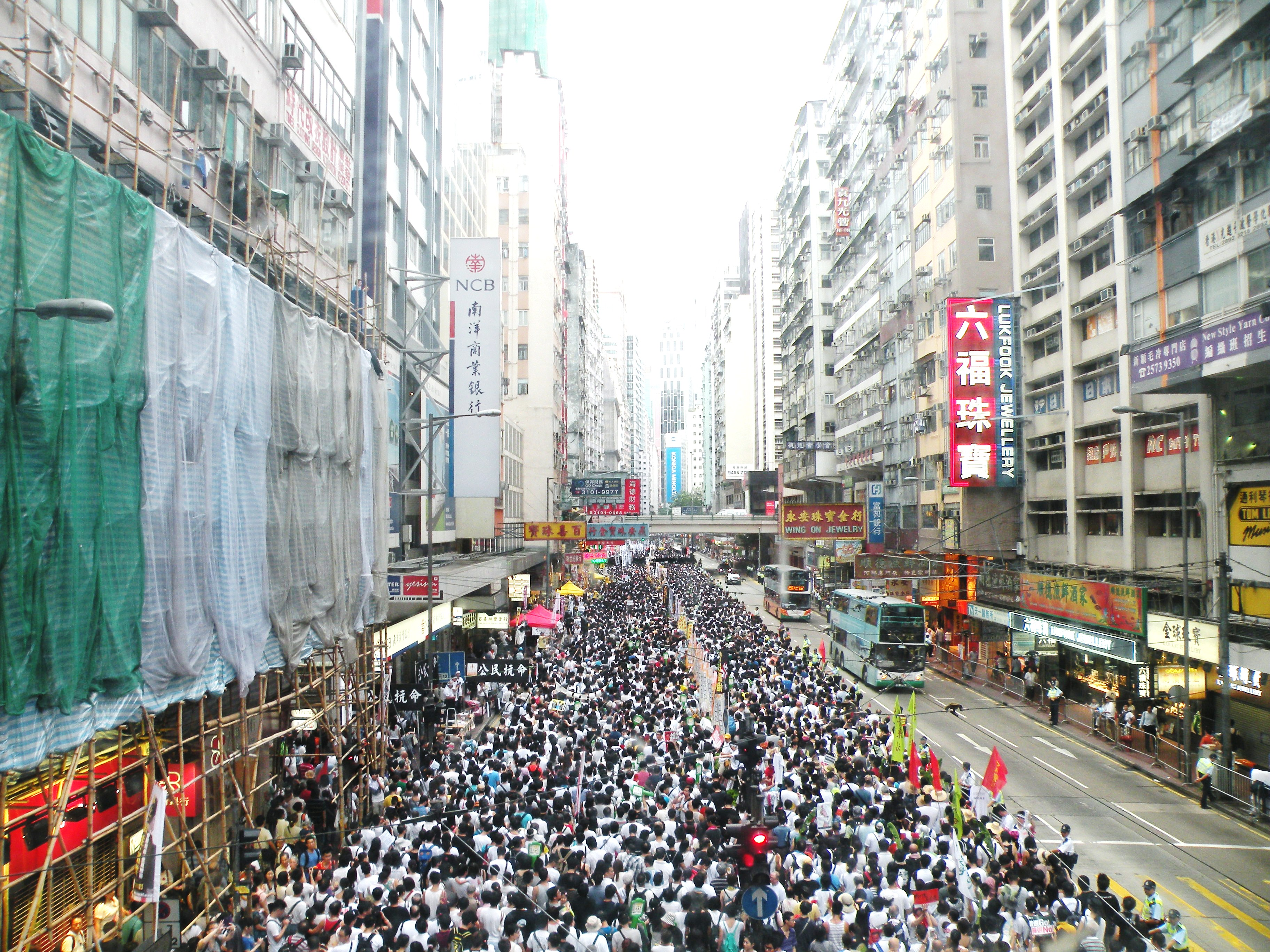
51萬人參與2014年七一大遊行，人數創2004年後的第二新高

由於民憤持續升溫，民陣把預計參加遊行人數由5萬升至10萬，希望逼使警方把軒尼詩道全面封閉作遊行用途但不果。遊行於下午3時半從維園起步，連續第2年往中環遮打道集會。期間，七一活動參與者疑遭親中派暴力對待。人群中有人反对國務院新聞辦公室不久前对香港问题发表的《一國兩制白皮書》，有人要求2017年香港举行真普选。據主辦單位民陣公佈，本年遊行人數創10年新高，達51萬人；港大民研則估算最多有17.2萬人；警方表示高峰時有9.86萬人。雖然人頭湧湧，但是警方拒絕全面開放軒尼詩道6條行車線，堅持只開放西行3條行車線加2條電車線，即使導致遊行嚴重擠塞、在邊寧頓街至怡和街更癱瘓兩三小時，警察仍堅拒開放軒尼詩道東行線以疏導人群，結果導致龍尾在晚上8時才能出發，遊行直至晚上11時才能結束，惹起示威者強烈不滿。此外警方再被指責刻意報小遊行人數，把人數壓至10萬以下，因為個多月後的反佔中大遊行，在人群明顯較疏落的情況下，警方竟然表示有11萬人參與，比七一大遊行的警方公佈人數更多。
學生組織香港專上學生聯會及學民思潮在晚上遊行完結後在中環遮打道預演佔領中環，最後行動中有511人被拘捕。在7月4日，警方以舉辦七一大遊行的民間人權陣線未有遵從警方指示，拘捕5名民陣成員，負責駕駛開路貨車的司機岑永根更被指控沒有停車熄匙。
2014年遊行議題：
- 新界東北發展計劃
- 反對《一國兩制白皮書》
- 停止大嶼山土地發展計劃
- 特首選舉要求「公民直接提名」
- 2017年落實真普選
- 抗議警察濫權
- 反對擴建將軍澳堆填區
- 保衞香港粵語
- 同志平權
- 反對香港國際機場三跑道擴建計劃
- 爭取成立「動物警察」

主題曲
除了Beyond的《海闊天空》、《長城》、《抗戰二十年》作為一貫的主題曲外，這一屆的遊行更有該樂隊的《光輝歲月》，謝安琪的《雞蛋與羔羊》、《最好的時刻》，以及改編自《孤星淚》中「社運代表作」《Do You Hear the People Sing?》的《問誰未發聲》（此曲亦為6·22公投主題曲）等歌曲成為主題曲。及後這些歌曲更應用在該年較後時間爆發的學界大罷課、讓愛與和平佔領中環及雨傘運動。

### 2015年

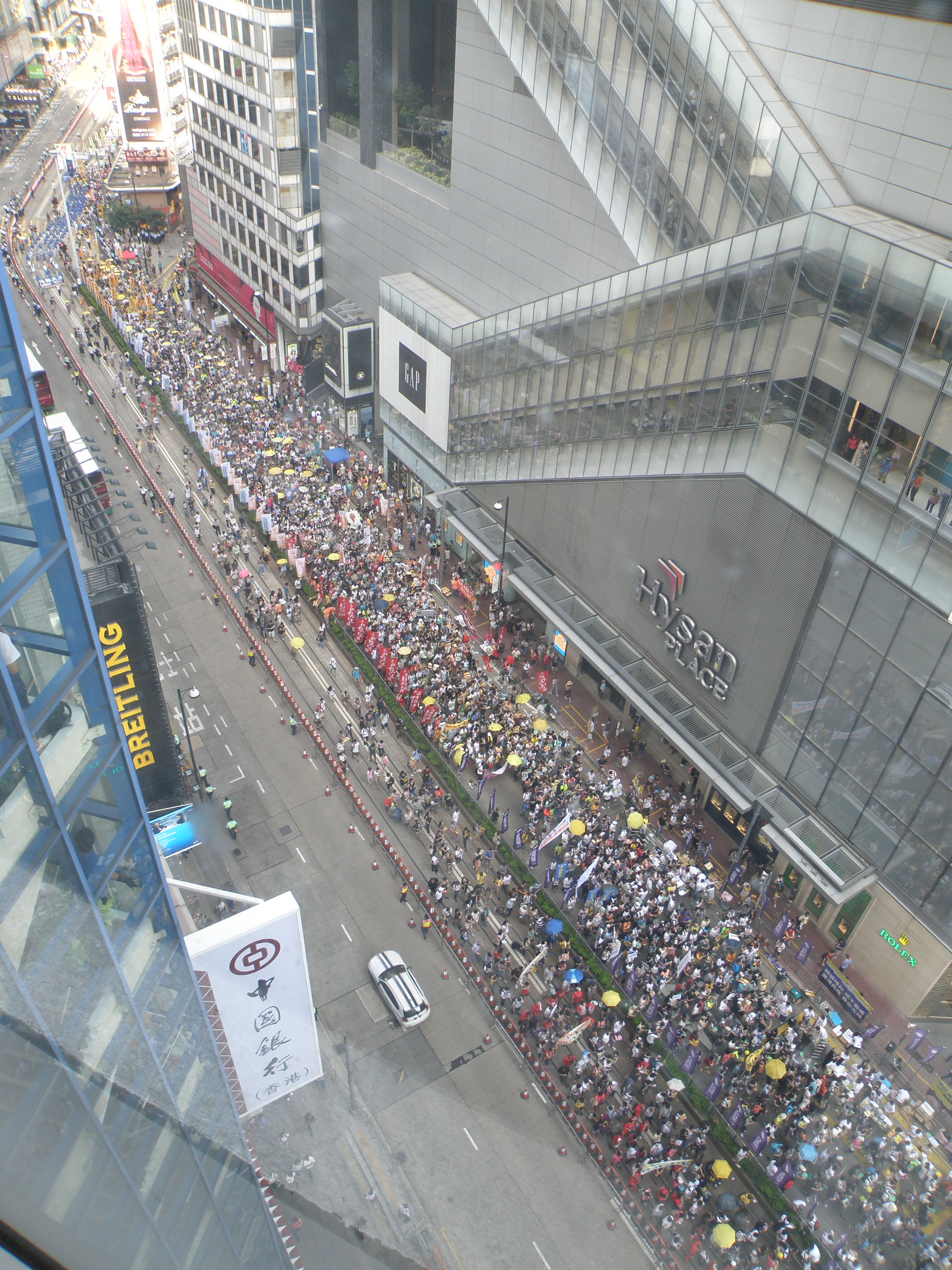
2015年七一大遊行

香港主權移交踏入第18年，遊行繼續由民陣發起，遊行主題為「建設民主香港，重奪我城未來」。由於佔領運動已過去，政改亦已否決，民陣宣佈遊行路線恢復為前往金鐘政府總部。原定下午3時正起步，但最終延誤半小時才由維多利亞公園出發，經過銅鑼灣，抵達金鐘政府總部後，在政總外的添美道行人路集會。雖然民陣仍預計由10萬人參與，但是這屆七一遊行人數暴降至48000人（港大學者估計18,000至22,000人，警方表示有19,650人），是2008年以來最低，及2010年以來首次不足10萬人參與。事後各方陣營均檢討人數銳減的原因，泛民陣營歸咎於民間沒有明確訴求，事實上不少泛民支持者已對和理非非且沒成果的遊行感到厭倦，對於無明確訴求及作用的遊行不欲參與。
警方表示鑒於往年帶頭車的速度過慢，這年會與司機緊密聯繫，以確保車速適合遊行進度。
2015年遊行議題：
- 梁振英下台
- 修改基本法
- 踢走提名委員會
- 取消功能組別
- 廢除公安條例
- 追究黑警責任

### 2016年
香港主權移交踏入第19年，遊行繼續由民陣發起，遊行主題為「決戰689」。

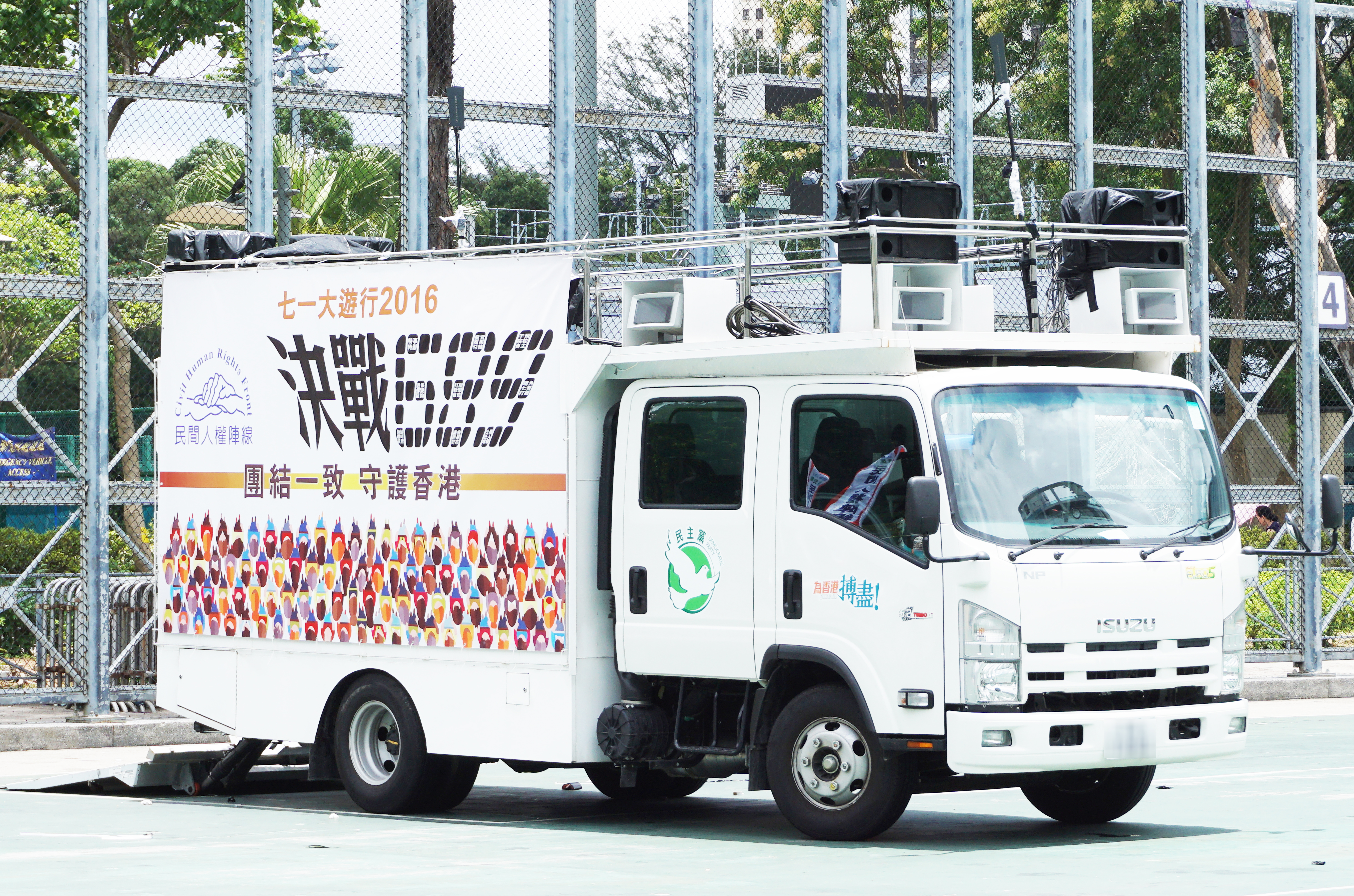
遊行領頭車及本年主題橫額「決戰689 團結一致 守護香港」
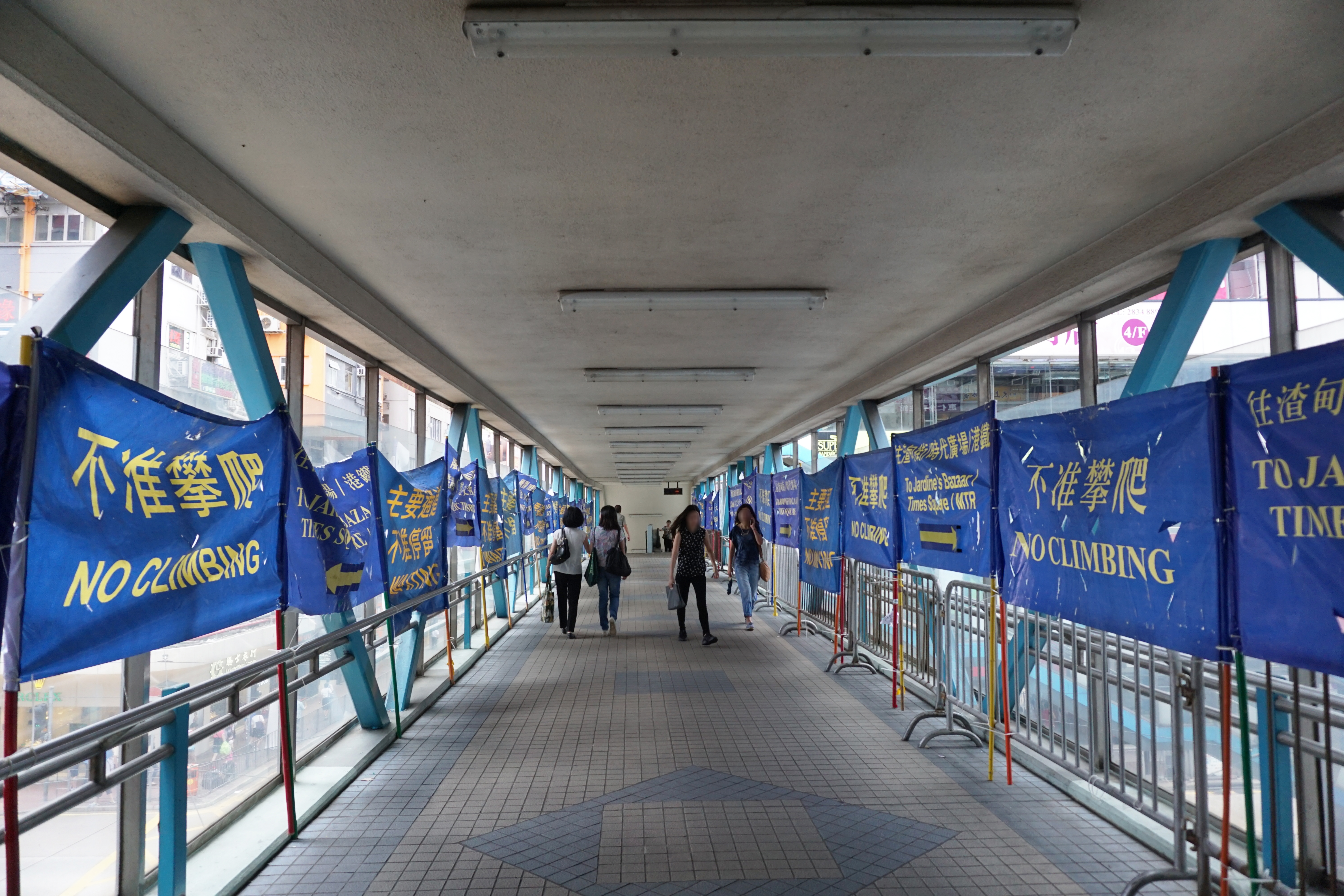
遊行途經之銅鑼灣及灣仔一帶街道，對上的行人天橋均禁止市民停留觀看
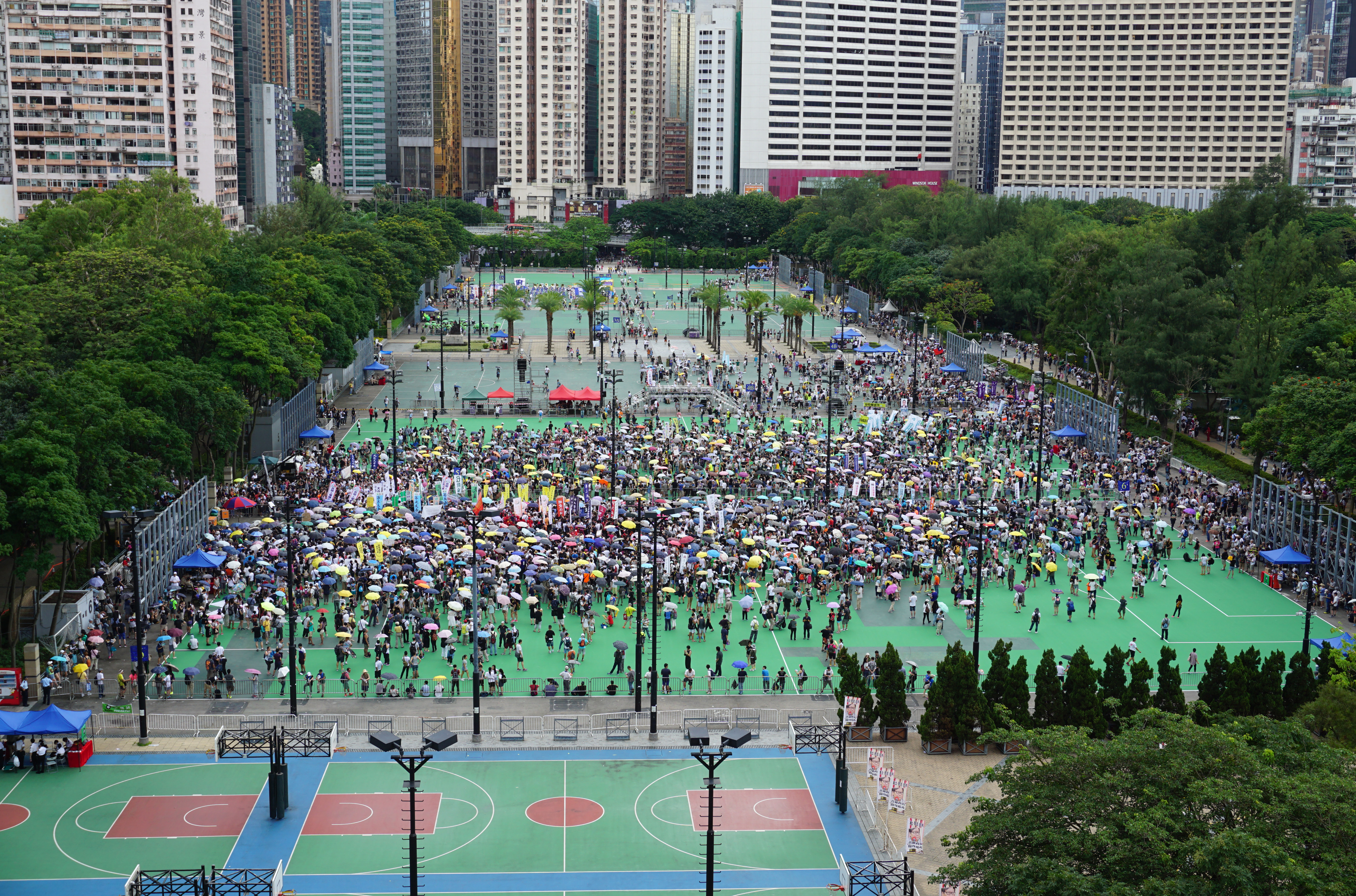
遊行人士於維園集合，準備出發
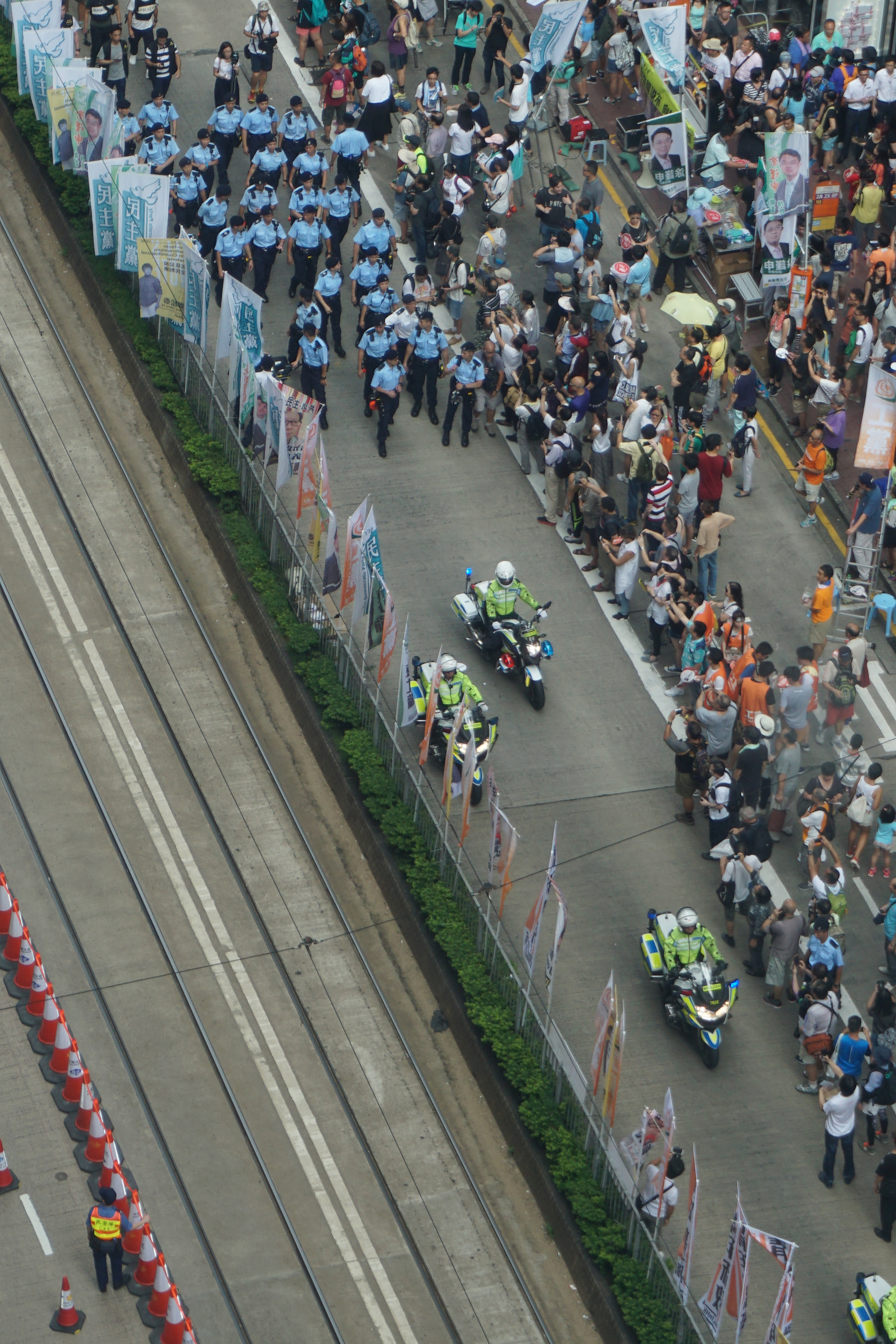
警察為遊行隊伍開路
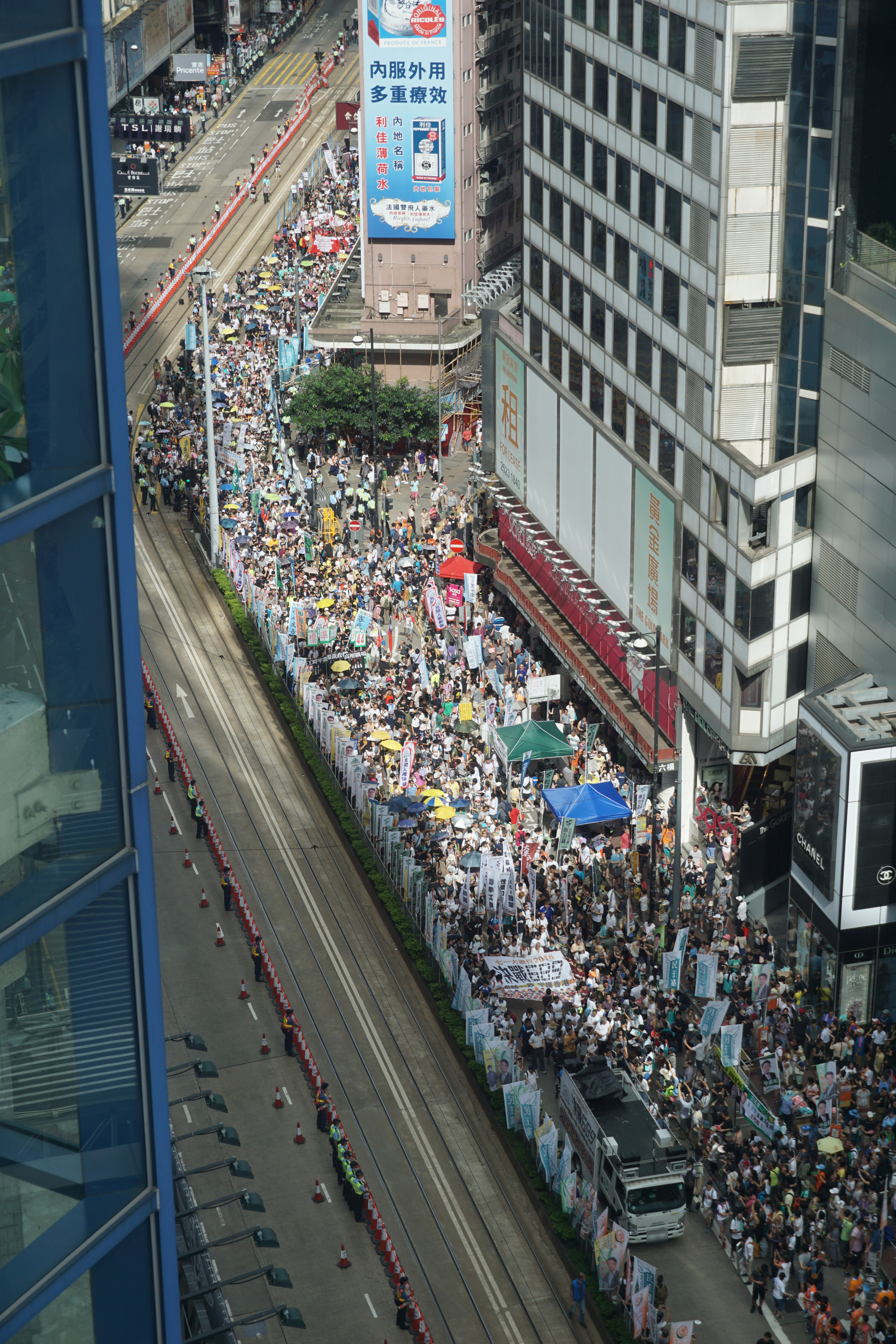
遊行隊伍龍頭，圖中央的職工盟隊伍爭取標準工時為每周44小時
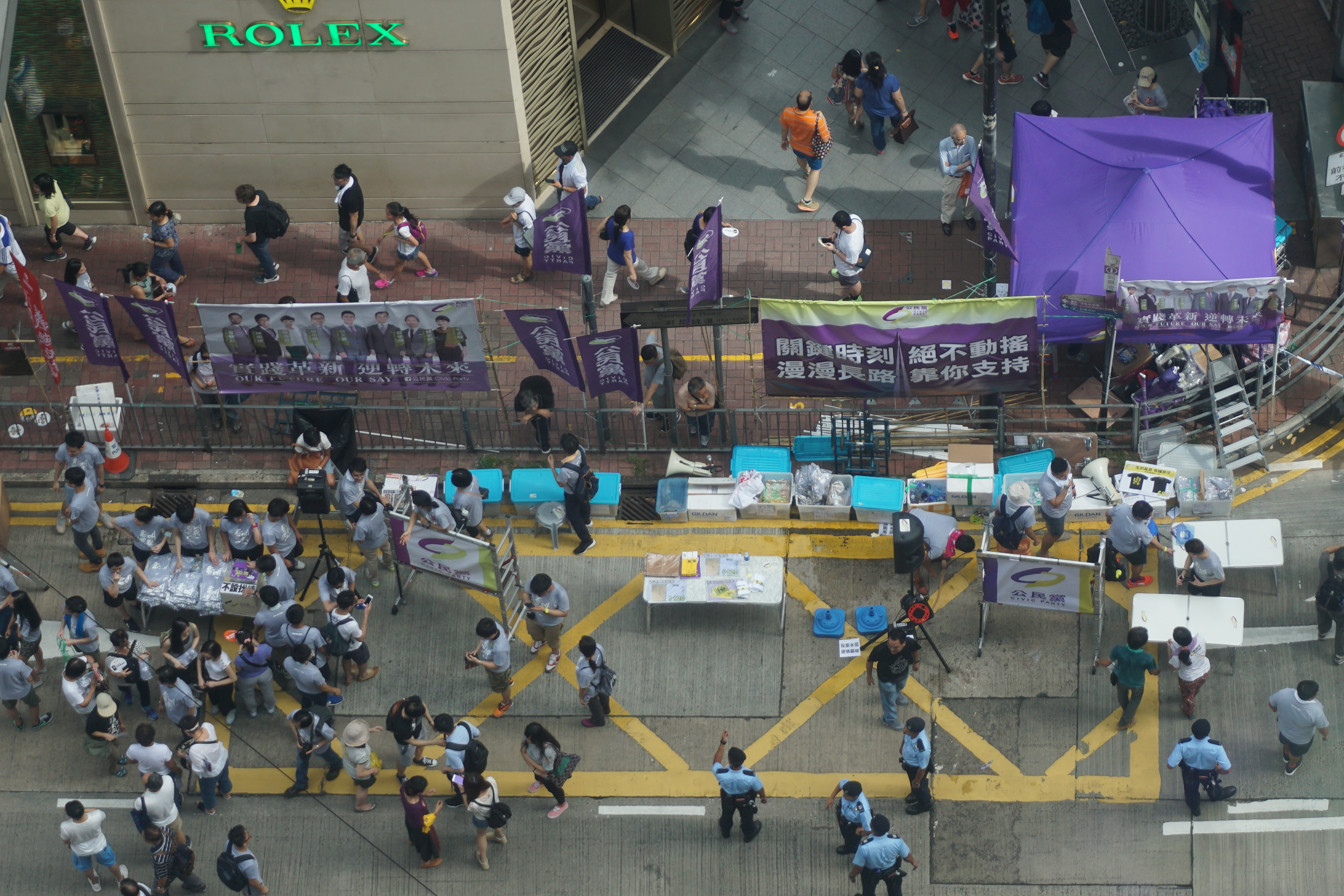
公民黨街站
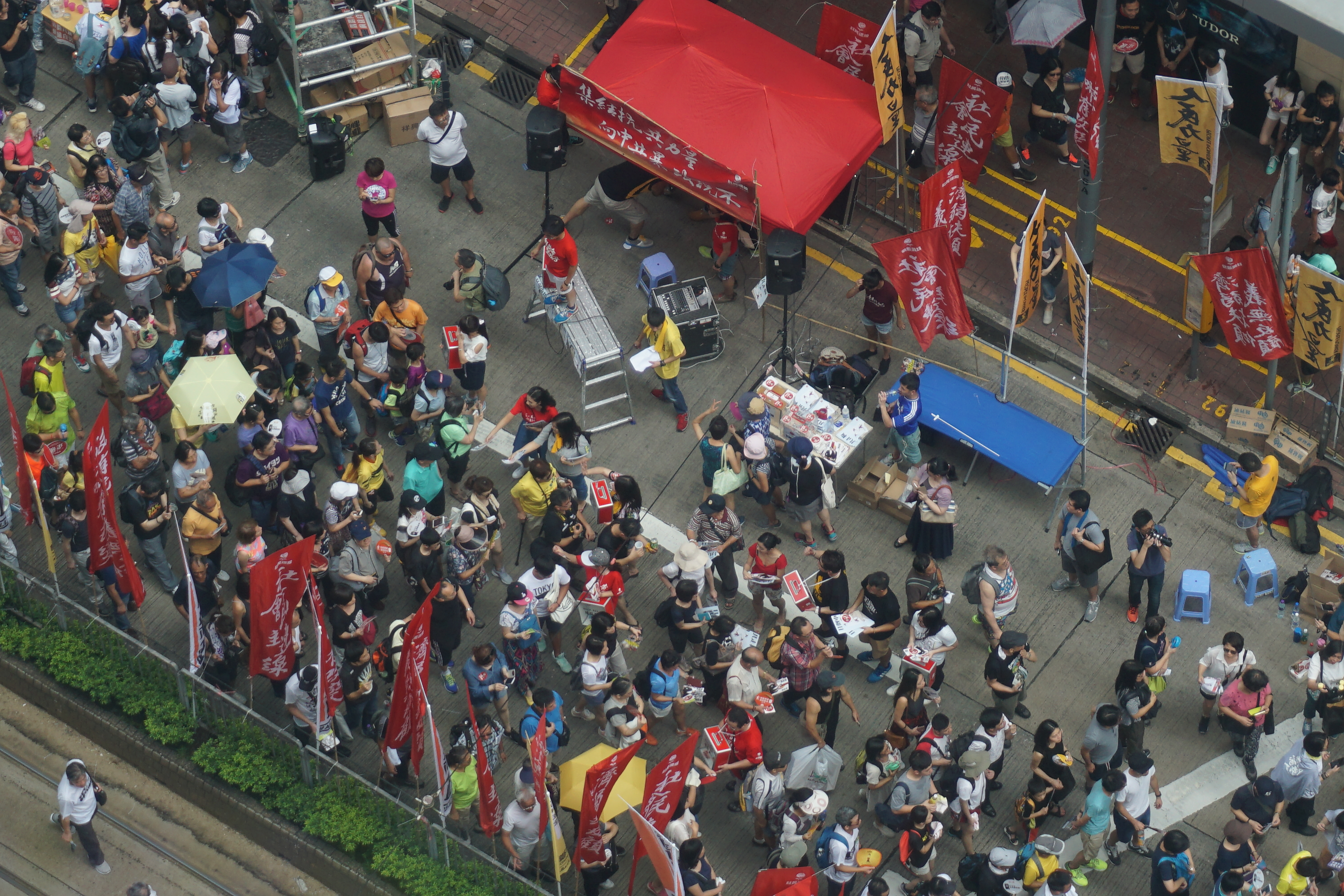
人民力量街站
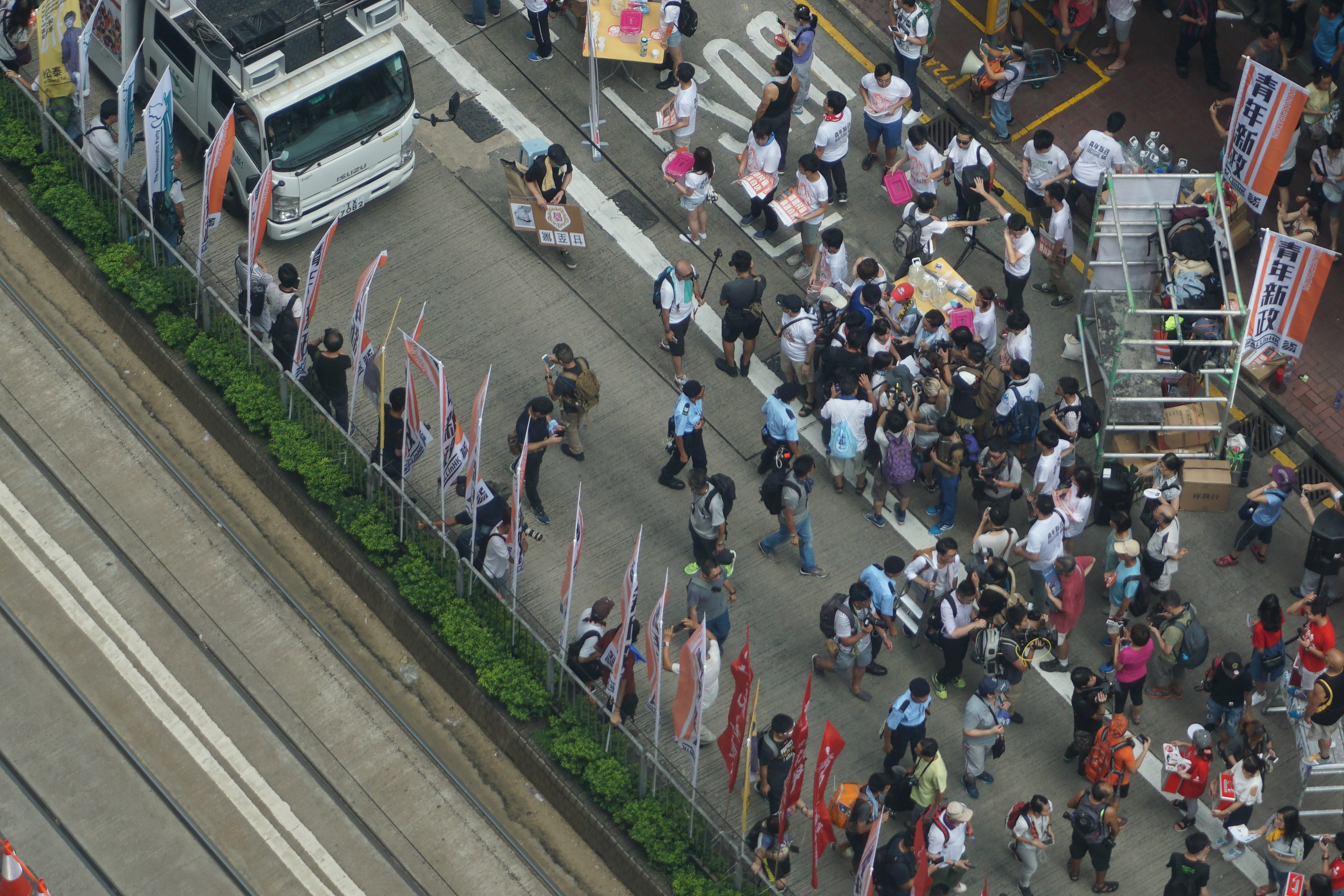
青年新政街站
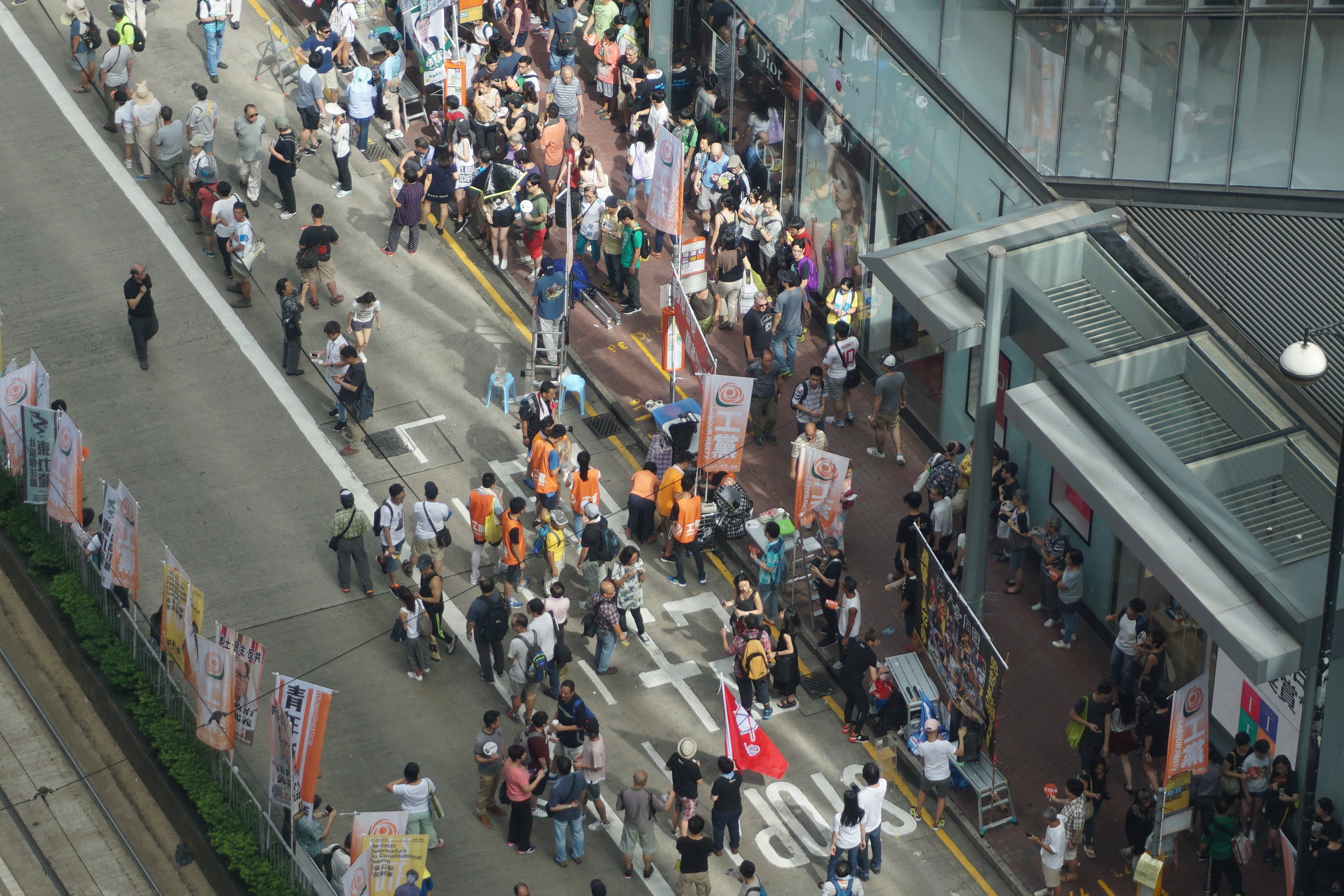
工黨及大愛同盟街站
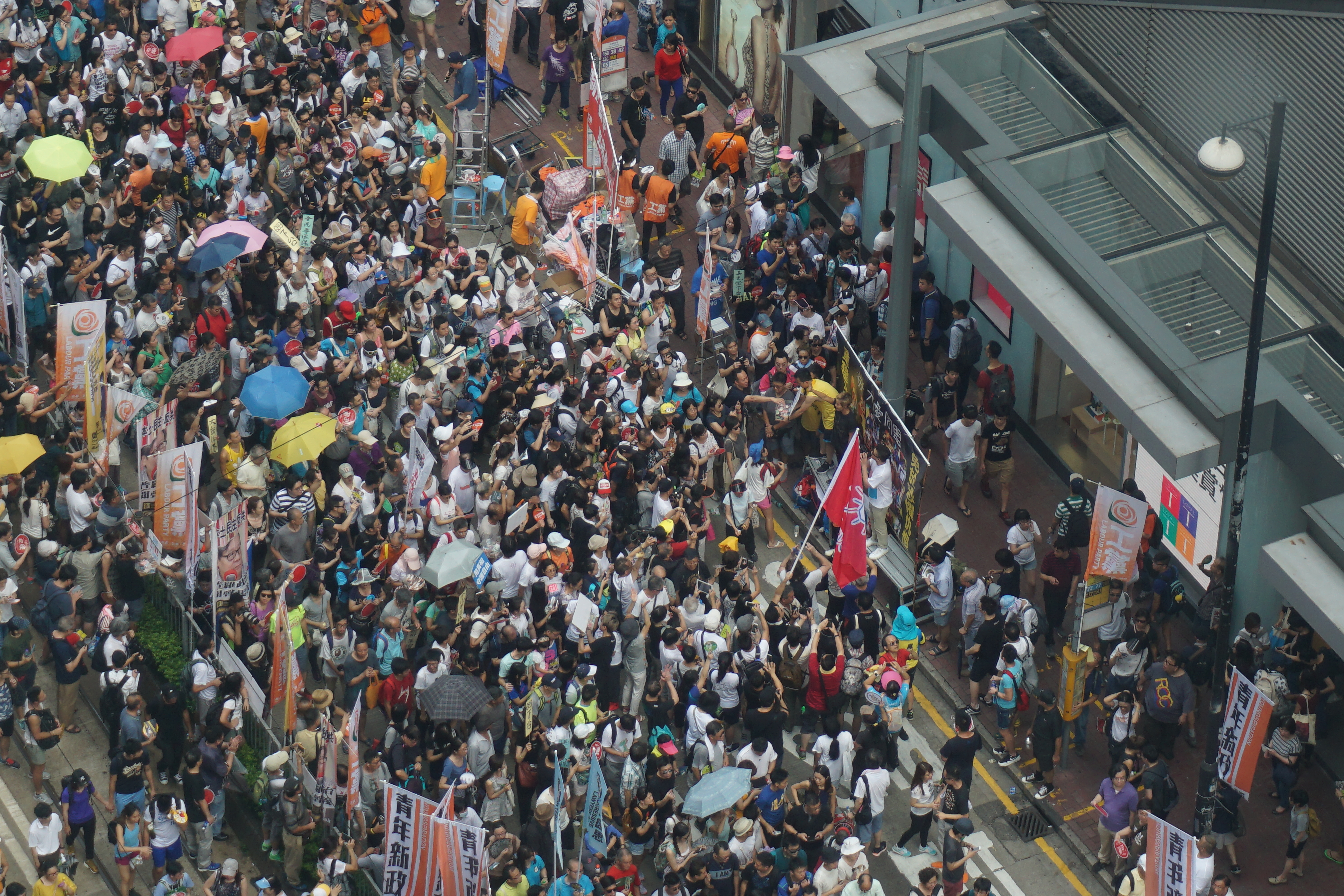
大愛同盟的陳志全、何韻詩及黃耀明上台發言時，大批遊行人士駐足圍觀拍照
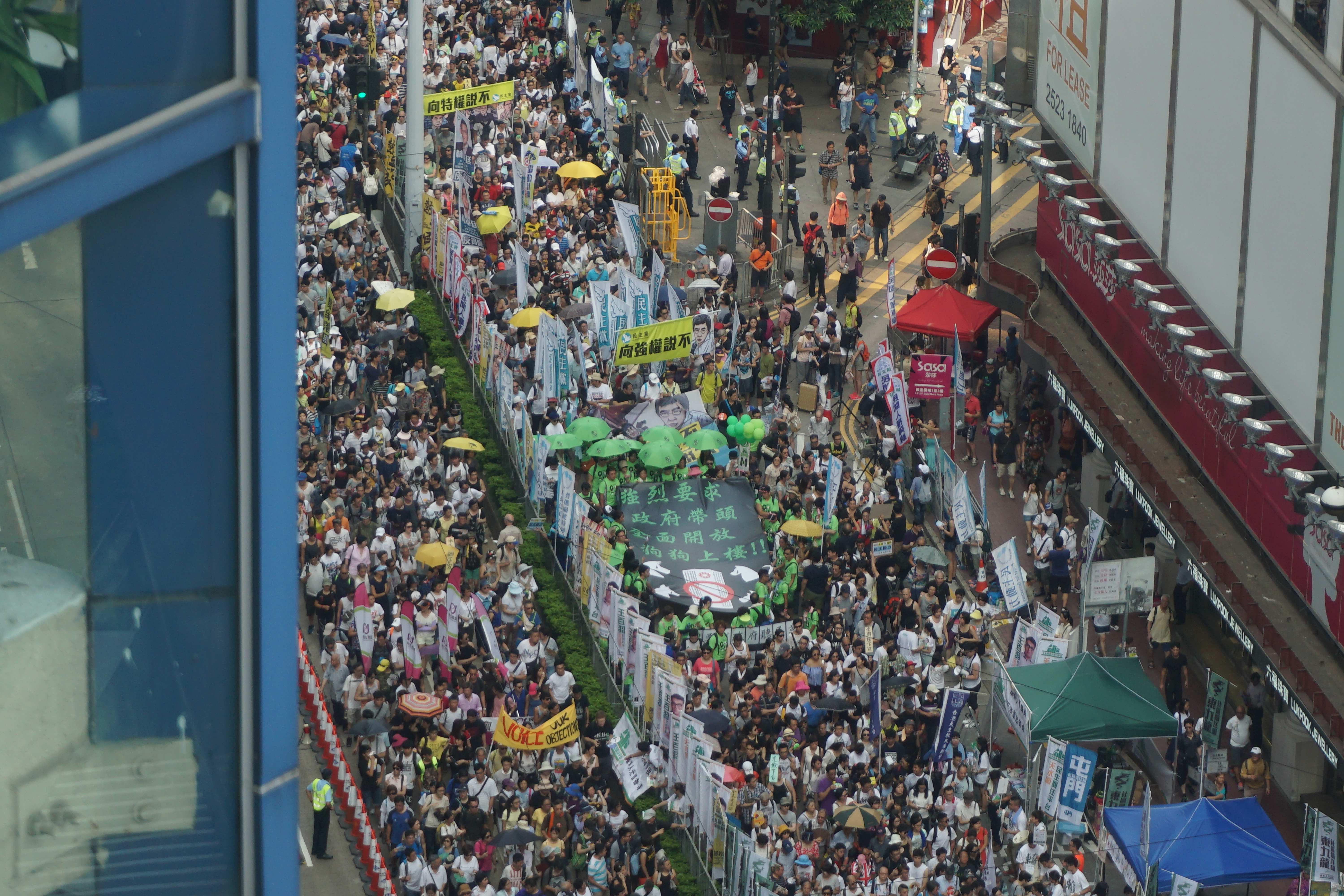
遊行訴求包括「強烈要求政府帶頭 全面開放狗狗上樓（公屋）」、「向強權說不 向特權說不」
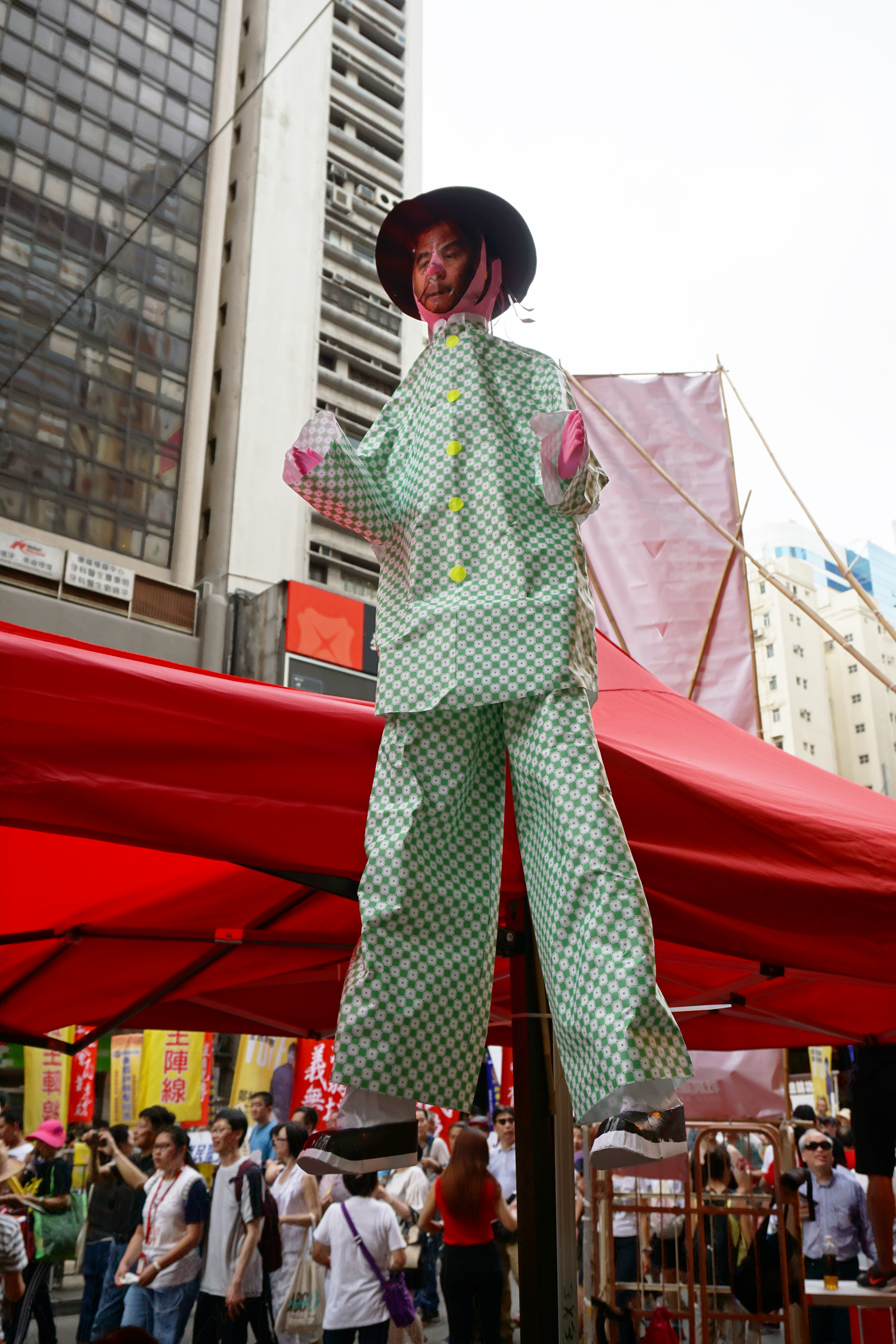
有街站製作諷刺行政長官梁振英的紙紥公仔
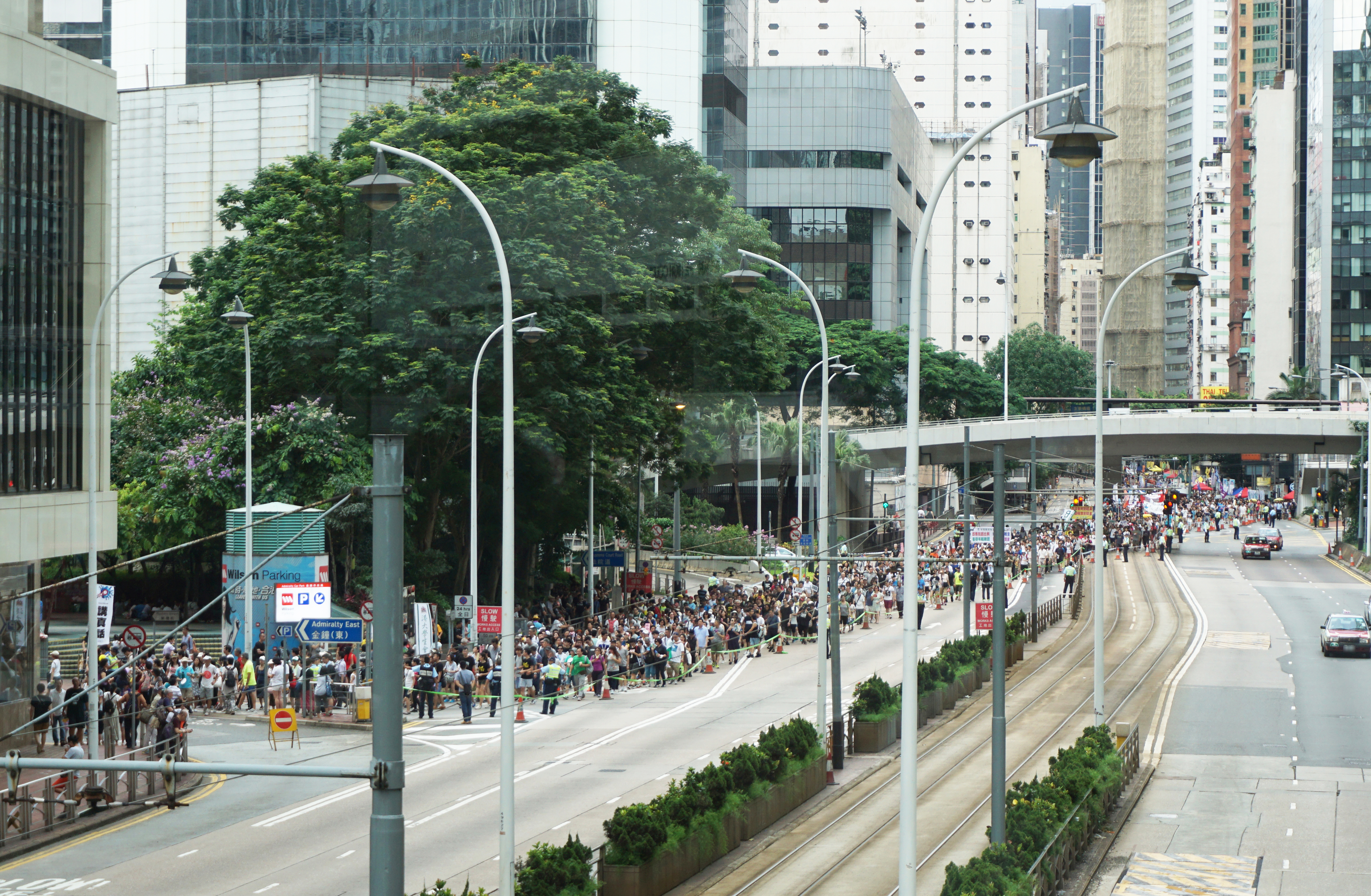
遊行人士橫過金鐘道轉入樂禮街
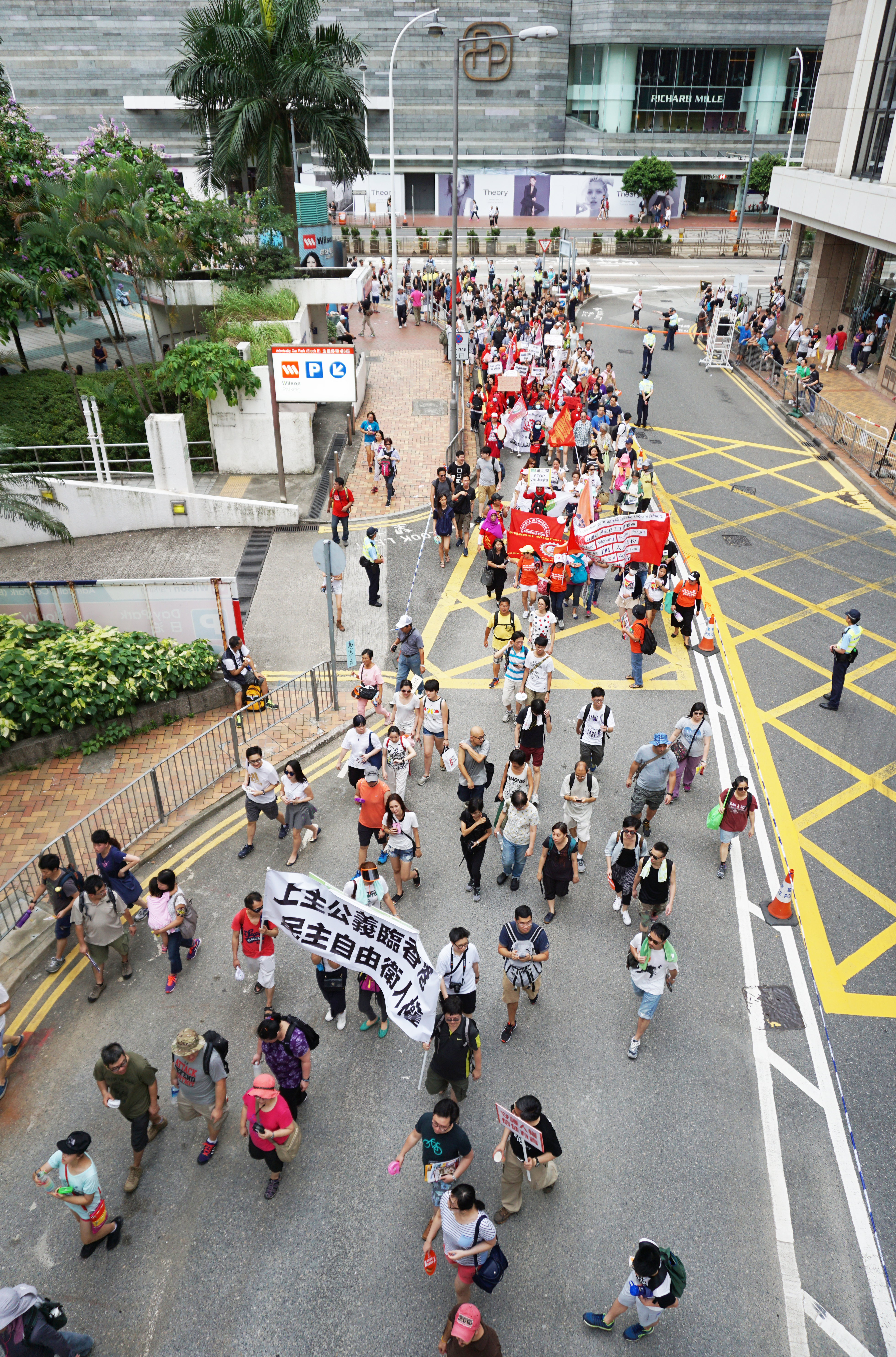
在港外傭亦爭取標準工時及其他權益
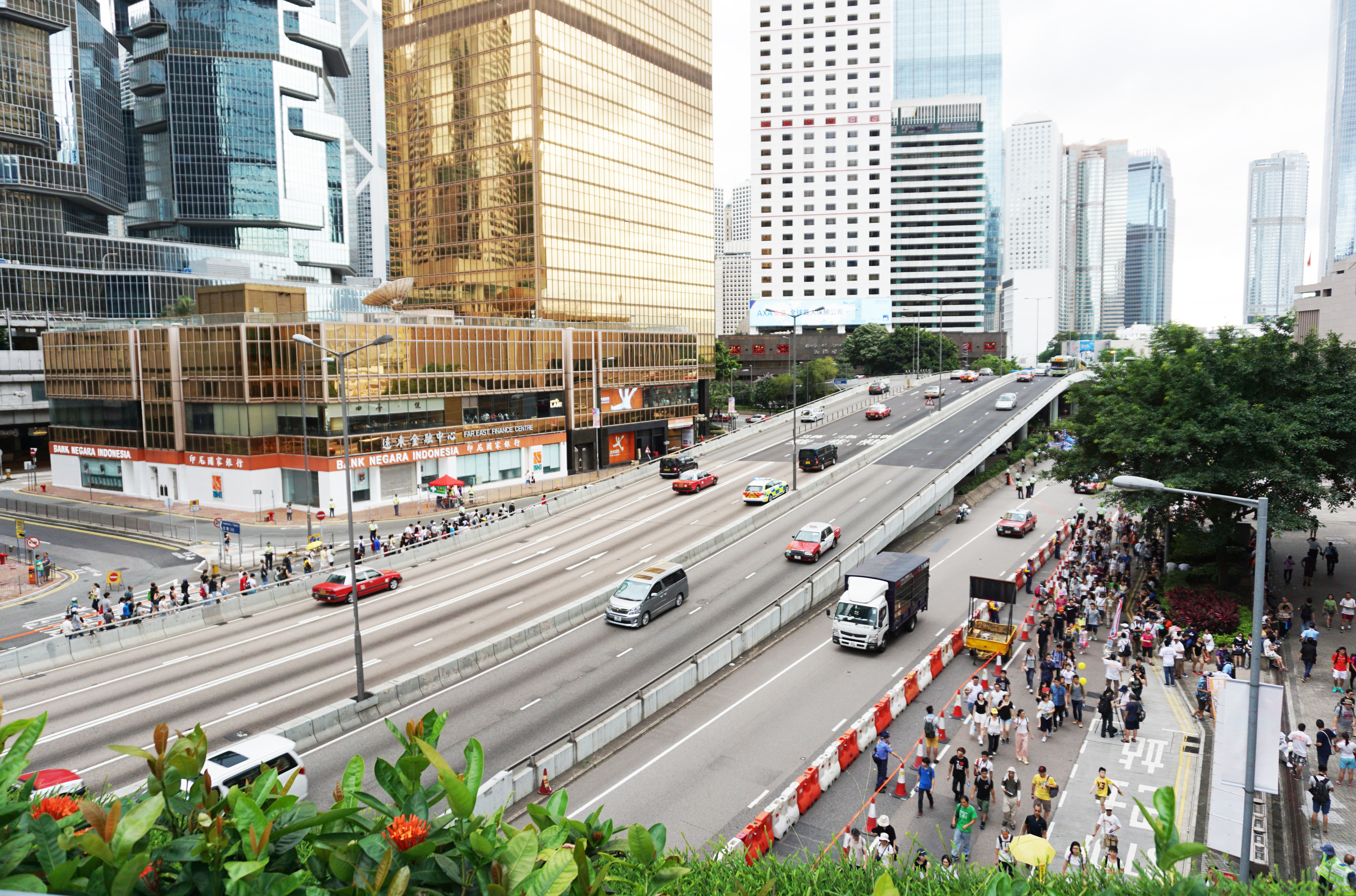
遊行人士沿夏愨道西行，在遠東金融中心對出橋底掉頭，再沿夏愨道東行前進
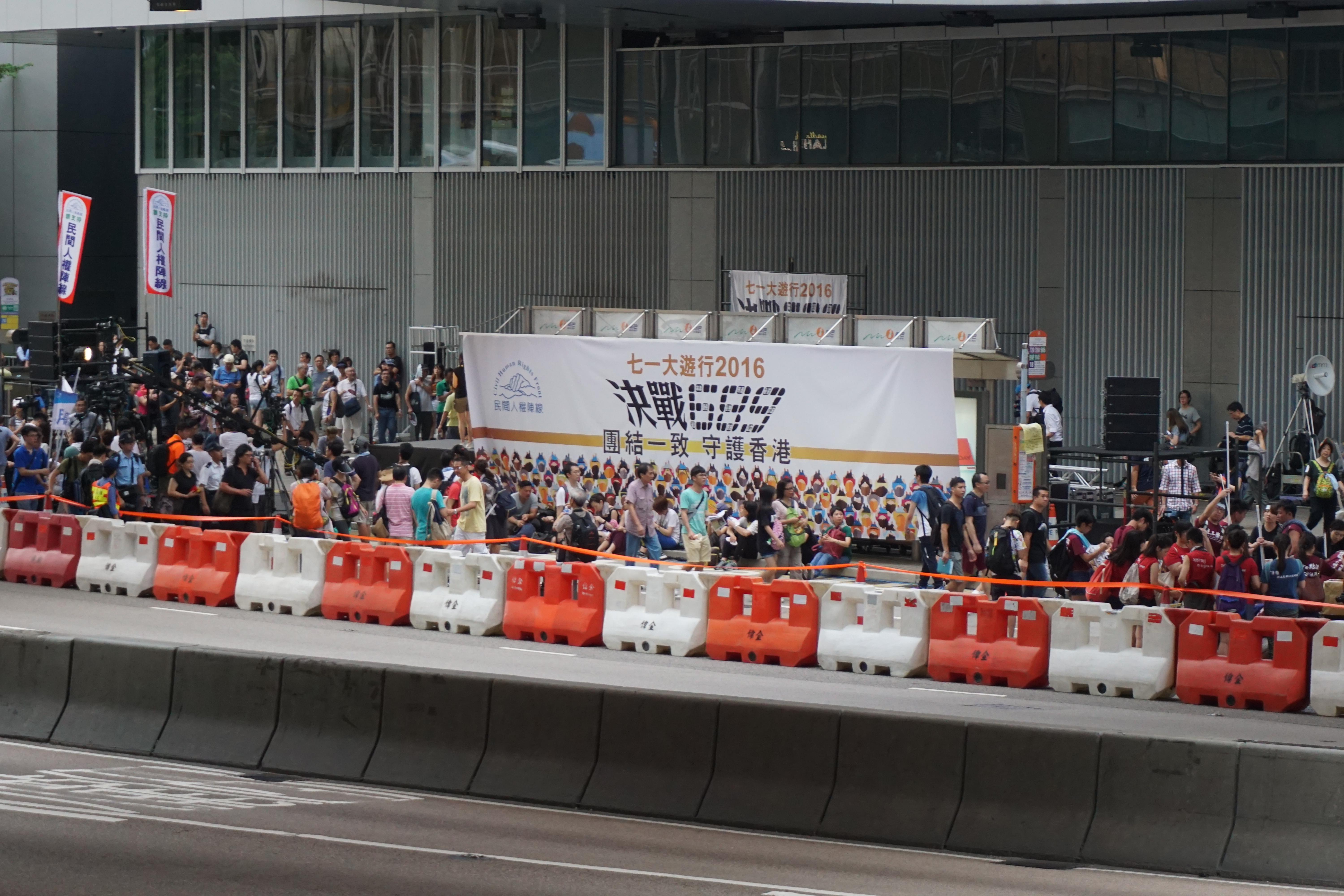
本年遊行終點改在夏愨道通住政府總部的行人天橋橋底

### 2017年
香港主權移交踏入第20年，遊行繼續由民陣發起，遊行主題為「一國兩制，呃足廿年，民主自治，重奪香港」，由於維園足球場被香港各界慶典委員會租用，遊行起步地點改為中央草坪。游行人士的主要诉求包括释放病危的諾貝爾和平獎得主刘晓波、希望林郑月娥的政府不再撕裂社会、对政府的教育、社福政策表达不满等。当晚林郑月娥政府在政府网站发文回应称會繼續用好「一國」和「兩制」的優勢，掌握國家帶來的龐大機遇，積極拓展香港的經濟，改善市民生活。对于政制问题则表示需要盡最大努力营造合适的社会氛围。

### 2018年
香港主權移交踏入第21年，遊行繼續由民陣發起，今年遊行主題為「結束一黨專政，拒絕香港淪陷」。警方今年繼續要求遊行者在維園中央草坪作起點，警務處處長稱可以確保安全，避免出現公共秩序隱憂和混亂，維園足球場也與往年一樣由慶回歸活動佔用，民陣提出的以銅鑼灣東角道起步建議遭警方否決。遊行期間，警方在銅鑼灣崇光百貨外架起鐵馬封閉斑馬線，以阻止市民中途加入隊伍，警方指中途加入屬「非法集會」。有市民遂改在希慎廣場外加入隊伍，也有市民稱新起步地點不方便，所以在希慎廣場外插隊。這一年警方公佈的遊行人數是2003年七一大遊行以來最低，只有9,800人，也是16年以來首次低於10,000人。
遊行人士的主要訴求和反對意見包括要求興建更多公共房屋、反對法治「沉淪」、批評公立醫院超出可承受負荷、批評近日港鐵接連爆出醜聞、花千億公帑建造「豆腐渣」鐵路、不滿在高鐵站實施一地兩檢、捍衛廣東話、要求停止以普通話教授中文科等，部分人要求結束一黨專政。
政府回應七一遊行稿件一如以往，稱政府一直用心聆聽市民訴求，但指任何不尊重「一國」、無視憲制秩序、嘩眾不實的口號皆不符香港整體利益及發展。

### 2019年
2019年遊行繼續由民陣主辦，主題為「撤回惡法 林鄭下台」，旨在延續該團體對修訂《逃犯條例》的訴求與目標—
- 撤回《逃犯條例》修訂；[a]
- 撤回警方就6月12日金鐘衝突的「暴動」定性，釋放被拘捕的人士，同時促請成立調查委員會徹查警方有否過分使用武力；
- 重啟政改，即於立法會選舉及行政長官選舉達至「真普選」[b]。
- 要求時任行政長官林鄭月娥下台。

據民陣最初公布的遊行資料，遊行原訂於下午2時30分起步，後於6月29日的記者會上改為3時正，由維多利亞公園中央草坪出發，計畫終點為立法會綜合大樓。
遊行當日下午，由於有示威群眾試圖衝入立法會，警方聲稱基於公共安全曾要求主辦方將原定的遊行改期或修改遊行終點。主辦方初時拒絕相關要求，及後因保障遊行人士安全，宣佈將遊行終點改為中環遮打道行人專用區，遊行得以如期進行。最後示威者佔領立法會，宣讀抗爭宣言並塗污區徽。

### 2020年（港區國安法生效後）
2020年4月18日凌晨，民陣在其facebook專頁宣佈，已入紙申請今年7.1大遊行。 其後，警方對七一遊行和6月28日遊行發出反對通知書。儘管申請人提議遊行以35人一組進行，警方仍以2019冠狀病毒病疫情、「限聚令」，以及遊行路線以往曾發生暴力為由，反對遊行。
儘管如此，仍有大批市民自發在港島區遊行。2020年7月1日是《港區國安法》生效的第一天，當中10人因為涉嫌違反《港區國安法》被捕。與此同時，有370名市民被圍截及拘捕。

### 2021年
2021年因應警方指民陣為無註冊團體，民陣臨時召集人鍾松輝表示，不會再用民陣名義舉辦七一遊行及其他活動。其後社民連、天水連線和守護大嶼聯盟承接民陣，向警方申請舉辦七一遊行。不過警方以防疫為由，繼2020年再度發出反對通知書。團體表示極大不滿，批評是「是鷹派政府上場，向中共獻媚」。
縱使遊行被反對，警方仍部署超過一萬警力戒備，並於遊行當日封鎖本來的起步點，即維多利亞公園。 最終有零星市民在附近一帶示威及開設街站，最少19人被捕。

## 2022年之後
2022年沒有七一遊行。過往一直發起遊行的組織民間人權陣線（民陣）已於2021年8月解散。另一過往發起遊行的組織社民連稱，由於組織內部分義工及友人被警方國安處約談，評估形勢後不會發起。民主黨及民協稱未接獲警方國安處約談，並表示無計劃發起。
警方表示，尊重市民遊行集會和言論自由，會在保安區外設置指定公眾活動區和遞信區，讓市民表達意見。

## 歷年遊行人數
歷年香港七一大遊行參加人數

| 年份 | 主辦單位提出之主題                                     | 遊行人數     | 遊行人數         | 遊行人數                     | 備註 |
| 年份 | 主辦單位提出之主題                                     | 主辦單位公佈 | 港大民研估算     | 警方估算                     | 備註 |
| ---- | ------------------------------------------------------ | ------------ | ---------------- | ---------------------------- | --- |
| 1997 | 結束一黨專政                                           | 3,000        |                  | 4,000                        | 警方估計人數多於主辦單位公佈人數 |
| 1998 | 平反六四、釋放民運人士                                 | 40           |                  |                              | |
| 1999 | 反對人大就居港權釋法                                   | 500          |                  |                              | |
| 2000 | 董建華下台、爭取民主改革                               | 3,700        |                  |                              | |
| 2001 | 支持普選、欽點無恥                                     | 700          |                  |                              | |
| 2002 | 打倒金權政治，堅決捍衞生活尊嚴                         | 350          |                  |                              | |
| 2003 | 反對23，還政於民                                       | >500,000     | 429,000－502,000 | 350,000                      | 該年起改由民間人權陣線主辦。主題包括反對基本法23條立法和要求行政長官董建華下台等。七一遊行成為大規模反政府遊行由是年始。警方數字為截至晚上6時半的數字，但遊行接近晚上10時才結束。司徒華回憶錄《大江東去》指出香港政府用直昇機點算之遊行人數更達675,000人。 |
| 2004 | 爭取07、08雙普選                                       | 530,000      | 180,000－207,000 | 200,000                      | 民陣公佈人數創下最高紀錄；但數據犯「植樹問題」錯誤，事實上約40萬 |
| 2005 | 爭取全面普選、反對官商勾結                             | 21,000       | 20,000－24,000   | 11,000                       | 創下人數最大跌幅。民陣原先公布人數為45,000人，但後來大幅下調至21,000人，隨即惹來遊行人士強烈不滿，批評民陣低估人數。有人更要脅民陣撤換召集人，否則不會再參加7.1遊行。                                                                                      |
| 2006 | 平等公義新香港、民主普選創希望                         | 58,000       | 33,000－39,000   | 28,000                       | |
| 2007 | 爭取普選、改善民生                                     | 68,000       | 30,000－34,000   | 20,000                       | |
| 2008 | 同一夢想、同一人權、還政於民、改善民生                 | 47,000       | 16,000－19,000   | 15,500                       | |
| 2009 | 施政失誤，貧富懸殊，還政於民，改善民生                 | 76,000       | 32,000－37,000   | 26,000                       | |
| 2010 | 七一向前走，香港前途在我手                             | 52,000       | 22,000－26,000   | 20,000                       | |
| 2011 | 還我2012雙普選，打倒地產霸權及曾蔭權下台               | 218,000      | 59,000－67,000   | 54,000                       | 民陣原先公布為150,000人，一小時後修正為218,000人。警方所提供71遊行人數只限維園出發人士。 |
| 2012 | 踢走黨官商勾結，捍衛自由爭民主，大話精狼振英下台       | >400,000     | 90,000－100,000  | 63,000                       | 港大教授葉兆輝連同學生估算有8.2萬人遊行，其中有3萬多人在中途加入。警方指維園出發時有5.5萬人，最高峰時有6.3萬人。 |
| 2013 | 人民自主，立即普選，佔領中環，蓄勢待發                 | 430,000      | 92,000－103,000  | 66,000                       | 港大民研計劃在灣仔軒尼詩道與軍器廠街交界的行人天橋點算，不包括在該點之前離隊或之後插隊的人為66,927人。港大教授葉兆輝的七一遊行統計小組估算有約10.3萬人遊行。警方表示有33,500人由維園出發，最高峰時有6.6萬人。                                              |
| 2014 | 捍衛港人自主，無懼中央威嚇，公民直接提名，廢除功能組別 | 510,000      | 150,000－166,000 | 98,600                       | 民陣公佈人數第二高；撇除2004年錯誤數據，則創下最多人數紀錄，打破2003年50萬人之紀錄。 |
| 2015 | 建設民主香港，重奪我城未來                             | 48,000       | 25,000－31,000   | 19,650                       | 2008年以來最低，並為該年以來遊行人數首次少於5萬，創下人數第二大跌幅；同時終止連續3年超過40萬人上街之紀錄，亦為2010年後遊行人數首次少於10萬。 |
| 2016 | 決戰689、團結一致、守護香港                            | 110,000      | 26,000－34,000   | 19,300                       | 以港大及警方估算數字計，均略少於上一年，再創2008年以來最低，但民陣聲稱的人數卻比上一年多了超過一倍。 |
| 2017 | 一國兩制，呃足廿年，民主自治，重奪香港                 | >60,000      | 27,000－35,000   | 14,500                       | 起步地點改為維園中央草坪。 |
| 2018 | 結束一黨專政，拒絕香港淪陷                             | 50,000       | 26,000－33,000   | 9,800                        | 起步地點改為維園中央草坪。 |
| 2019 | 撤回惡法，林鄭下台                                     | 550,000      | 231,000－287,000 | 190,000                      | 受反修例運動的影响，参加游行的人數創新高。根据人工智能測出：265,000 ，打破2003年、2004年及2014年紀錄；遊行終點改為中環遮打道行人專用區。路透社估算有22.7萬人遊行。                                                                                         |
| 2020 | 反對《港版國安法》                                     | 不適用       | 未估算           | 未公布 （非法集會逮捕370人） | 香港警方以2019冠狀病毒病疫情及限聚令為由，向民間人權陣線發出反對通知書，是2003年逾50萬人上街反对香港基本法第23條後，民陣7.1遊行首次被禁。 |
| 2021 | 堅守社會底線、抵抗政治打壓、釋放所有政治犯             |              |                  |                              | |

### 人數點算爭議
2012年
香港警務處公佈了兩組數字，分別是有5.5萬人從維園起步和最高峰時期遊行者有6.3萬人。香港大學民意研究在軒尼詩道及軍器廠街交界的天橋點算人數，約6.8萬人經過了該處。根據2011年的數字，遊行人士中有65.6%經過該處，故此推算2012年的總遊行人士在乎於9.8萬至11.2萬人之間。香港大學社會工作及社會行政學系教授葉兆輝團隊則在靠近起點的銅鑼灣以及靠近終點的金鐘分別派遣人員進行統計，點算出約5萬人經過了銅鑼灣、約6.9萬人經過了金鐘，同時又派遣人員到金鐘訪問約1,000名遊行人士，發現當中46%名受訪者沒有經過銅鑼灣，即是於中途加入遊行隊伍，故此以此推算整體遊行人數約8.2萬人。
於2003年擔任民主人權陣線召集人的蔡耀昌表示，2012年的七一遊行人數遠多於2011年（大會稱有21.8萬），但是與2003年仍然有所差距。他稱2003年遊行人士逼滿整座維多利亞公園，包括球場和草地，並且在晚上7時許龍尾才離開公園，2012年則只是逼滿了球場，龍尾近6時就離開了公園。
2012年七一遊行後，有網民自行製作圖表，列出由2004年至2012年的各方估算遊行人數，藉此發現主辦單位民間人權陣線的估算數字對比學者的估算數字的差距，從2005年的1.5倍升至2012年的4.5倍，質疑民陣估算的誇大成份愈來愈高。民主人權陣線七一遊行總負責人麥德正稱，在金鐘、灣仔及銅鑼灣有工作人員一邊遊行一邊統計人數，工作人員以遊行人士所覆蓋的路面的密度來推算總遊行人數，同時亦都會將周邊的行人計算入內。此種做法將所有在行人路上、馬路上、在中途插隊、在中途離隊的人數都計算在內，經常將非遊行人士計算入內。而且工作人員邊遊行邊統計，亦可能令到統計流於主觀。麥德正承認民間人權陣線是以最寬鬆的尺度作為統計，方法未夠科學化，數字也只屬於估算。基於主辦單位表示遊行人數為40萬人，警務處表示為63,000人，參與人數多寡再度成為爭議。警務處副處長（行動）洪克偉表示，警務處統計遊行人數目標純粹為疏導人群，因此着眼於最高峰期的遊行人數，避免有過多人聚集在終點處，堵塞後方而至的人，令到遊行隊伍不能夠順暢地到達目的地。多年來，他為了是否錯數人數問題，一直嘗試以不同的方法來計算。他透露於同年6月，公眾就李旺陽事件到香港中聯辦請願，主辦單位表示當日有25,000人參與，警務處表示最高峰期為5,400人。洪克偉表示，由於兩者所得出的人數相距甚遠，於翌日，他使用香港報章從高處攝影中聯辦門前的示威群眾的照片，安排人員計算照片中的人群數目，以數人頭方法逐個點算，發現照片只有逾2,000人。如此類推，倘若根據主辦單位公布的人數，其餘的逾20,000人人龍理應排隊至中環，惟事實並非如此。對於流動人群，警察則會安排數組人員，在制高點計算經過人頭，每數分鐘換人一次，將所得出的人流通過人數為準，以計算遊行參與人數。

## 批评
《大公報》在2018年6月21日發表題為《歡慶回歸在維園 亂港遊行應取締》文章，稱7月1日應是歡樂和慶祝的日子，但「亂港派組織」年年舉辦「遊行」，叫囂反對中央，結束中國共產黨統治，對特首和特區政府進行肆無忌憚的人身攻擊和侮辱，期間又衝出馬路、阻擋行車線、到香港中聯辦搗亂，反問「抗中亂港、違法違憲」的七一遊行為何可以年年照樣舉辦而沒有被取締。
2023年8月2日，保安局長鄧炳強於社交網站上載短片，形容2003年的反23條遊行為「外部勢力」及「本土反對派」的「試點」。

## 外部連結
- 民間人權陣線官方網頁（页面存档备份，存于）